# Liste der Biografien/Pla
Liste der Biografien |
Portal Biografien |
Personensuche
# |
A |
B |
C |
D |
E |
F |
G |
H |
I |
J |
K |
L |
M |
N |
O |
P |
Q |
R |
S |
T |
U |
V |
W |
X |
Y |
Z |
?
 
Pa |
Pc |
Pe |
Pf |
Ph |
Pi |
Pj |
Pk |
Pl |
Pm |
Pn |
Po |
Pr |
Ps |
Pt |
Pu |
Pv |
Pw |
Py
 
Pla |
Ple |
Plh |
Pli |
Plj |
Pll |
Pln |
Plo |
Pls |
Plu |
Ply
Die Liste der Biografien führt alle Personen auf, die in der deutschsprachigen Wikipedia einen Artikel haben. Dieses ist eine Teilliste mit 1113 Einträgen von Personen, deren Namen mit den Buchstaben „Pla“ beginnt.

## Pla
- Plá Cocco, Manuel (1910–1989), dominikanischer Flötist, Geiger, Cellist, Musikpädagoge und Komponist
- Pla y Deniel, Enrique (1876–1968), spanischer Geistlicher, Erzbischof von Toledo und Kardinal
- Pla, Albert (* 1966), spanischer Liedermacher
- Pla, Jim (* 1992), französischer Rennfahrer
- Pla, Joan Baptista (1720–1773), spanischer Komponist
- Plá, José María (1794–1869), uruguayischer Politiker und Interimspräsident Uruguays
- Pla, Josefina (1903–1999), paraguayische Schriftstellerin und Töpferin
- Pla, Josep (1897–1981), spanischer Schriftsteller katalanischer Sprache
- Plá, Judith (* 1978), spanische Mittel- und Langstreckenläuferin
- Pla, Olivier (* 1981), französischer Rennfahrer
- Plá, Rodrigo (* 1968), uruguayischer Regisseur
- Pla, Roger (1912–1982), argentinischer Schriftsteller
- Pla, Ruben, US-amerikanischer Schauspieler, Filmproduzent, Filmregisseur und Drehbuchautor

### Plaa
- Plaa, Martin (1901–1978), französischer Tennisspieler und -trainer
- Plaas, Hartmut (1899–1944), deutscher SS-Offizier, Widerstandskämpfer
- Plaas-Link, Amelie (* 1989), deutsche Schauspielerin und SynchronsprecherinAmelie Plaas-Link (* 1989)

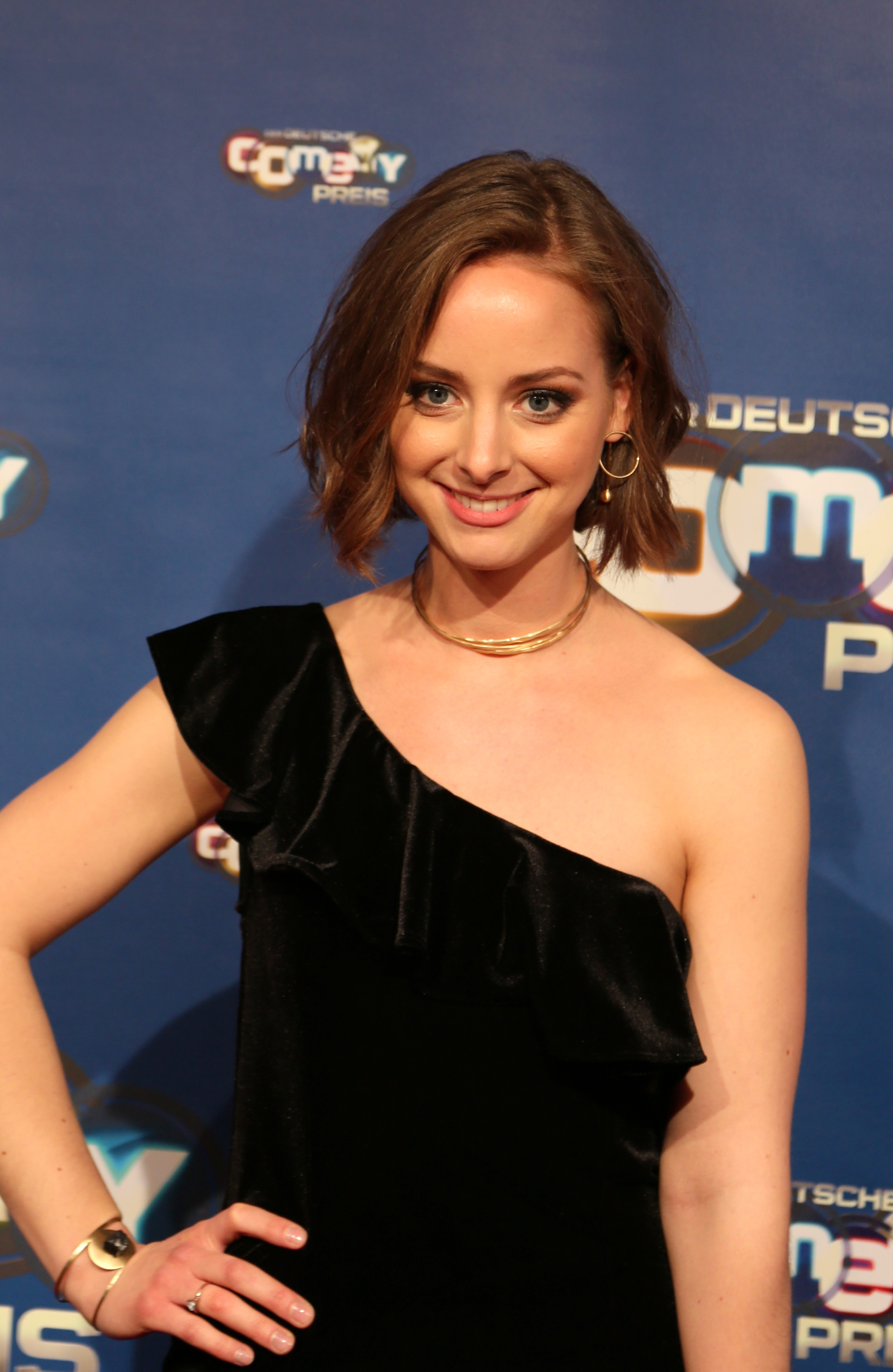
Amelie Plaas-Link (* 1989)

- Plaat, Truus van der (* 1948), niederländische Radsportlerin
- Plaatje, Sol (1876–1932), südafrikanischer Linguist, Journalist, Schriftsteller und Staatsmann
- Plaatjes, Mark (* 1962), US-amerikanischer Marathon-Weltmeister südafrikanischer Herkunft
- Plaats, Diana van der (* 1971), niederländische Schwimmerin
- Plaats, Gerardus Jacobus van der (1903–1995), niederländischer Radiologe

### Plac
- Placánica, Rubén (1943–2022), argentinischer Radrennfahrer
- Placca Fessou, Euloge (* 1994), togoischer Fußballspieler
- Placcius, Vincent (1642–1699), deutscher Jurist, Bibliothekar, Historiker, Pädagoge, Philosoph und Schriftsteller
- Place, Charles-Philippe (1814–1893), französischer Bischof und Kardinal der Römischen Kirche
- Place, Francis (1771–1854), radikaler englischer Sozialreformer und Chartist
- Place, François (* 1989), französischer Freestyle-Skisportler und Skirennläufer
- Place, Franziskus de (* 1944), französischer Geistlicher
- Place, Graham, Produzent
- Place, Marcella (* 1959), US-amerikanische Hockeyspielerin
- Place, Martha M. (1849–1899), US-amerikanische MörderinMartha M. Place (1849–1899)

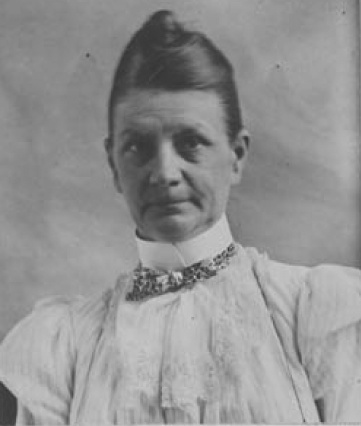
Martha M. Place (1849–1899)

- Place, Mary Kay (* 1947), US-amerikanische Schauspielerin und Sängerin
- Place, Milner (1930–2020), britischer Dichter und Schriftsteller
- Place, Thomas (1842–1911), niederländischer Physiologe und Hochschullehrer
- Place, Ullin (1924–2000), britischer Philosoph und Psychologe
- Place, Victor (1818–1875), französischer Konsul und Archäologe
- Place-Brandel, Terry (* 1957), deutsche Volleyballspielerin US-amerikanischer Herkunft
- Plaček, Tadeáš (* 2003), tschechischer Sprinter
- Placencia y Moreira, Ignacio (1867–1951), mexikanischer römisch-katholischer Geistlicher und Bischof von Zacatecas
- Placente, Diego (* 1977), argentinischer Fußballspieler
- Placer, Antonio, französischer Sänger, Lyriker, Gitarrist, Komponist und Arrangeur
- Places, Édouard des (1900–2000), französischer Klassischer Philologe
- Placet, Auguste (1816–1888), französischer Violinist und Dirigent
- Placette, Lézana (* 1997), französische Beachvolleyballspielerin
- Plach, Georg (1818–1885), österreichischer Kunsthändler
- Plach, Isabel (* 1987), österreichische Handballspielerin
- Plachá, Jana (* 1983), deutsche Fußballspielerin
- Plache, Bruno (1908–1949), deutscher Arbeitersportler und Abgeordneter der KPD im Leipziger Stadtparlament
- Płacheta, Przemysław (* 1998), polnischer Fußballspieler
- Plachetius, Johannes (1574–1635), mährischer Arzt und Hochschullehrer
- Plachetka, Ján (* 1945), slowakischer Schachgroßmeister
- Plachetka, Karina (* 1975), deutsche Schauspielerin
- Plachotnjuk, Andrij (* 1975), ukrainischer Diplomat
- Plachow, Lawr Kusmitsch (1810–1881), russischer Genremaler, Lithograf und Fotograf
- Placht, Anni (* 1950), deutsche Handballspielerin
- Placht, Johann Baptist, österreichischer Soldat, Beamter und Trickbetrüger
- Placht, Richard (1880–1962), österreichischer Bildhauer und Medailleur
- Plachta, Bodo (* 1956), deutscher Germanist und Autor
- Płachta, Jacek (* 1969), polnisch-deutscher Eishockeyspieler und -trainer
- Plachta, Matthias (* 1991), deutscher EishockeyspielerMatthias Plachta (* 1991)

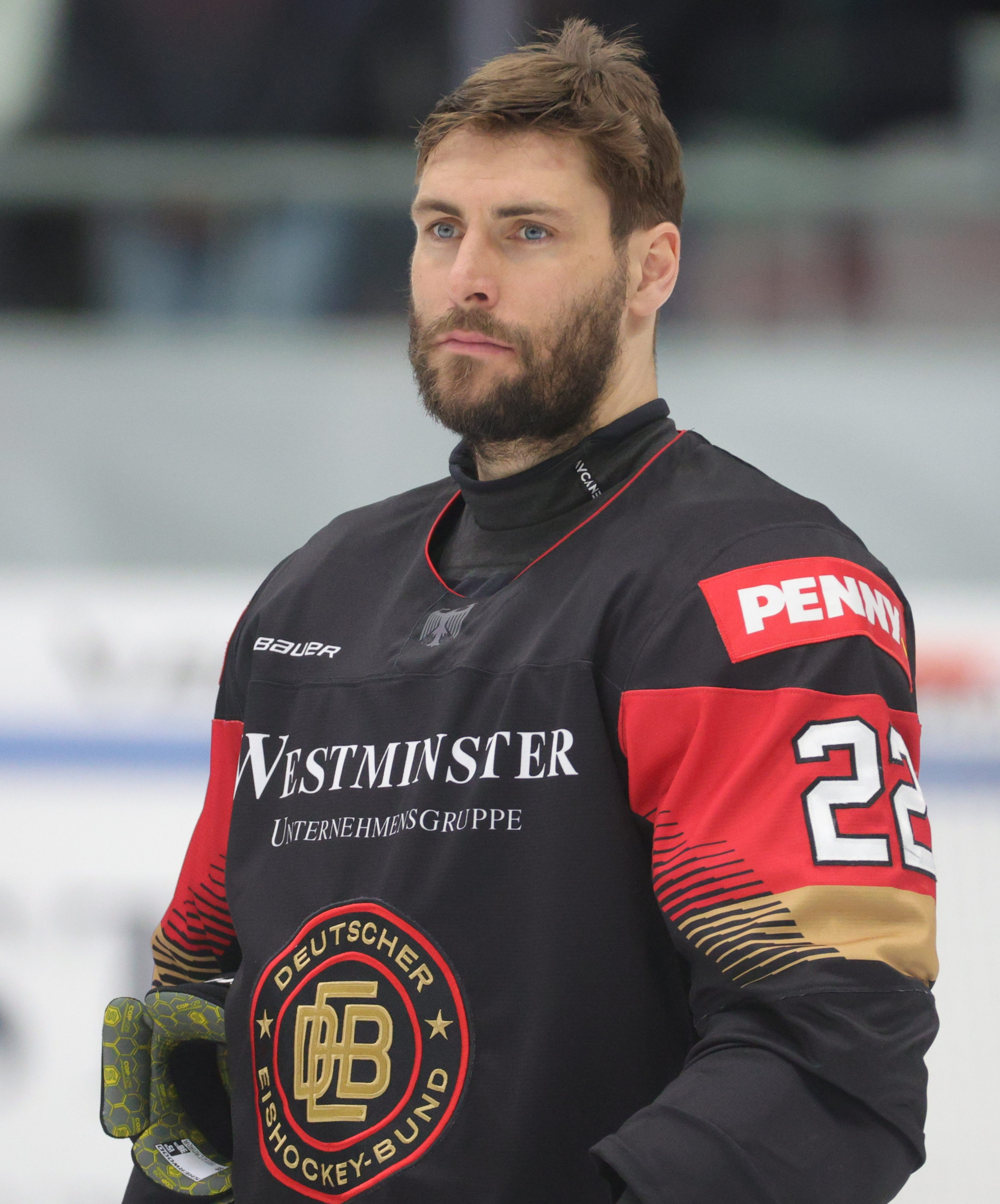
Matthias Plachta (* 1991)

- Plachta, Otto (1911–1993), deutscher Wegemeister
- Plachter, Harald (1950–2025), deutscher Biologe
- Plachutta, Ewald (* 1940), österreichischer Koch, Inhaber mehrerer Spitzenrestaurants
- Plachutta, Josef (1827–1883), Schachkomponist und -spieler
- Plachy, Erwin (1904–1991), deutscher Agrarwissenschaftler und Hochschullehrer
- Plachý, Jiří († 1664), Jesuitenprofessor am Prager Clementinum
- Plachý, Josef (* 1971), tschechischer Tischtennisspieler
- Plachý, Jozef (* 1949), slowakischer Mittelstreckenläufer
- Plachý, Václav (1785–1858), mährischer Organist, Komponist und Musikpädagoge
- Placide, Jane (1804–1835), US-amerikanische Schauspielerin
- Placidi, Francesco († 1782), Architekt, Bildhauer und Steinmetz der Renaissance
- Placidi, Michel (* 1945), französischer Bauingenieur und Brückenbauer
- Placidia, Tochter des römischen Kaisers Valentinian III.
- Placido, Brenno (* 1991), italienischer Schauspieler
- Placido, Michele (* 1946), italienischer Schauspieler, Regisseur und DrehbuchautorMichele Placido (* 1946)

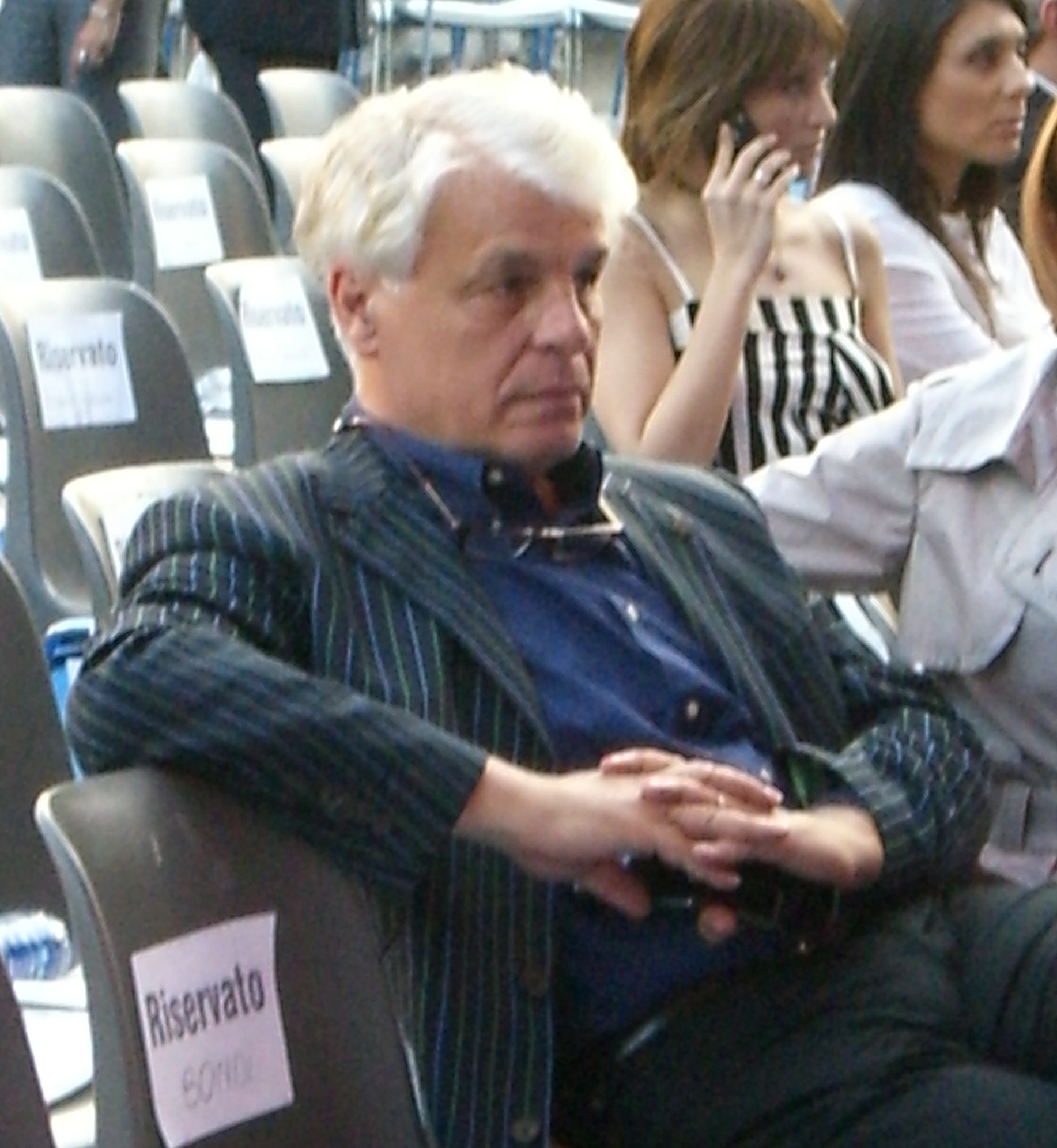
Michele Placido (* 1946)

- Placido, Violante (* 1976), italienische Schauspielerin und SängerinViolante Placido (* 1976)
- Placidus, Benediktiner, Heiliger

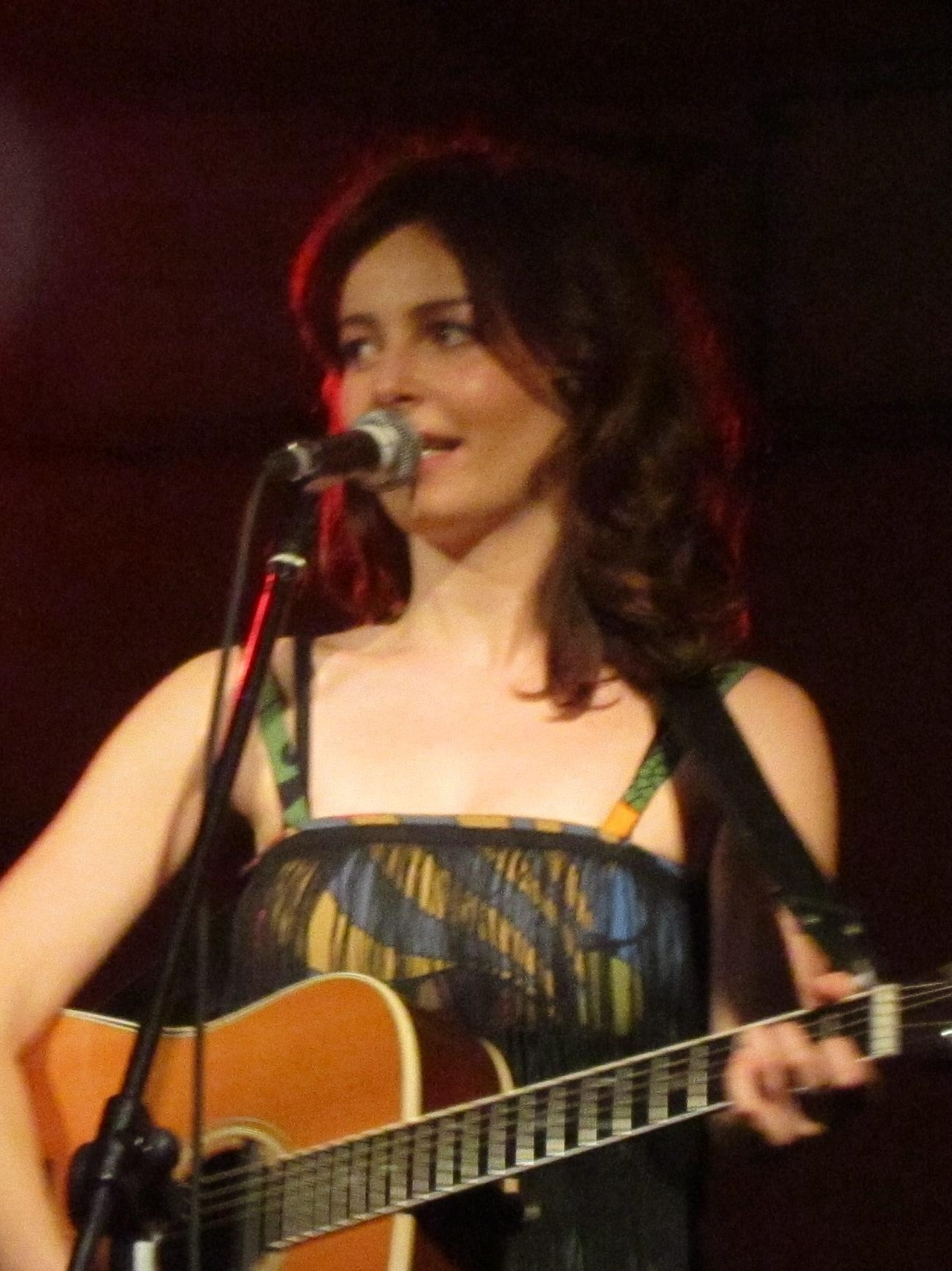
Violante Placido (* 1976)

- Placidus von Disentis, Eremit und Heiliger
- Placidus von Nonantola, Mönch und Priester in Oberitalien
- Plack, Arno (1930–2012), deutscher Philosoph und Buchautor
- Placke, Georg (1848–1930), deutscher Kaufmann, Unternehmer und Politiker (NLP), MdR
- Placke, Norbert (* 1958), deutscher Fußballspieler
- Plackholm, Hermann (1904–1944), österreichischer Feuerwehrmann und Widerstandskämpfer gegen den Nationalsozialismus
- Placotomus, Johann († 1577), deutscher Mediziner und Pädagoge
- Placuleius Ampliatus, Gaius, antiker römischer Toreut oder Händler
- Placuleius Iullianus, Gaius, antiker römischer Toreut oder Händler
- Placzek, Adolf K. (1913–2000), austroamerikanischer Bibliothekar und Architekturhistoriker
- Płaczek, Adrianna (* 1993), polnische Handballspielerin
- Placzek, Baruch (1834–1922), tschechischer Rabbiner
- Placzek, Detlef (* 1957), deutscher Verwaltungsbeamter, Präsident des Landesamts für Soziales, Jugend und Versorgung Rheinland-Pfalz
- Placzek, Dietmar (* 1951), deutscher Bauingenieur für Geotechnik
- Placzek, Eva (* 1997), deutsche Hebamme, Vize-Miss-Germany 2023
- Placzek, George (1905–1955), tschechoslowakischer Physiker
- Placzek, Siegfried (1866–1946), deutscher Neurologe, Psychiater und Autor

### Plad
- Plade, Alfrēds (1905–1944), lettischer Fußballspieler
- Plade, Teodors (1896–1949), lettischer Fußballspieler
- Plade, Voldemārs (1900–1961), lettischer Fußballspieler
- Pladel, Scott (* 1962), US-amerikanischer Bobsportler
- Pladner, Émile (1906–1980), französischer Boxer im Fliegengewicht

### Plae
- Plaehn, Gustav (1859–1934), deutscher Altphilologe und Gymnasiallehrer
- Plaek Phibunsongkhram (1897–1964), thailändischer Feldmarschall, Premierminister und MilitärdiktatorPlaek Phibunsongkhram (1897–1964)

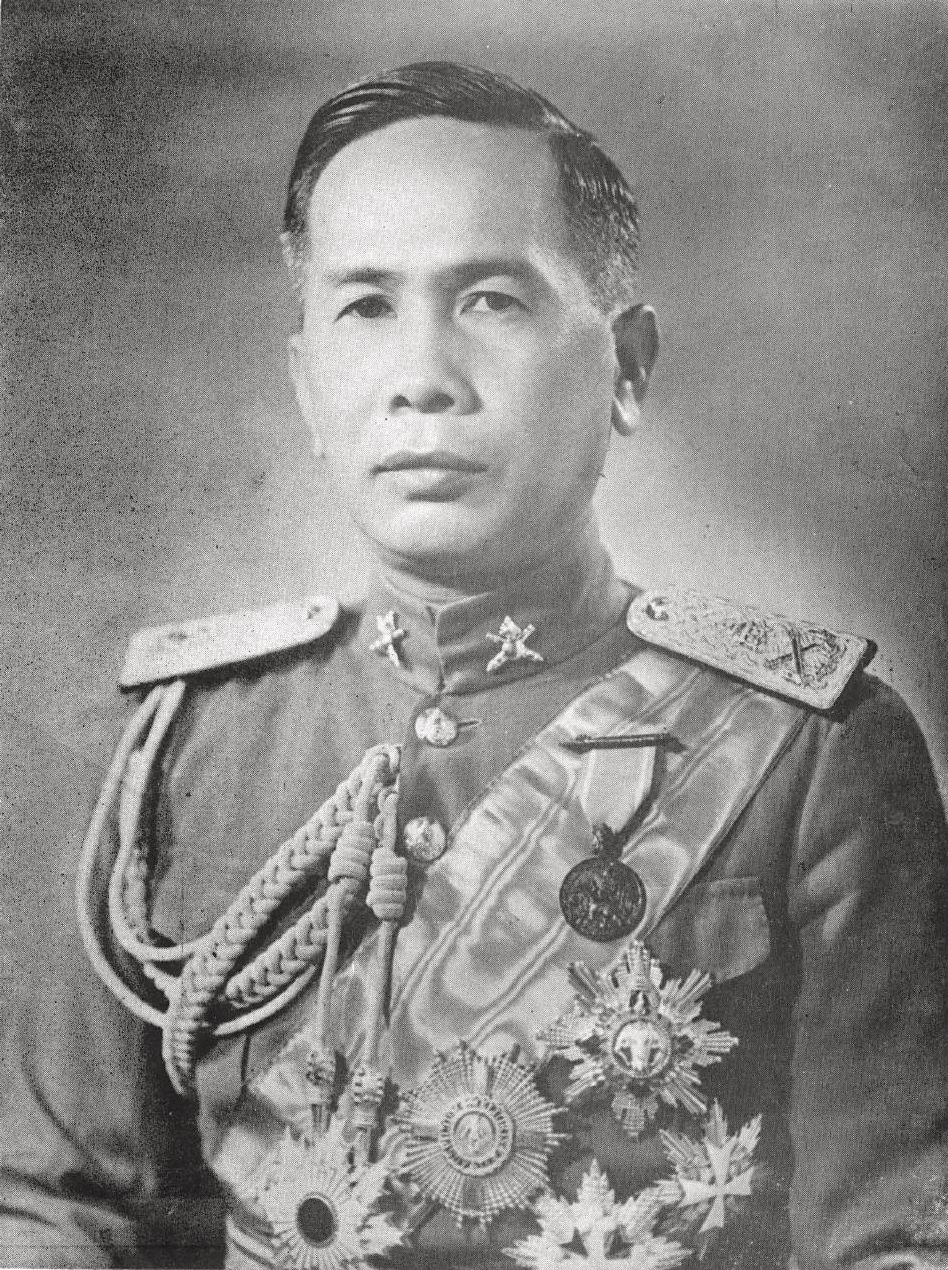
Plaek Phibunsongkhram (1897–1964)

- Plaeschke, Herbert (1928–2002), deutscher Indologe, Orientarchäologe und Bibliothekar
- Plaesser, Thilo (* 1967), deutscher Musiker, Improvisator, Multiinstrumentalist, Autor und Dozent
- Plaetschke, Bruno (1897–1942), deutscher Völkerkundler und Geograph
- Plaetzer, Diet (1892–1958), deutscher Figuren-, Architektur- und Pferdemaler sowie Sgraffito-Künstler

### Plaf
- Plafker, George (* 1929), US-amerikanischer Geologe und Geophysiker
- Plafky, Moritz (* 1996), deutscher Judoka

### Plag
- Plage, Götz Dieter (1936–1993), deutscher Naturfilmer
- Plagemann, Carlos Alberto Joaquin (1858–1908), deutsch-chilenischer Mineraloge
- Plagemann, Ernst (1882–1953), deutscher Unternehmer und Manager des Stahlhandels in Danzig
- Plagemann, Jürgen (* 1936), deutscher Ruderer
- Plagemann, Volker (1938–2012), deutscher Kunsthistoriker und Hochschullehrer
- Plager, Barclay (1941–1988), kanadischer Eishockeyspieler und -trainer
- Plager, Bob (1943–2021), kanadischer Eishockeyspieler und -trainer
- Plagge, Frank (* 1963), deutscher Fußballspieler und -trainer
- Plagge, Hermann (1888–1918), deutscher Schriftsteller
- Plagge, Karl (1897–1957), deutscher Offizier der Wehrmacht, der 250 Juden retteteKarl Plagge (1897–1957)

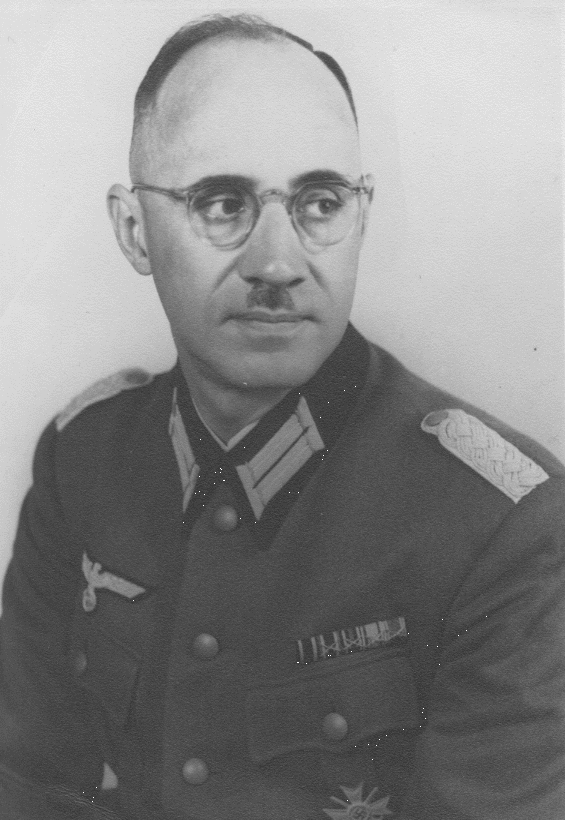
Karl Plagge (1897–1957)

- Plagge, Karl Victor (1885–1926), deutscher Komiker und Schauspieler
- Plagge, Ludwig (1910–1948), deutscher SS-Oberscharführer im KZ Auschwitz
- Plagge, Wilhelm (1794–1845), deutscher Pharmakologe und Hochschullehrer
- Plaggemeyer, Walter (* 1949), deutscher Fußballspieler
- Plaggenborg, Stefan (* 1956), deutscher Historiker
- Pläging, Claudius (* 1975), deutscher Autor
- Plagino, Gheorghe (1876–1949), rumänischer Sportschütze
- Plagne, Alain (* 1970), französischer Mathematiker

### Plah
- Plahn, Hermann (* 1865), deutscher Schriftsteller
- Plahotniuc, Vladimir (* 1966), moldauischer Oligarch und PolitikerVladimir Plahotniuc (* 1966)

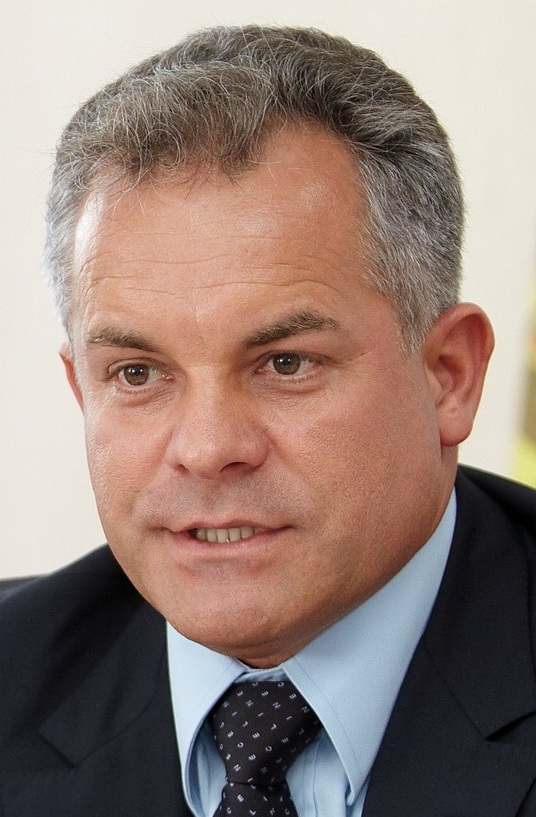
Vladimir Plahotniuc (* 1966)

- Plahutar, Danijel (* 1981), kroatischer Eishockeyspieler

### Plai
- Plaichinger, Julius (* 1892), österreichisch-deutscher Offizier und SS-Führer
- Plaichinger, Thila (1868–1939), österreichische Opernsängerin der Stimmlage Sopran
- Plaickner, Benjamin (* 1992), italienischer Biathlet
- Plaickner, Franz (1930–2011), italienischer Gewerkschafter und Politiker (Südtirol)
- Plaickner, Martin († 1563), Mitbegründer der Täuferbewegung in Chur, Waldschreiber der Stadt Augsburg Vils
- Plaidy, Louis (1810–1874), deutscher Pianist, Klavierpädagoge und Komponist
- Plaikner, Hans (1923–1964), italienischer Politiker (Südtirol)
- Plaikner, Walter (* 1951), italienischer Rennrodler
- Plaim, Anna (* 1920), österreichische Autorin, Zimmermädchen Hitlers
- Plaimauer, Stefan (1896–1977), österreichischer Politiker (SPÖ), Landtagsabgeordneter, Abgeordneter zum Nationalrat, Mitglied des Bundesrates
- Plain, Bernie (* 1946), britischer Langstreckenläufer
- Plain, Gabbie (* 1998), australische Softballspielerin
- Plain, Honest John (1952–2025), britischer MusikerHonest John Plain (1952–2025)

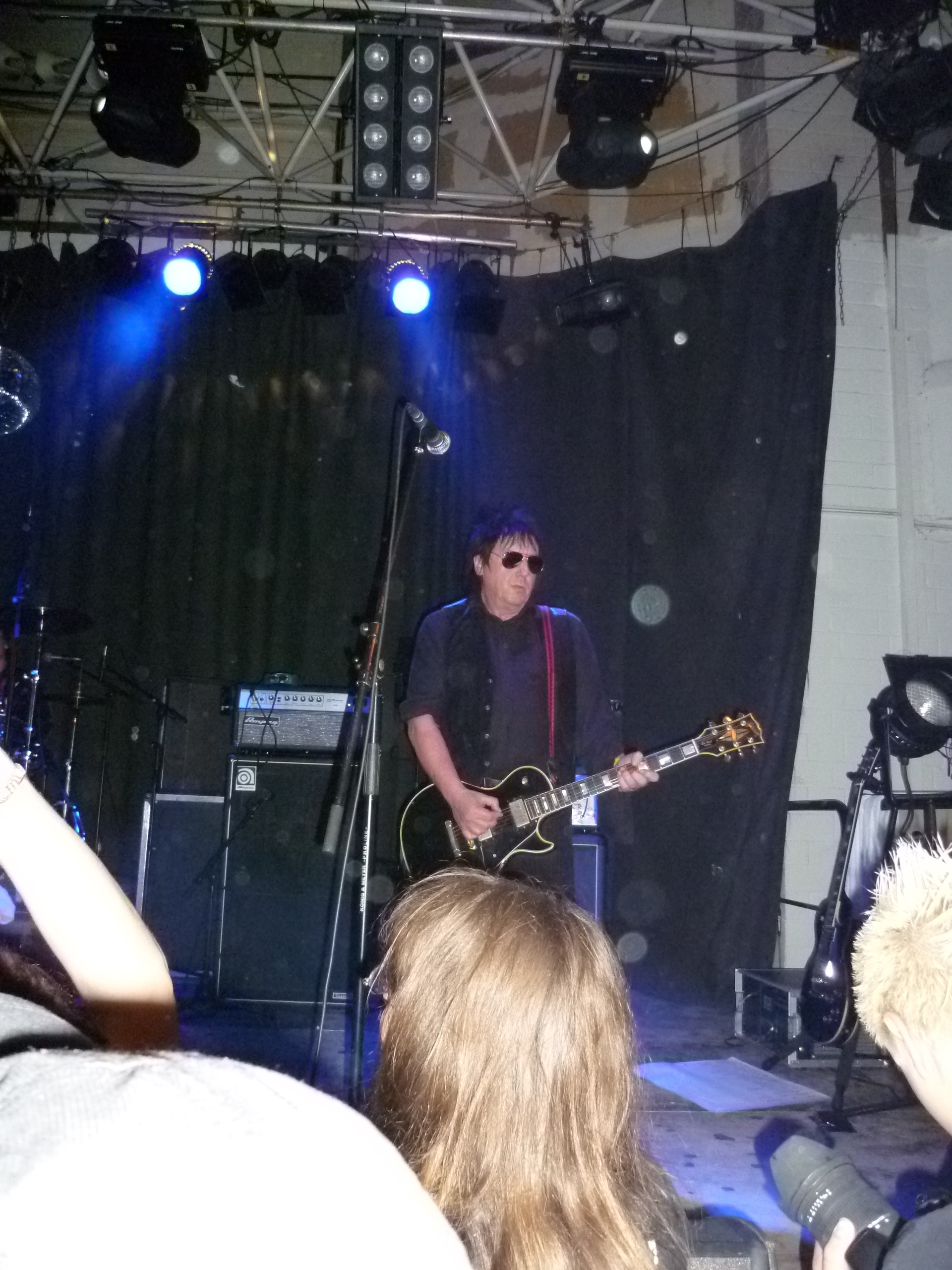
Honest John Plain (1952–2025)

- Plainacher, Elisabeth († 1583), österreichische Frau, als Hexe hingerichtet
- Plaines, Gérard de (1480–1524), spanischer Gesandter in England
- Plainfield, Kim (1954–2017), US-amerikanischer Schlagzeuger und Komponist
- Plaisance von Antiochia (1236–1261), Königin von Zypern, Regentin von Zypern und Jerusalem
- Plaisance, Jean-Yves (* 1946), französischer Radrennfahrer
- Plaisancier, Robert (* 1981), deutscher Rock-Bassist, Musikproduzent und Songwriter
- Plaisant, Catherine (* 1957), französische Informatikerin und Ingenieurin
- Plaisant, Marcel (1887–1958), französischer Politiker und Widerstandskämpfer
- Plaisant, Sylvie (* 1972), französische Tischtennisspielerin
- Plaisier, Wesley (* 1990), niederländischer Dartspieler
- Plaisted, Frederick W. (1865–1943), US-amerikanischer Politiker
- Plaisted, Harris M. (1828–1898), US-amerikanischer Politiker
- Plaisted, Trent (* 1986), US-amerikanischer Basketballspieler
- Plait, Phil (* 1964), US-amerikanischer Astronom, Skeptiker und populärwissenschaftlicher BloggerPhil Plait (* 1964)

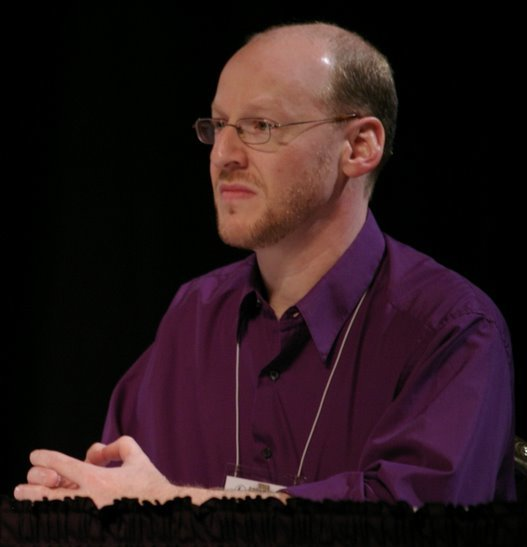
Phil Plait (* 1964)

### Plak
- Plak, Celeste (* 1995), niederländische Volleyballspielerin
- Plak, Fabian (* 1997), niederländischer Volleyballspieler
- Plaka, Christina (* 1983), deutsche Comiczeichnerin
- Plaka, Erjon (* 1984), albanischer Straßenradrennfahrer
- Plakalo, Safet (1950–2015), bosnischer Dramatiker
- Plakalović, Mladen (* 1991), bosnischer Skilangläufer
- Plakalović, Rade (* 1960), serbischer Fußballspieler und Trainer
- Plake, Klaus (* 1944), deutscher Erziehungssoziologe
- Plakida, Wiktor (* 1956), ukrainischer Politiker der Autonomen Republik Krim
- Plakidas, Antonios George (1895–1986), US-amerikanischer Phytopathologe und Hochschullehrer
- Plakiotakis, Ioannis (* 1968), griechischer Politiker
- Plakolm, Claudia (* 1994), österreichische Politikerin (ÖVP)Claudia Plakolm (* 1994)

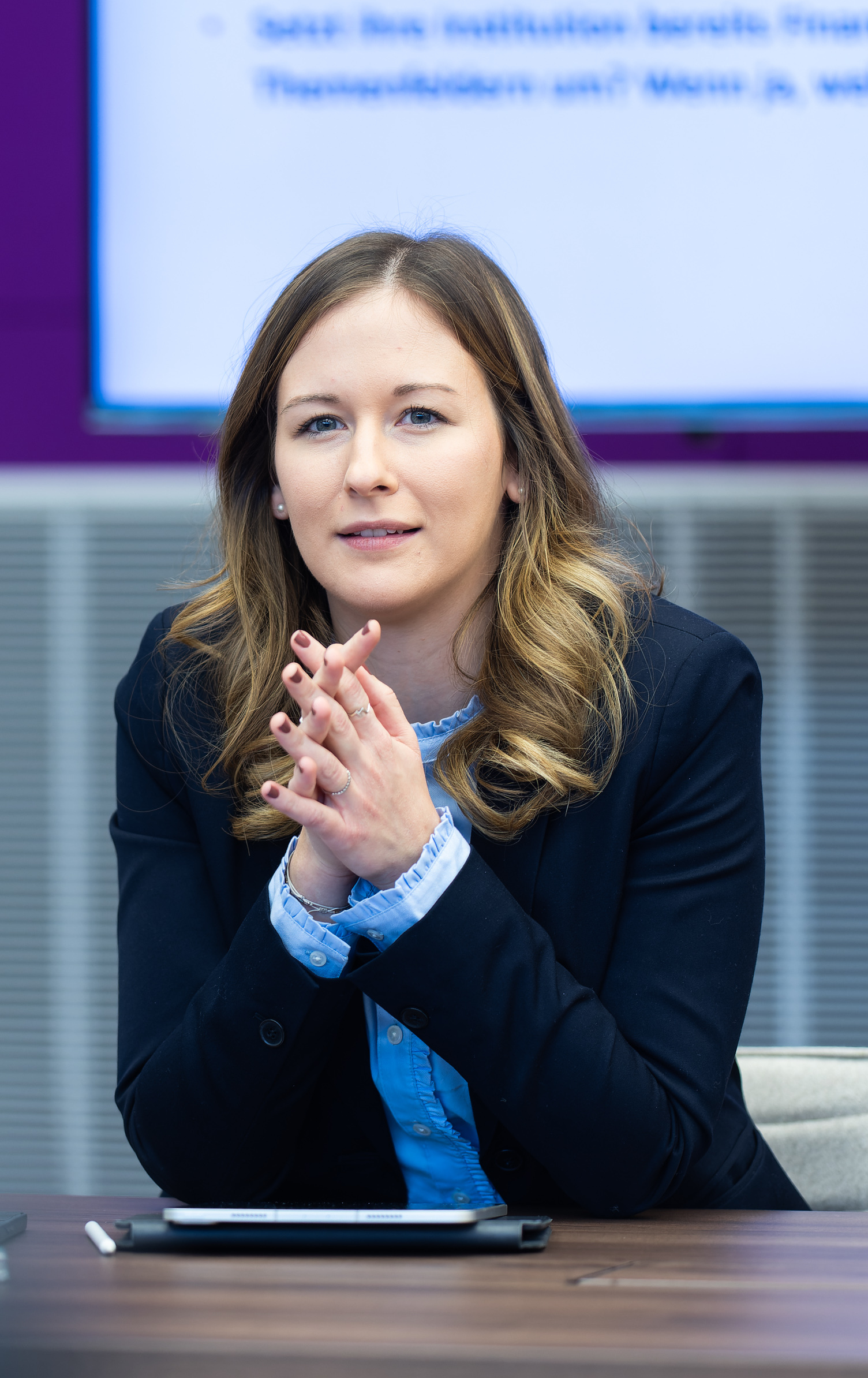
Claudia Plakolm (* 1994)

- Plakolm, Josef (1889–1956), österreichischer Jurist, Polizeipräsident und SS-Führer
- Plakolm-Forsthuber, Sabine (* 1959), österreichische Kunsthistorikerin
- Plaks, Eric (* 1974), US-amerikanischer Jazzmusiker (Piano, Orgel)
- Plaksin, Nikita Michailowitsch (* 1931), russischer Schachkomponist
- Plakson, Suzie (* 1958), US-amerikanische Schauspielerin
- Plaksunow, Wjatscheslaw Anatoljewitsch (* 1968), sowjetisch-belarussischer Skilangläufer
- Plaku, Panajot (1918–1957), albanischer kommunistischer Politiker und General

### Plam
- Plamann, Johann Ernst (1771–1834), deutscher Pädagoge
- Plambeck, Edmund (1913–2001), deutscher Unternehmer, Sportfunktionär und Mäzen
- Plambeck, Frank (* 1960), deutscher Radsportler und nationaler Meister im Radsport
- Plambeck, Helmut (1929–2019), deutscher Richter
- Plambeck, Johann Friedrich Conrad (1802–1876), deutscher Politiker
- Plambeck, Juliane (1952–1980), deutsche Terroristin der Rote Armee Fraktion
- Plambeck, Ole-Christopher (* 1986), deutscher Politiker (CDU)
- Plambeck, Ute (* 1962), deutsche Managerin
- Plamberger, Udo (* 1971), österreichischer Tennisspieler
- Plamenac, Jovan (1873–1944), montenegrinischer Politiker
- Plamenatz, John (1912–1975), jugoslawisch-britischer politischer Philosoph
- Plamínková, Františka (1875–1942), tschechoslowakische Frauenrechtlerin
- Plamondon, Annik (* 1983), kanadische Shorttrackerin
- Plamondon, Antoine (1804–1895), kanadischer Maler
- Plamondon, Arthur (* 1881), kanadischer Sänger und Gesangslehrer
- Plamondon, Charles (1856–1915), US-amerikanischer Unternehmer und Industrieller
- Plamondon, Luc (* 1942), kanadischer Songwriter
- Plamondon, Rodolphe (1876–1940), kanadischer Sänger (Tenor), Cellist und Musikpädagoge
- Plamper, Felix (* 1977), deutscher Chemiker und Hochschullehrer
- Plamper, Jan (1970–2023), deutscher Historiker
- Plamper, Paul (* 1972), deutscher Regisseur und Autor

### Plan
- Plan B (* 1983), britischer Hip-Hop-, Soulmusiker und Schauspieler

#### Plana
- Plana i Puig, Pere (1927–2009), katalanischer Maler
- Plana, Giovanni Antonio Amedeo (1781–1864), italienischer Astronom und Mathematiker
- Plana, Tony (* 1952), kubanisch-US-amerikanischer SchauspielerTony Plana (* 1952)

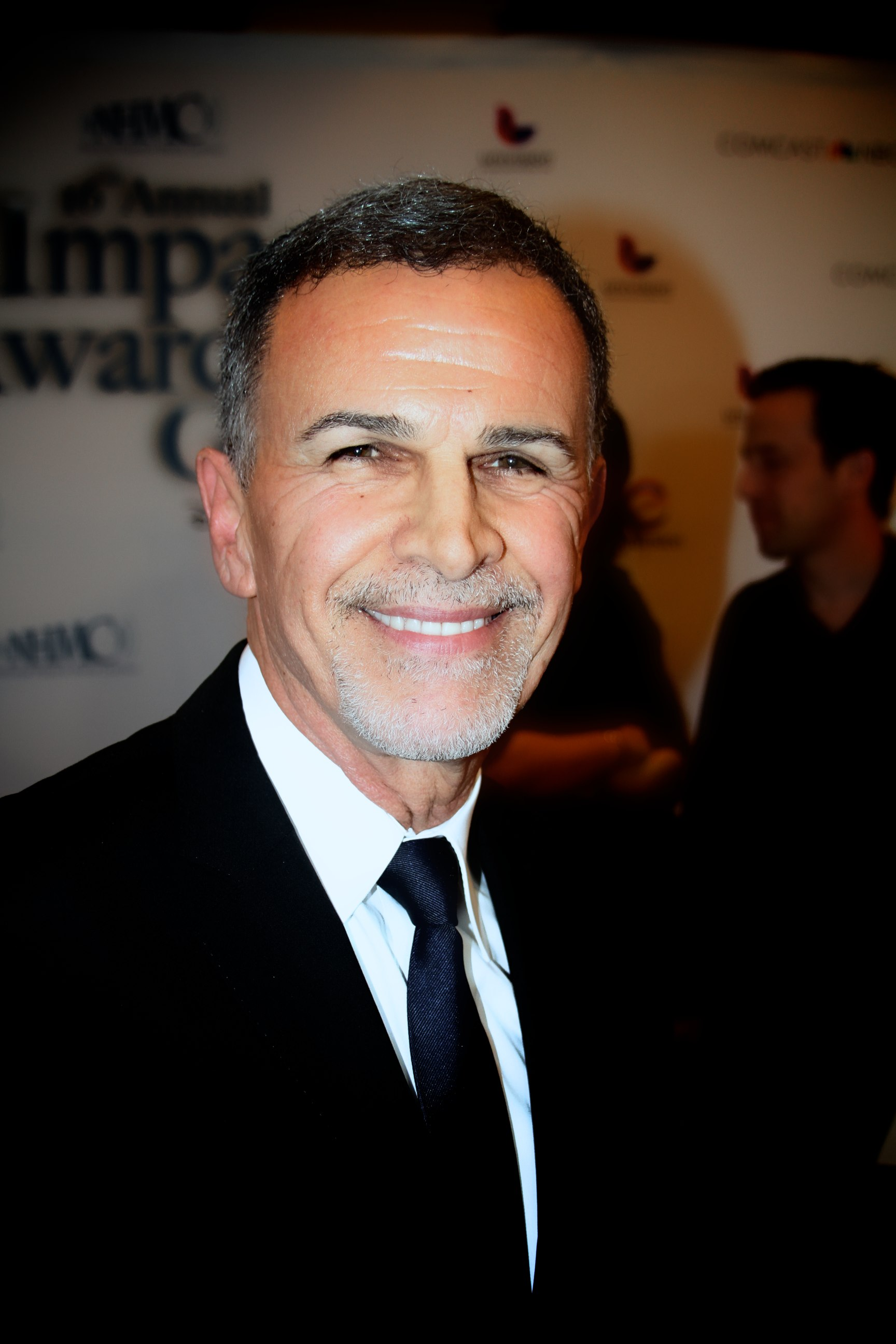
Tony Plana (* 1952)

- Planas, Alba (* 2000), spanische Schauspielerin
- Planas, Carles (* 1991), spanischer Fußballspieler
- Planas, Evelio (* 1930), kubanischer Sprinter und Mittelstreckenläufer
- Planas, Josep (1901–1977), spanischer Fußballspieler und -trainer
- Planas, Raúl (1925–2001), kubanischer Musiker
- Planat, Paul (1839–1911), französischer Bauingenieur

#### Planc
- Plancarte y Navarrette, Francisco (1856–1920), mexikanischer Geistlicher, römisch-katholischer Erzbischof von Linares o Nuevo León
- Planchart, Alejandro Enrique (1935–2019), US-amerikanischer Musikwissenschaftler, Dirigent und Komponist
- Planché, James (1796–1880), britischer Dramatiker und Historiker
- Planche, Jean Baptiste Gustave (1808–1857), französischer Literatur- und Kunstkritiker
- Planchenault, Bernard, französischer Jazzmusiker (Schlagzeug)
- Plancher, Giuseppe (1870–1929), italienischer Chemiker und Hochschullehrer
- Plancher-Valcour (1751–1815), französischer Schauspieler und Dramatiker
- Plancherel, Michel (1885–1967), Schweizer Mathematiker
- Planchon, Jules Émile (1823–1888), französischer Botaniker und Pharmazie-Professor
- Planchon, Roger (1931–2009), französischer Regisseur, Schauspieler und Bühnenautor
- Plancia Magna, römische Honoratiorin
- Plancius Varus, Marcus, römischer Statthalter
- Plancius, Petrus (1552–1622), niederländischer Theologe, Astronom und Kartograf
- Planck von Planckburg, Carl Franz (1833–1880), österreichischer Bankier
- Planck von Planckburg, Carl Leopold (1802–1868), österreichischer Bankier und Politiker, Landtagsabgeordneter
- Planck von Planckburg, Eduard (1841–1918), österreichischer Gutsbesitzer und Politiker, Landtags- und Reichsratsabgeordneter
- Planck von Planckburg, Hermann (1840–1904), österreichischer Gutsbesitzer und Politiker, Landtagsabgeordneter
- Planck von Planckburg, Karl (1869–1945), österreichischer Politiker
- Planck, Dieter (1944–2025), deutscher Archäologe mit Schwerpunkt Provinzialrömische ArchäologieDieter Planck (1944–2025)

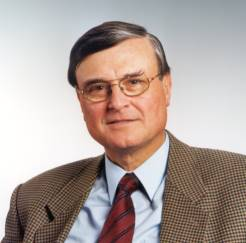
Dieter Planck (1944–2025)

- Planck, Emma (1837–1923), deutsche Malerin und Fotografin
- Planck, Erwin (1893–1945), deutscher Politiker
- Planck, Gottlieb (1824–1910), deutscher Richter und Politiker (NLP), MdR
- Planck, Gottlieb Jakob (1751–1833), deutscher evangelischer Theologe und Kirchenhistoriker
- Planck, Heinrich (* 1947), deutscher Textilingenieur und Medizintechniker
- Planck, Heinrich Ludwig (1785–1831), deutscher protestantischer Theologe
- Planck, Heinrich von (1851–1932), deutscher Geistlicher, Prälat und Generalsuperintendent von Ulm
- Planck, Hermann (1869–1913), deutscher Bezirksnotar und sozialistischer Publizist
- Planck, Hugo (1846–1922), Senatspräsident am deutschen Reichsgericht
- Planck, Karl Christian (1819–1880), deutscher Theologe und Philosoph
- Planck, Kurt (1911–1975), österreichischer Polizeijurist
- Planck, Mathilde (1861–1955), deutsche Lehrerin und Abgeordnete
- Planck, Max (1822–1900), deutscher Pädagoge
- Planck, Max (1858–1947), deutscher Physiker und Begründer der Quantentheorie, Nobelpreis für Physik 1918Max Planck (1858–1947)

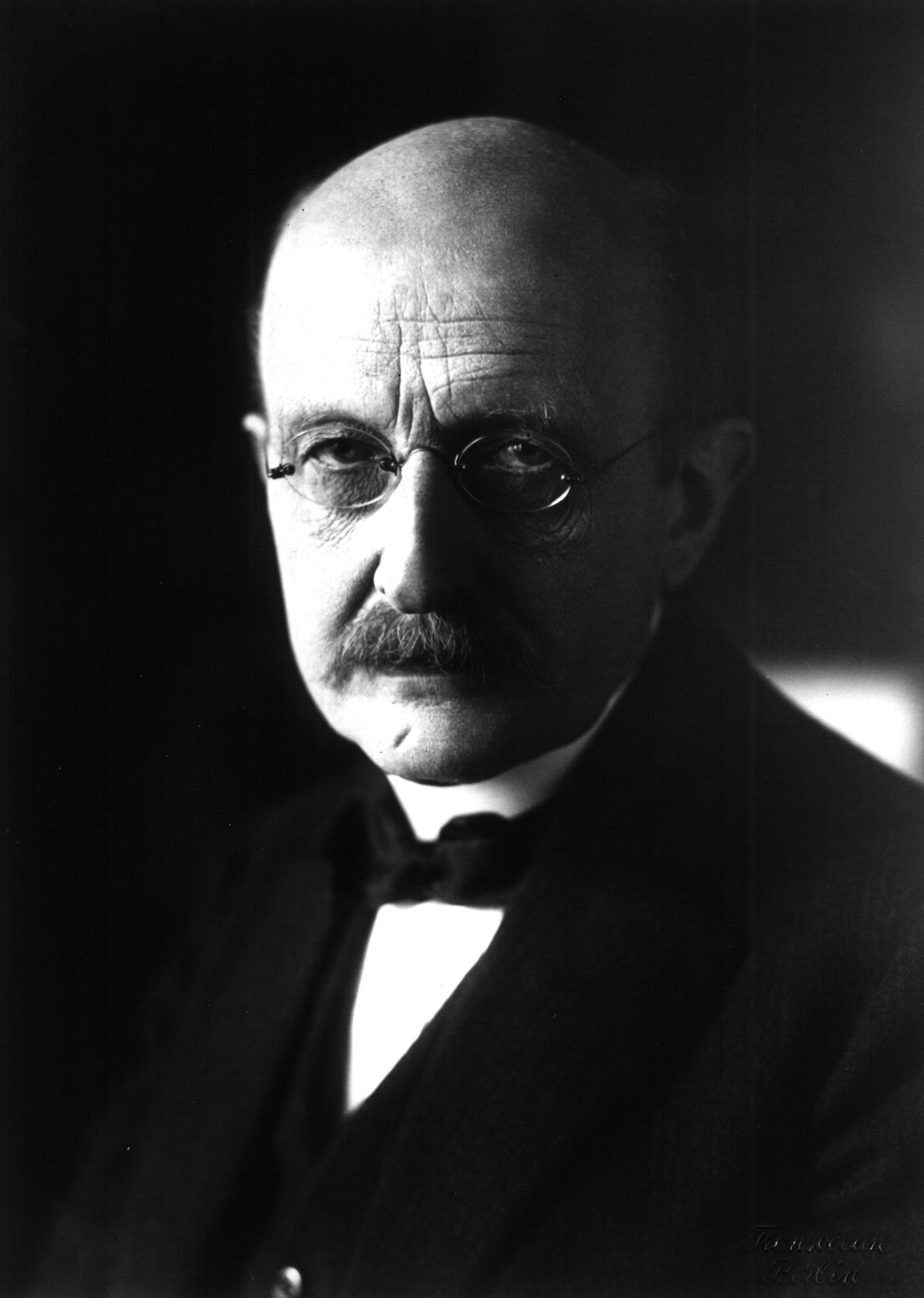
Max Planck (1858–1947)

- Planck, Oskar (1888–1970), deutscher Pfarrer
- Planck, Robert H. (1902–1971), US-amerikanischer Kameramann
- Planck, Ulrich (* 1922), deutscher Agrarsoziologe
- Planck, Wilhelm von (1817–1900), deutscher RechtswissenschaftlerWilhelm von Planck (1817–1900)

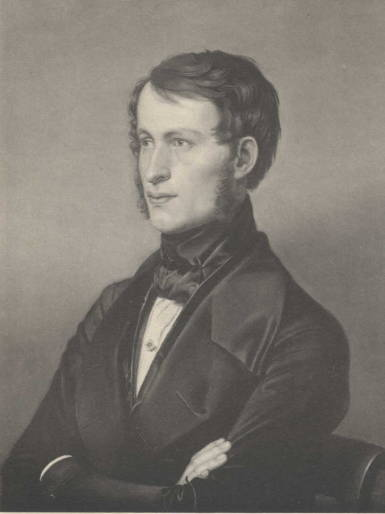
Wilhelm von Planck (1817–1900)

- Planck, Willy (1870–1956), deutscher Maler und Grafiker
- Planckaert, Baptiste (* 1988), belgischer Radrennfahrer
- Planckaert, Eddy (* 1958), belgischer Radrennfahrer
- Planckaert, Edward (* 1995), belgischer Radrennfahrer
- Planckaert, Jef (1934–2007), belgischer Radrennfahrer
- Planckaert, Jo (* 1970), belgischer Radsportler
- Planckaert, Walter (* 1948), belgischer Radrennfahrer
- Planckaert, Willy (* 1944), belgischer Radrennfahrer
- Plancke, Dominique (* 1957), französischer Politiker
- Plancke, Yolande (1908–1991), französische Sprinterin
- Planckh, Viktor (1904–1941), österreichischer Maler
- Plänckner, Julius von (1791–1858), deutscher Soldat und Kartograph
- Plançon, Pol (1851–1914), französischer Opernsänger (Bass)
- Plancus, Lucius Munatius, römischer Feldherr und KonsulLucius Munatius Plancus

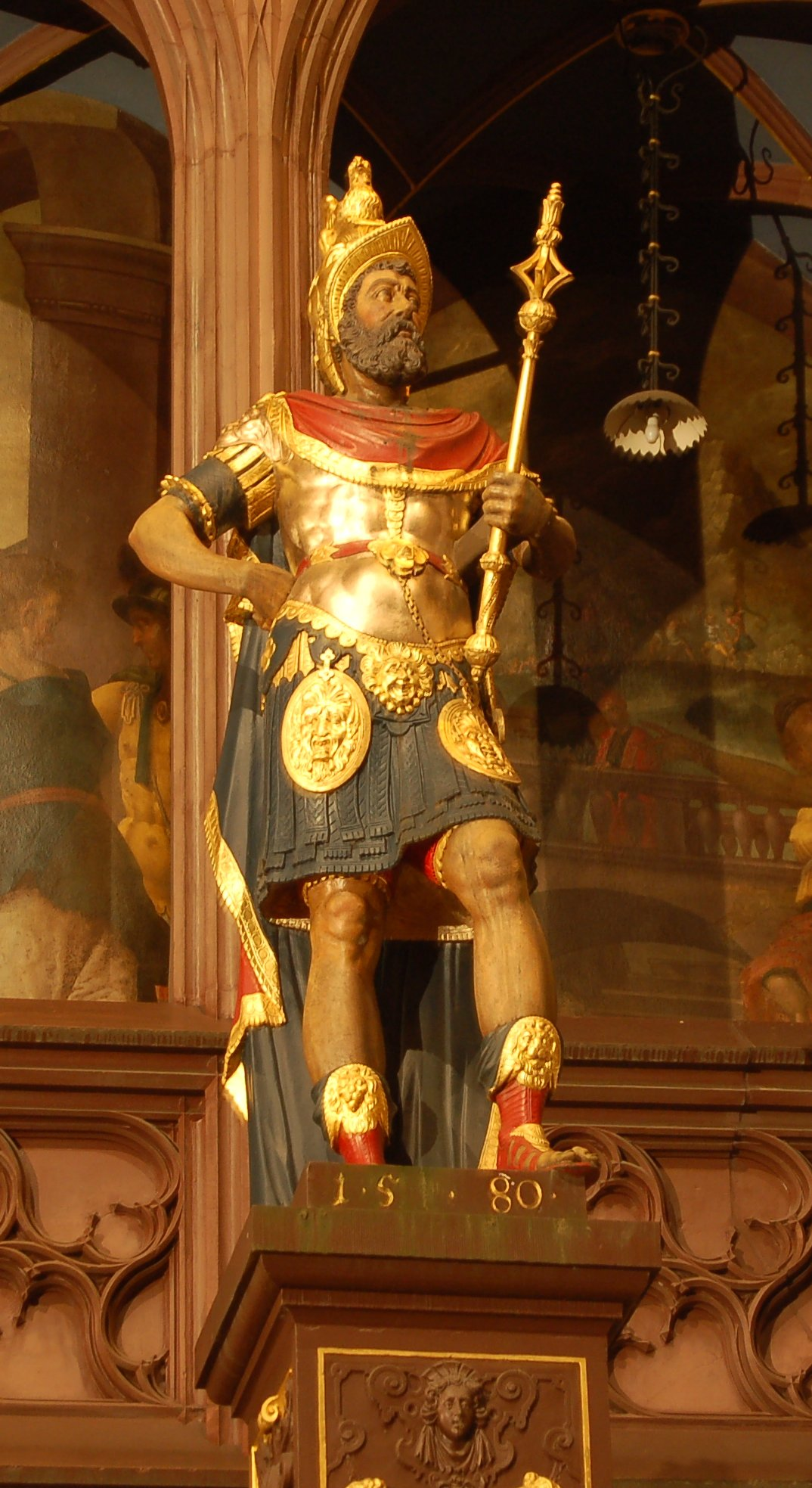
Lucius Munatius Plancus

#### Pland
- Plandé, Eric (* 1964), französischer Jazzmusiker (Saxophone, Flöte, Komposition)
- Plander, Harro (1938–2022), deutscher Rechtswissenschaftler
- Plander, Ivan (1928–2019), slowakischer Computerpionier

#### Plane
- Planel, Robert (1908–1994), französischer Komponist
- Planell, Diamara (* 1993), puerto-ricanische Stabhochspringerin
- Planella i Rodríguez, Joan (1849–1910), katalonischer Maler der realistischen Schule
- Planellas i Barnosell, Joan (* 1955), spanischer Geistlicher, römisch-katholischer Erzbischof von Tarragona
- Planer, Andreas (1546–1606), deutscher Arzt und Philosoph, Professor der Logik, Metaphysik und Medizin in Straßburg und Tübingen sowie Rektor in Tübingen
- Planer, Christian (* 1975), österreichischer Sportschütze
- Planer, Franz (1894–1963), österreichischer Kameramann
- Planer, Harald (* 1978), österreichischer Fußballtorhüter
- Planer, Johannes Andreas († 1714), deutscher Mathematiker
- Planer, Martin (1510–1582), sächsischer Oberbergmeister
- Planer, Maximilian (* 1991), deutscher Ruderer
- Planerer, Otti (* 1938), deutsche Schauspielerin, Synchron- und Hörspielsprecherin
- Planert, Horst (1927–2012), deutscher Schwimmtrainer
- Planert, Ute (* 1964), deutsche Historikerin und Hochschullehrerin
- Planes, José (1891–1974), spanischer Bildhauer und Kunstmaler
- Planet Asia (* 1976), US-amerikanischer Rapper
- Planet, Alain (* 1948), französischer Geistlicher, emeritierter katholischer Bischof von Carcassonne-Narbonne
- Planeta, El, spanischer Flamenco-Sänger
- Planéta, Szimonetta (* 1993), ungarische Handballspielerin
- Planetta, Otto (1899–1934), österreichischer Nationalsozialist und AttentäterOtto Planetta (1899–1934)

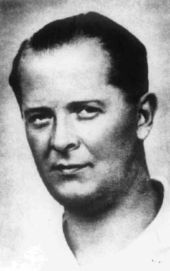
Otto Planetta (1899–1934)

#### Plang
- Plange, Heinrich (1857–1942), deutscher Architekt
- Plange, Manyo (* 1988), ghanaischer Boxer
- Plange, Theodor (1789–1855), deutscher Jurist und Abgeordneter
- Plange-Rhule, Jacob (1957–2020), ghanaischer Medizinprofessor
- Plangg, Guntram A. (1933–2024), österreichischer Romanist und Sprachwissenschaftler
- Plangg, Urs (1933–2019), Schweizer Künstler, Maler, Zeichner, Objektkünstler, Dichter
- Plangg, Volker (* 1953), österreichischer Dirigent, Komponist und Arrangeur
- Plangger, Albrecht (* 1960), italienischer Jurist und Politiker (Südtirol), Mitglied der Camera dei deputati
- Plangger, Dominik (* 1980), italienischer Musiker (Südtirol), Singer-Songwriter, Liedermacher, Autor und Komponist
- Plangger, Franz (* 1968), österreichischer Skeletonfahrer
- Plangger, Hans (1899–1971), Südtiroler Bildhauer
- Plangger, Verena (* 1952), italienische Schauspielerin und Regisseurin
- Plangger-Popp, Lieselotte (1913–2002), deutsche Grafikerin

#### Plani
- Plánička, František (1904–1996), tschechoslowakischer Fußballspieler
- Planický, Josef Antonín (1691–1732), tschechischer Komponist
- Planinc, Albin (1944–2008), jugoslawischer Schachspieler
- Planinc, Milka (1924–2010), jugoslawische Politikerin, Ministerpräsidentin (1982–1986)Milka Planinc (1924–2010)

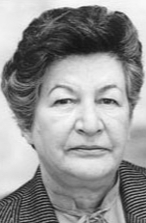
Milka Planinc (1924–2010)

- Planinc, Monika (* 1986), slowenische Skispringerin
- Planinić, Zoran (* 1982), kroatischer Basketballspieler
- Planinšec, Saša (* 1995), slowenische Volleyballspielerin
- Planiscig, Leo (1887–1952), österreichischer Kunsthistoriker
- Planitz, Adolf von der (1841–1906), sächsischer Generalmajor
- Planitz, Arwed von der (1875–1943), sächsischer Offizier aus dem Adelsgeschlecht derer von der Planitz
- Planitz, Balthasar Friedrich von der (1510–1563), deutscher Adeliger und Offizier
- Planitz, Bernhard von der (1828–1907), sächsischer Politiker und Rittergutsbesitzer
- Planitz, Bernhard von der (* 1941), deutscher Diplomat
- Planitz, Bruno Edler von der (1873–1950), deutscher Bankier
- Planitz, Carl Robert von der (1806–1847), deutsch-brasilianischer Lehrer, Zeichner, Genealoge und Heraldiker
- Planitz, Ernst Edler von der (1857–1935), deutsch-amerikanischer Schriftsteller
- Planitz, Ernst von der (1836–1910), preußischer Generaloberst
- Planitz, Gustav Adolf von der (1802–1869), königlich-sächsischer Hof- und Justizrat, herzoglich-sachsen-altenburgischer Geheimrat und Minister
- Planitz, Hans (1882–1954), deutscher Rechtswissenschaftler und Rechtshistoriker
- Planitz, Hans von der (1473–1535), deutscher Jurist, Kaiserlicher und Kurfürstlich-Sächsischer Rat
- Planitz, Heinrich August von der († 1739), deutscher Domherr
- Planitz, Heinrich Ernst von der (1723–1793), preußischer Generalmajor, Kommandeur des Infanterieregiments Nr. 12
- Planitz, Horst Edler von der (1859–1941), sächsischer General der Infanterie im Ersten Weltkrieg
- Planitz, Karl Adolf Maximilian von der (1793–1858), sächsischer Generalmajor
- Planitz, Karl Ferdinand Edler von der (1893–1945), preußischer Verwaltungsjurist und Regierungspräsident
- Planitz, Karl von der (1845–1899), sächsischer Hauptmann und Schriftsteller
- Planitz, Max von der (1834–1910), preußischer General der Artillerie
- Planitz, Paul von der (1837–1902), sächsischer General der Infanterie und Kriegsminister
- Planitzer, Heinz (* 1968), österreichischer Triathlet
- Planitzer, Kurt (1936–2022), deutscher Fußballspieler
- Planius Sardus Truttedius Pius, Quintus, römischer Offizier (Kaiserzeit)
- Planius Sardus, Quintus, römischer Offizier (Kaiserzeit)

#### Planj
- Planjer, Vinsent (* 1972), niederländischer Jazzmusiker (Schlagzeug, Perkussion, Komposition)

#### Plank
- Plank, Albin (1931–2019), österreichischer Skispringer
- Plank, Andy (* 1989), italienischer Skirennläufer
- Plank, Beda (1741–1830), österreichischer katholischer Geistlicher, Dramatiker und Regens chori
- Plank, Benedikt (* 1949), österreichischer Benediktiner und Abt
- Plank, Bettina (* 1992), österreichische Karateka
- Plank, Brunhilde (1956–2001), österreichische AHS-Lehrerin und Politikerin (SPÖ), Abgeordnete zum Nationalrat
- Plank, Conny (1940–1987), deutscher Musikproduzent und Toningenieur
- Plank, Elisabeth (* 1960), österreichische Malerin
- Plank, Emma (1905–1990), austroamerikanische Pädagogin
- Plank, Fritz (1848–1900), deutscher Opernsänger (Bass-Bariton)
- Plank, Hans (1925–1992), österreichischer Künstler
- Plank, Heiko (* 1964), Komponist, Improvisationsmusiker und Instrumentalist, Erfinder des elektro-akustischen Musikinstruments „plank“
- Plank, Heinz (1945–2025), deutscher Maler, Zeichner und Grafiker
- Plank, Herbert (* 1954), italienischer SkirennläuferHerbert Plank (* 1954)

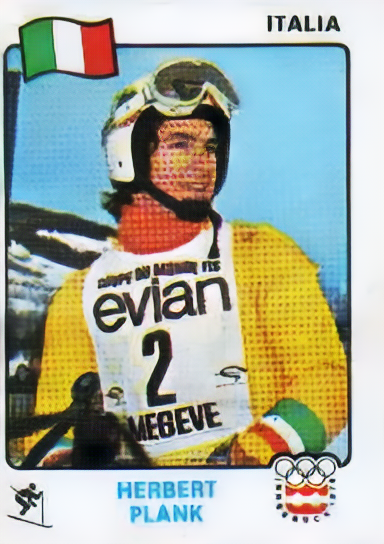
Herbert Plank (* 1954)

- Plank, Irene Maria (* 1961), deutsche Diplomatin
- Plank, Jane (* 1979), US-amerikanische Schauspielerin und Sängerin
- Plank, Johanna (* 2002), österreichische Leichtathletin
- Plank, Josef (1815–1901), österreichischer Maler
- Plank, Josef (* 1958), österreichischer Politiker (ÖVP)
- Plank, Katharina (* 1998), deutsche Schauspielerin
- Plank, Ludwig (1896–1983), deutscher Landwirt und Politiker (CSU)
- Plank, Philipp († 1720), deutscher Baumeister des Barock, der überwiegend in Bayern arbeitete
- Plank, Philipp (* 1995), österreichischer Fußballspieler
- Plank, Robert (1889–1949), deutscher Kommunalbeamter
- Plank, Robert (1907–1983), austroamerikanischer Jurist, Sozialarbeiter und Literaturwissenschaftler
- Plank, Rudolf (1886–1973), russischstämmiger deutscher Ingenieur, Kälteforscher und Universitätsrektor
- Plank, Scott (1958–2002), US-amerikanischer Schauspieler
- Plank, Terry (* 1963), US-amerikanische Geochemikerin und Vulkanologin
- Planke, Josef (1877–1945), deutscher Oberforstmeister und Opfer des Nationalsozialismus
- Planken, Anna (* 1980), deutsche ModeratorinAnna Planken (* 1980)

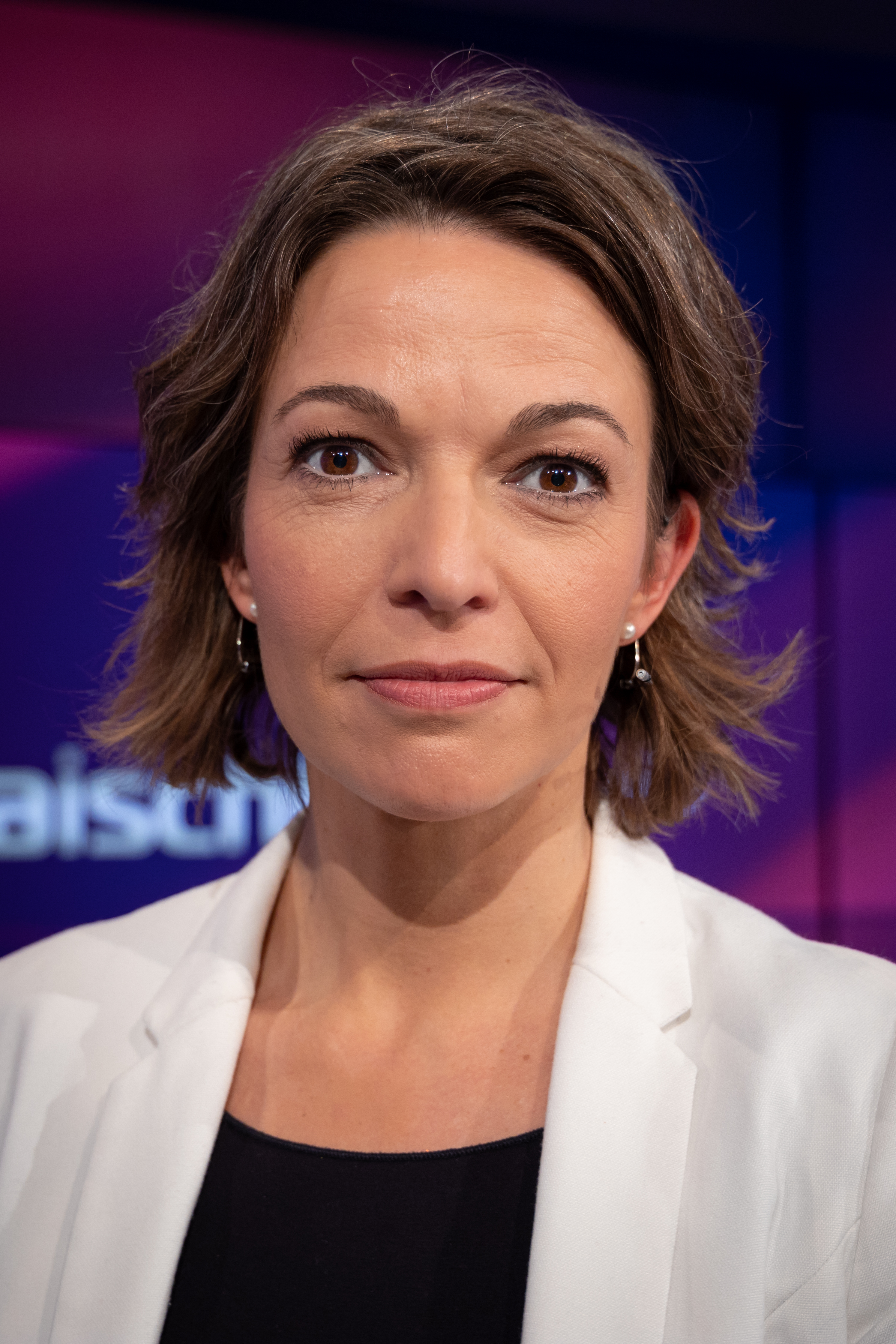
Anna Planken (* 1980)

- Planken, Anneliese (1912–1994), deutsche Malerin und Kunsterzieherin
- Plankenfels, Ulrich von († 1467), deutscher Geistlicher, Bischof von Chiemsee
- Plankenhorn, Axel (* 1951), deutscher Autorennfahrer
- Plankensteiner, Anton (1890–1969), österreichischer Politiker (NSDAP), MdR, Landeshauptmann in Vorarlberg während der NS-Zeit
- Plankensteiner, Arnold (1824–1878), österreichischer Politiker
- Plankensteiner, Barbara (* 1963), Ethnologin und Museumsleiterin
- Plankensteiner, Gerhard (* 1971), italienischer RennrodlerGerhard Plankensteiner (* 1971)

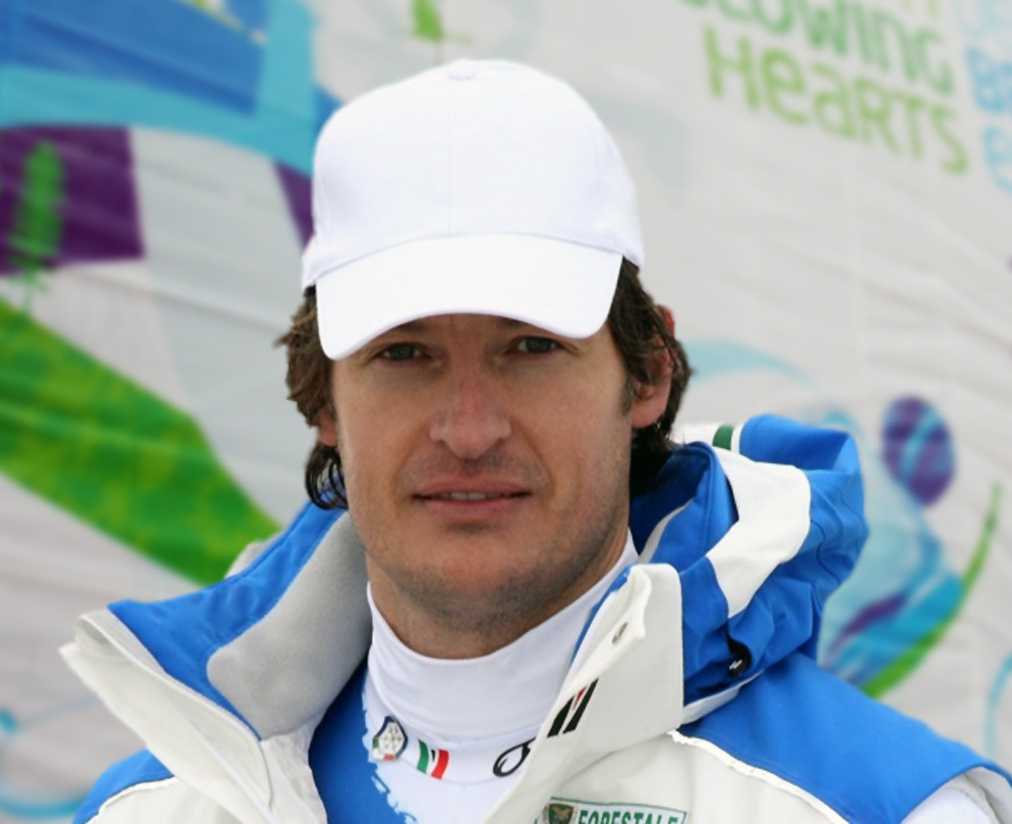
Gerhard Plankensteiner (* 1971)

- Plankensteiner, Helga (* 1968), italienische Jazzmusikerin (Saxophon, Komposition)
- Plankensteiner, Thomas (* 1955), österreichischer Pädagoge
- Plänkers, Tomas (* 1950), deutscher Psychoanalytiker
- Plankl, Wilhelm (1900–1958), österreichischer Altphilologe und Übersetzer
- Planko, Lovro (* 2001), slowenischer Biathlet
- Plankow, Iskren (* 1969), bulgarischer Skilangläufer

#### Plann
- Plannck, Stephan († 1501), Buchdrucker in Rom
- Planningtorock (* 1971), englischer Musiker und Performance-Künstler
- Plannthin, Mikkel (* 1988), dänischer Basketballspieler

#### Plano
- Plano, Óscar (* 1991), spanischer Fußballspieler
- Planötscher, Carmen (* 1996), italienische Naturbahnrodlerin

#### Planq
- Planque, Augustin (1826–1907), französischer römisch-katholischer Geistlicher und Ordensgründer
- Planquette, Robert (1848–1903), französischer Operetten-Komponist

#### Plans
- Plans Bosch, Juan (1913–1997), spanischer Radrennfahrer, nationaler Meister im Radsport
- Plansdorf, Hans, Dresdner Ratsherr und Bürgermeister

#### Plant
- Plant, Caleb (* 1992), US-amerikanischer Boxer im Supermittelgewicht, IBF-Weltmeister
- Plant, Cyril, Baron Plant (1910–1986), britischer Gewerkschafter und Politiker
- Plant, David (1783–1851), US-amerikanischer Jurist und Politiker
- Plant, Henry Bradley (1819–1899), US-amerikanischer Eisenbahnmagnat
- Plant, John (* 1954), US-amerikanischer Ethnologe, Biologe und Experte für die Kultur der Plainsindianer
- Plant, Raymond, Baron Plant of Highfield (* 1945), britischer Politiker und Peer
- Plant, Richard (1910–1998), deutsch-US-amerikanischer Schriftsteller
- Plant, Robert (* 1948), britischer RockmusikerRobert Plant (* 1948)

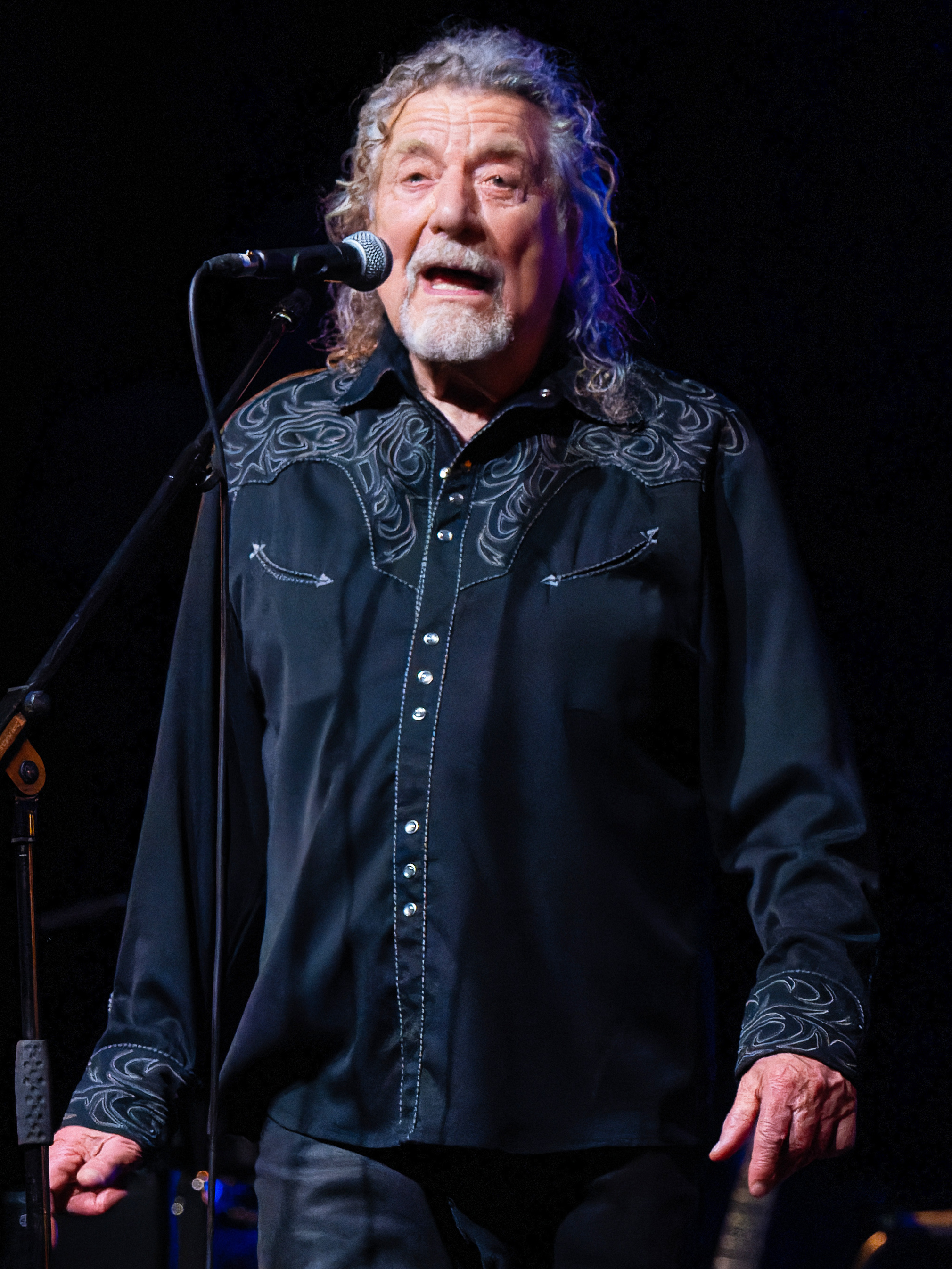
Robert Plant (* 1948)

- Plant, Sadie (* 1964), britische Philosophin, Autorin und Cyberfeministin
- Plant, Tom (* 1957), US-amerikanischer Eisschnellläufer
- Plant, Vincent (* 1949), australischer Hürdenläufer
- Planta, Adolf von (1820–1895), Schweizer Chemiker
- Planta, Alfred von (1857–1922), Schweizer Jurist, Diplomat, Industrieller und Politiker
- Planta, Andreas Rudolf von (1819–1889), Schweizer Jurist, Unternehmer und Politiker
- Planta, Anna von (1858–1934), Schweizer Philanthropin
- Planta, Armon (1917–1986), Schweizer Lehrer, Autor und Heimatforscher
- Planta, Giancarlo (* 1953), italienischer Filmregisseur
- Planta, Jacques Ambrosius von (1826–1901), Schweizer Baumwollhändler und Mäzen
- Planta, Johann von († 1572), Schweizer Adliger
- Planta, Joseph (1744–1827), britischer Bibliothekar, Historiker und Romanist Schweizer Herkunft
- Planta, Louis von (1917–2003), Schweizer Manager
- Planta, Martin (1727–1772), Schweizer reformierter Geistlicher und Pädagoge
- Planta, Peter Conradin von (1815–1902), Schweizer Jurist, Journalist und Politiker
- Planta, Pompejus (1570–1621), Bündner Adliger, Führer der spanisch-österreichischen Partei in den Bündner Wirren
- Planta, Renaud de (* 1963), Schweizer Bankmanager und PrivatbankteilhaberRenaud de Planta (* 1963)

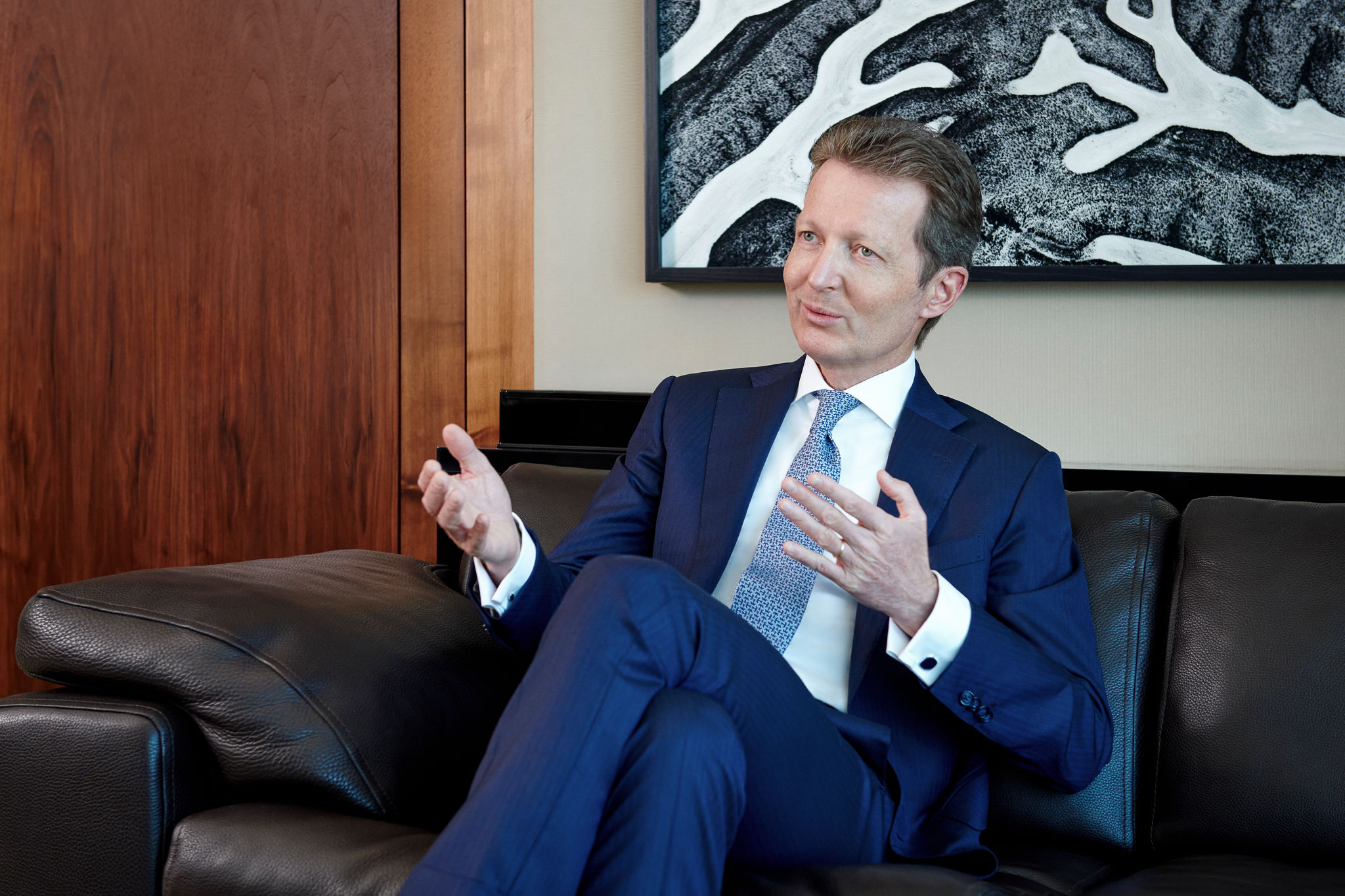
Renaud de Planta (* 1963)

- Planta, Robert von (1864–1937), Schweizer Romanist
- Planta, Rudolf von (1569–1638), Bündner Adliger, Führer der spanisch-österreichischen Partei in den Bündner Wirren
- Planta, Thomas (1520–1565), Bischof von Chur
- Planta, Ulrich von (1791–1875), Schweizer Hauptmann und Politiker
- Planta, Uors von (1916–1979), Schweizer Produktionsleiter und Aufnahmeleiter
- Planta-Zuoz, Franz Albert von (1838–1908), Schweizer Unternehmer und Politiker
- Plantagenet, Arthur, 1. Viscount Lisle († 1542), englischer Peer, illegitimer Sohn des Königs Eduard IV.
- Plantagenet, Edward, 17. Earl of Warwick († 1499), englischer Thronanwärter
- Plantagenet, Eleonore (1162–1214), Königin von Kastilien
- Plantagenet, George, 1. Duke of Clarence (1449–1478), englischer Adliger aus dem Haus YorkGeorge Plantagenet, 1. Duke of Clarence (1449–1478)

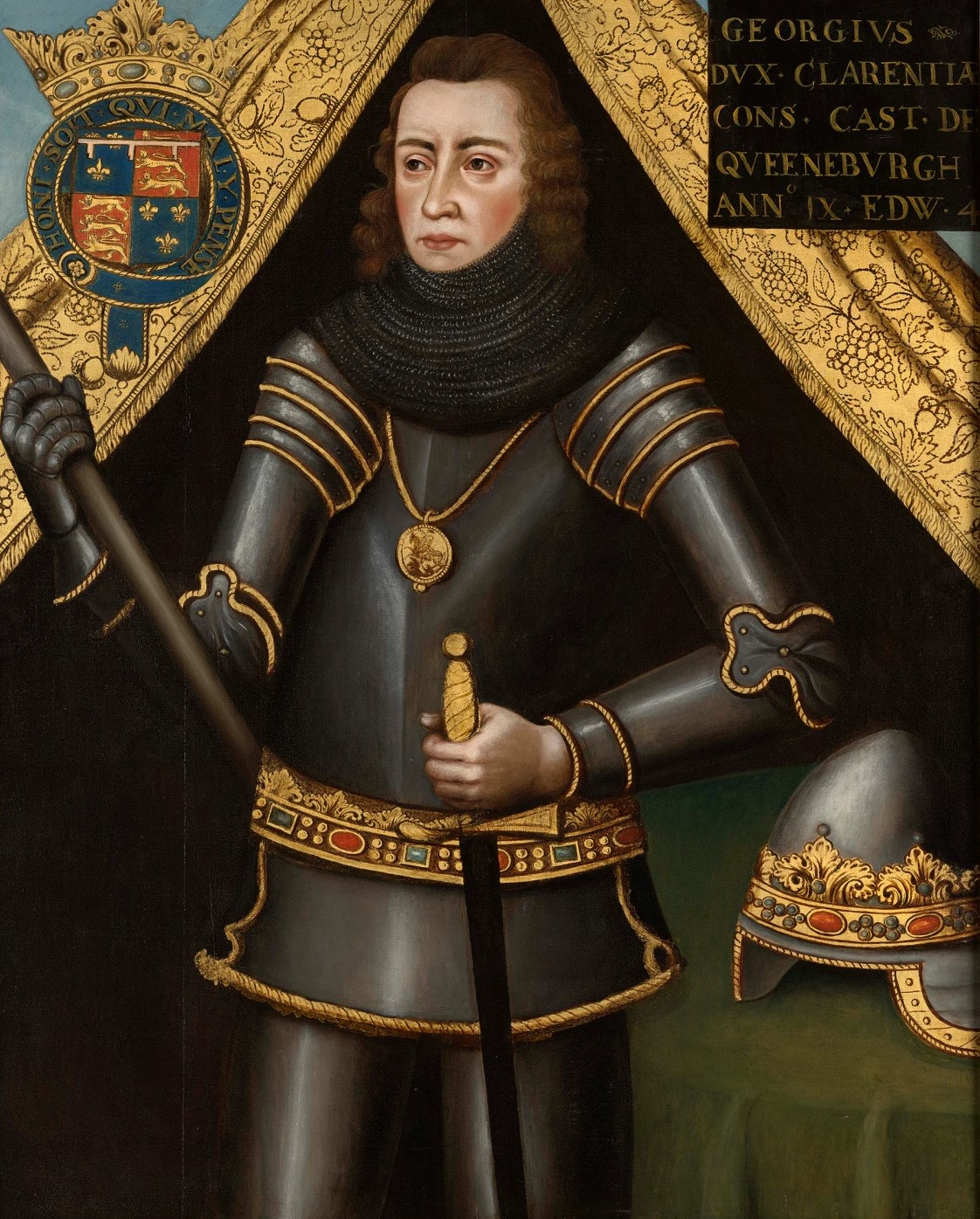
George Plantagenet, 1. Duke of Clarence (1449–1478)

- Plantamour, Émile (1815–1882), Schweizer Astronom, Meteorologe und Geodät
- Plantamura, Carol (* 1941), amerikanische Sängerin (Sopran)
- Plantard, Pierre (1920–2000), französischer Verschwörungstheoretiker, Hauptfigur, mit der man die Geschichte der Prieuré de Sion in Zusammenhang bringt
- Plantavit de La Pause, Jean (1579–1651), Bischof von Lodève, Hebraist
- Plantaz, Jan (1930–1974), niederländischer Radrennsportler
- Plante, Ada May (1875–1950), neuseelandgebürtige-australische Malerin
- Plante, Alex (* 1989), kanadisch-südkoreanischer Eishockeyspieler
- Plante, Derek (* 1971), US-amerikanischer Eishockeyspieler und -trainer
- Planté, Francis (1839–1934), französischer Pianist
- Planté, Gaston (1834–1889), französischer Physiker und Paläontologe
- Plante, Guido (1936–2015), kanadischer Geistlicher und Bischof von Choluteca
- Planté, Jacques (1924–1989), französischer Schachspieler und Filmproduzent
- Plante, Jacques (1929–1986), kanadischer Eishockeyspieler
- Plante, Joseph-Omer (1867–1948), kanadischer römisch-katholischer Geistlicher, Weihbischof in Québec
- Plante, Pascal (* 1988), kanadischer Drehbuchautor und Filmregisseur
- Plante, Pierre (* 1951), kanadischer Eishockeyspieler
- Plante, Valérie (* 1974), kanadische Politikerin
- Plantić, Damir (* 1989), kroatischer Boxer
- Plantić, Luka (* 1996), kroatischer Boxer
- Plantier, David, französischer Violinist und Dirigent im Bereich historische Aufführungspraxis
- Plantier, Jacques (1792–1872), französischer Gärtner und Rosenzüchter
- Plantijn, Christoffel († 1589), französisch-flämischer Buchdrucker und Verleger
- Plantin, Stéphane (* 1971), französischer Handballspieler und -trainer
- Planting, Simon, niederländischer Jazzmusiker (Kontrabass)
- Plantinga, Alvin (* 1932), US-amerikanischer Theologe und ReligionsphilosophAlvin Plantinga (* 1932)

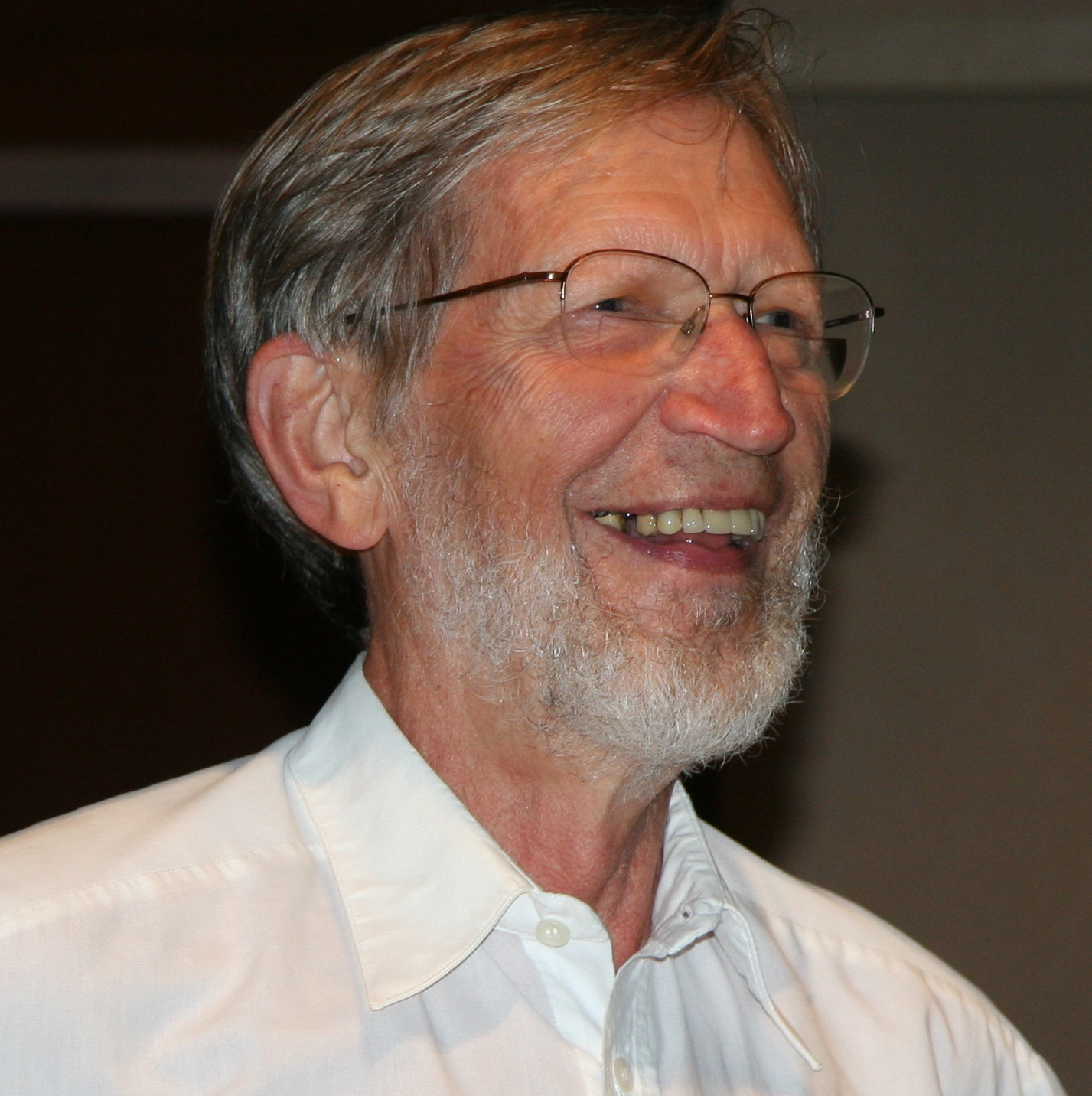
Alvin Plantinga (* 1932)

- Plantinga, Piet (1896–1944), niederländischer Wasserballspieler
- Plantivaux, Charles (1908–1993), französischer Autorennfahrer
- Plants, Tobias A. (1811–1887), US-amerikanischer Politiker
- Plantsch, Martin († 1533), deutscher Hochschullehrer, Magister der Theologie, römisch-katholischer Priester
- Plantureux, Jean (* 1951), französischer Karikaturist
- Plantzas, Angelos (* 1971), deutscher Basketballspieler

#### Planu
- Planudes, Maximos († 1330), byzantinischer Grammatiker und Theologe
- Planus, Marc (* 1982), französischer Fußballspieler

#### Plany
- Plany, Oona (* 1984), deutsche Synchronsprecherin und Schauspielerin
- Planyavsky, Alfred (1924–2013), österreichischer Kontrabassist und Musikhistoriker
- Planyavsky, Peter (* 1947), österreichischer Organist und Komponist

#### Planz
- Planzer, Antonio (1923–1999), Schweizer Wirtschaftsanwalt und Politiker (CVP)
- Planzer, Dominik (* 1983), Schweizer Radballer
- Planzer, Mani (1939–1997), Schweizer Musiker und Komponist sowie Schul- und Chorleiter
- Planzone, Filippo (1610–1636), italienischer Bildhauer, Elfenbein- und Korallenschnitzer

### Plap
- Plapler, Jack (1919–2015), deutscher Überlebender und Zeitzeuge des Holocaust
- Plapoutas, Dimitris (1786–1864), griechischer General
- Plapp, Lucas (* 2000), australischer RadrennfahrerLucas Plapp (* 2000)

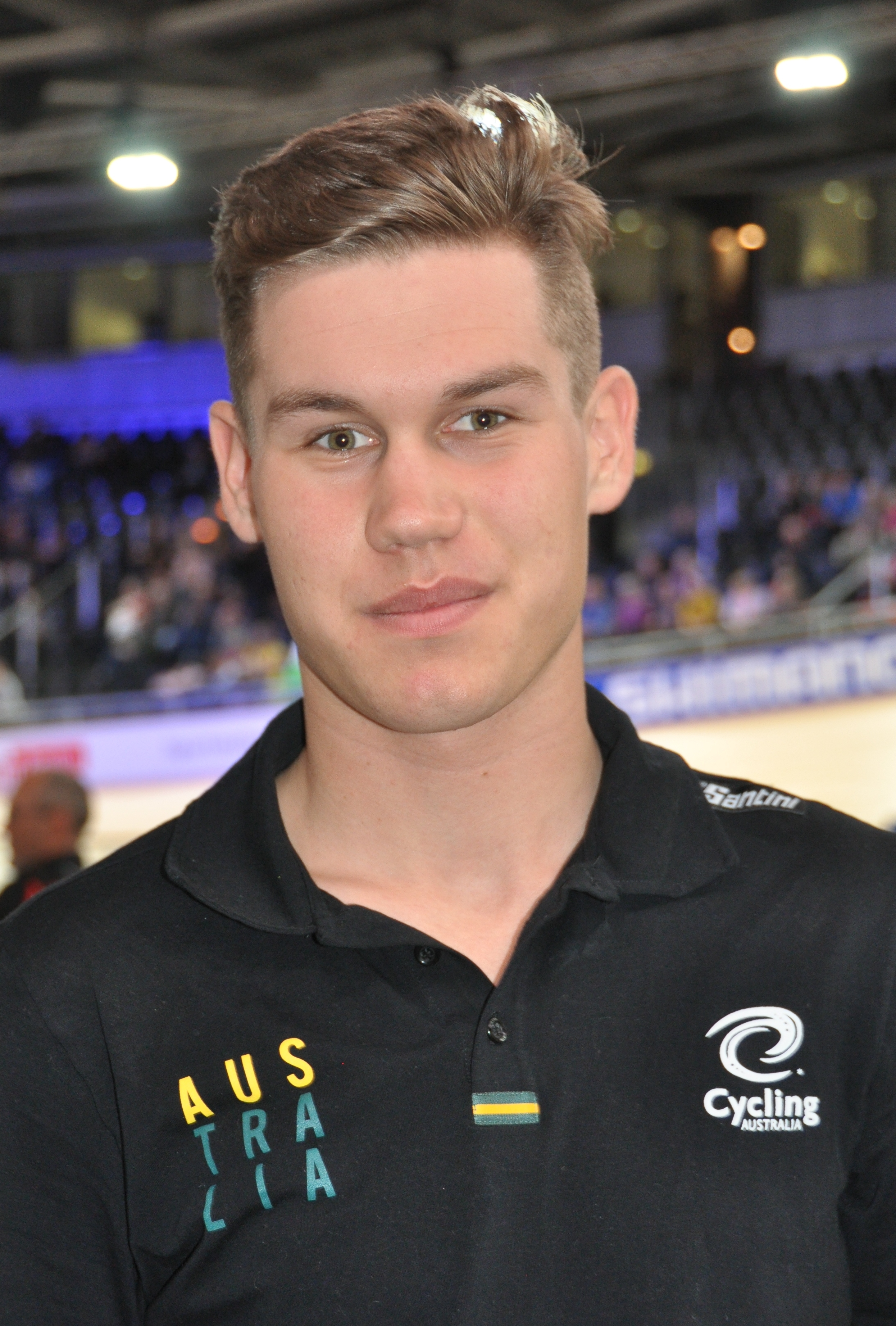
Lucas Plapp (* 2000)

- Plapperer, Kurt (1916–2003), deutscher Betriebswirt, Geschäftsführer und Hauptgesellschafter der Deutsches Theater München Betriebs GmbH
- Plappert, Werner (* 1902), deutscher Jurist, Politiker und Zigarrenfabrikant
- Plappert, Wilhelm (1856–1925), deutscher Theatermaler
- Plappert, Willi (1898–1963), deutscher Politiker (SPD), MdL

### Plar
- Plarre, Hansrudolf (1922–2008), deutscher Architekt
- Plarre, Kurt (1881–1945), deutscher Bauingenieur und Baubeamter
- Plarre, Matthias (* 1992), deutscher Radrennfahrer
- Plarre, Plutonia (* 1955), deutsche Journalistin
- Plarre, Werner (1920–1999), deutscher Agrarwissenschaftler

### Plas
- Plas, Caroline van der (* 1967), niederländische Politikerin
- Plas, Pieter (1810–1853), niederländischer Landschafts- und Tiermaler sowie Kunstpädagoge
- Plas, Sven van der (* 2006), niederländischer Fußballspieler
- Plasa, Franz (* 1954), deutscher Musikproduzent
- Plasa, Georg (1960–2011), deutscher Automobilrennfahrer
- Plasberg, Frank (* 1957), deutscher Journalist und FernsehmoderatorFrank Plasberg (* 1957)

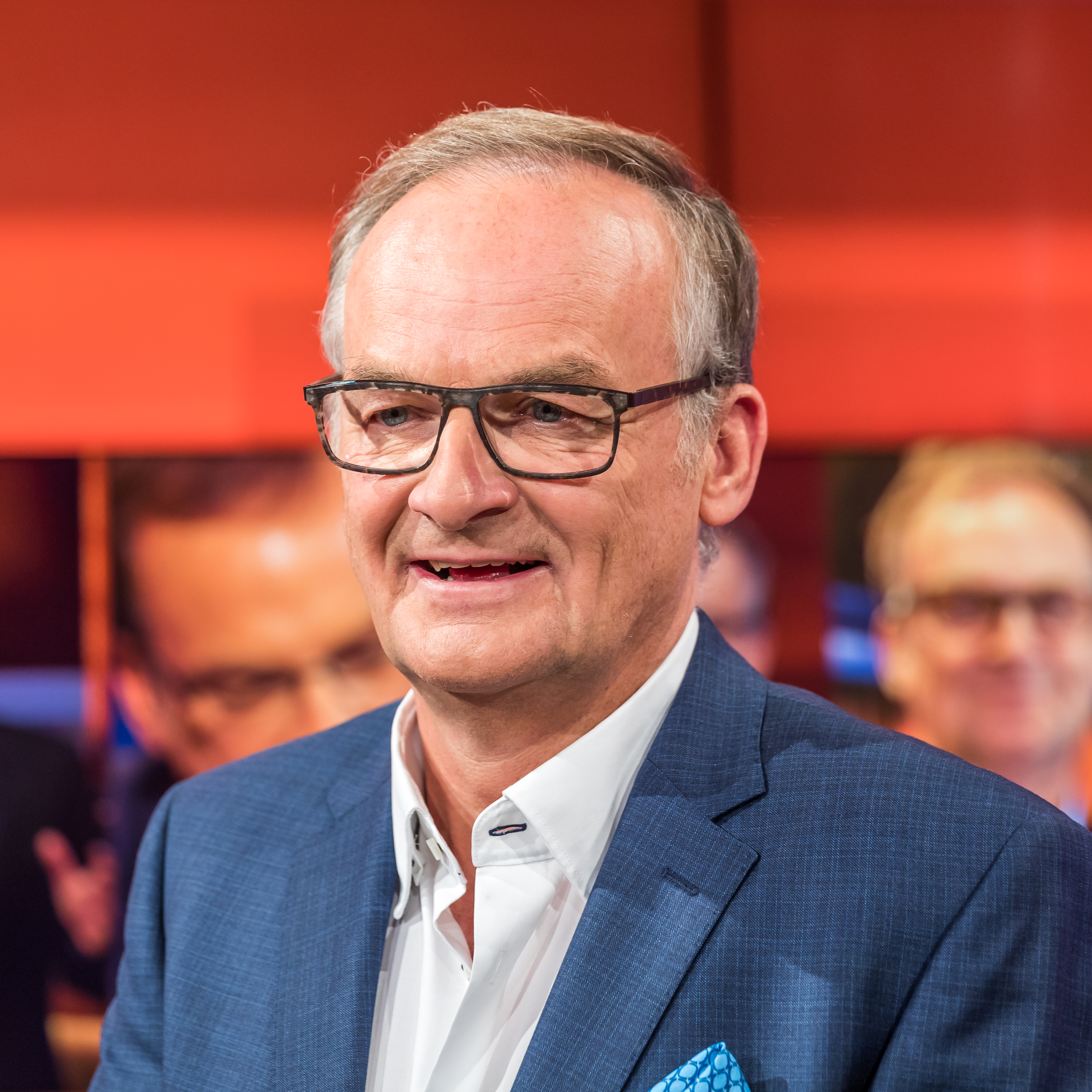
Frank Plasberg (* 1957)

- Plasberg, Otto (1869–1924), deutscher Klassischer Philologe
- Plascencia, Luis Gilberto (* 1957), mexikanischer Fußballspieler
- Plasch, Leopold (* 1948), österreichischer Lehrer, Politiker (SPÖ), Bezirksvorsteher
- Plaschinski, Helen (* 1963), mexikanische Schwimmerin
- Plaschka, Katia, deutsche Opernsängerin (Sopran)
- Plaschka, Oliver (* 1975), deutscher Fantasy-Schriftsteller
- Plaschka, Richard Georg (1925–2001), österreichischer Historiker und Universitätsprofessor
- Plaschke, Arthur (1851–1899), deutscher Theaterschauspieler
- Plaschke, Ernst (1906–1988), deutscher Politiker (DSAP/KPD/SED) und antifaschistischer Widerstandskämpfer
- Plaschke, Friedrich (1875–1952), deutscher Opernsänger (Bassbariton)
- Plaschke, Herbert (1929–2010), deutscher Diplomat, Botschafter der DDR
- Pläschke, Moritz (1817–1888), deutscher Genre- und Landschaftsmaler der Düsseldorfer Schule
- Pläschke, Moritz (1847–1914), deutscher Buchhändler, Verleger, Dichter und Librettist
- Plaschkes, Leopold (1884–1942), österreichischer Politiker
- Plaschkow, Christo (1953–2009), bulgarischer Gewichtheber
- Plaschy, Didier (* 1973), Schweizer Skirennfahrer
- Plaseller, Josef (1812–1877), österreichischer Mediziner und Steograph
- Plasencia, Ana (* 1974), deutsche Journalistin und Moderatorin
- Plasene, Oscar (* 2001), deutsch-irakischer Kickboxer
- Plasger, Georg (* 1961), deutscher evangelischer Theologe
- Plašil, Jaroslav (* 1982), tschechischer Fußballspieler
- Plasil, Viktor (1926–2009), österreichischer Jazzschlagzeuger
- Plaskett, Harry Hemley (1893–1980), kanadischer Astronom
- Plaskett, James (* 1960), englischer Schachspieler
- Plaskett, John Stanley (1865–1941), kanadischer Astronom
- Plaskett, Stacey (* 1966), US-amerikanische Politikerin der Amerikanischen Jungferninseln der Demokratischen Partei
- Plaskie, Jean (1941–2017), belgischer Fußballnationalspieler
- Plaskie, Simon (* 2001), belgischer Volleyballspieler
- Plaskow, Judith (* 1947), US-amerikanische Religionswissenschaftlerin
- Plaskuda, Hermann (1879–1918), deutscher Fechter, deutscher Meister und Olympiateilnehmer
- Plasmann, Wolter (* 1780), preußischer Kreissekretär, auftragsweise Landrat des Kreises Waldbröl
- Plass, Adrian (* 1948), britischer SchriftstellerAdrian Plass (* 1948)

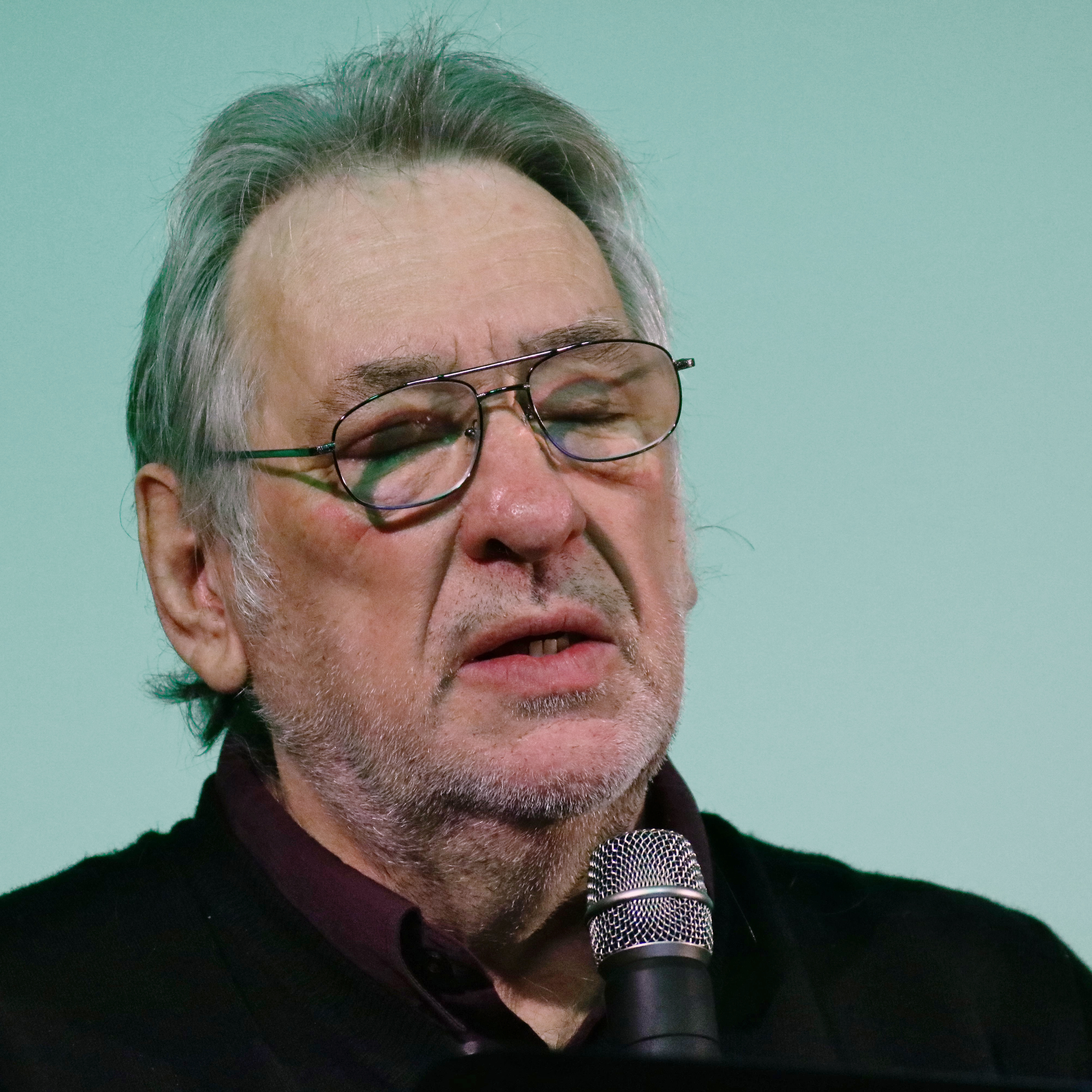
Adrian Plass (* 1948)

- Plaß, Christian Heinrich (1812–1878), deutscher Pädagoge und Politiker
- Plass, Christoph (* 1961), deutscher Humangenetiker und Krebsforscher
- Plaß, Ernst Ludwig (1855–1917), deutscher Landschafts- und Marinemaler
- Plass, František (1944–2022), tschechoslowakischer bzw. tschechischer Fußballspieler und -trainer
- Plass, Gilbert (1920–2004), kanadischer Physiker
- Plaß, Hanna (* 1989), deutsche Schauspielerin und Musikerin
- Plaß, Heike (* 1961), deutsche Historikerin, Kuratorin und Publizistin
- Plass, Jennifer (* 1985), deutsche Hockeyspielerin
- Plass, Johann (1830–1910), österreichischer Politiker
- Plass, Jonas (* 1986), deutscher Sprinter
- Plaß, Ludwig (1864–1946), deutscher Militärmusiker und Posaunist
- Plaß, Thomas, Jurist, Ratssekretär der Hansestadt Lübeck
- Plassa, Olaf (* 1969), deutscher Opernsänger
- Plassan, Antoine-Émile (1817–1903), französischer Maler
- Plassat, Georges (* 1949), französischer Manager
- Plasschaert, Albert August (1866–1941), niederländischer Maler und Grafiker
- Plasschaert, Albert Charles Auguste (1874–1941), niederländischer Kunstkritiker und Maler
- Plasse, Georges (1878–1948), französischer Maler
- Plasse, Michel (1949–2006), kanadischer Eishockeyspieler
- Plassen, Jörg (* 1968), deutscher Koreanist
- Plasser, Franz (1893–1970), österreichischer Politiker (SPÖ), Abgeordneter zum Nationalrat
- Plasser, Fritz (* 1948), österreichischer Politikwissenschaftler
- Plaßhenrich, Reiner (* 1976), deutscher Fußballspieler
- Plassmann, Alheydis (1969–2022), deutsche Historikerin
- Plassmann, Clemens (1894–1970), deutscher Bankmanager
- Plassmann, Engelbert (1935–2021), deutscher Bibliothekswissenschaftler
- Plassmann, Ernst (1820–1876), deutscher Jurist und Politiker
- Plassmann, Hermann Ernst (1817–1864), deutscher Jesuit, Theologe und Thomist, Rektor des Campo Santo Teutonico
- Plassmann, Johann Wilhelm (1818–1898), deutscher Politiker und Abgeordneter
- Plassmann, Joseph (1859–1940), deutscher Astronom
- Plassmann, Joseph Otto (1895–1964), deutscher Philologe und Hochschullehrer
- Plassmann, Otto (1861–1932), deutscher Jurist, erster Oberbürgermeister der Stadt Paderborn
- Plassmann, Raul (* 1944), brasilianischer Fußballtorhüter
- Plaßmann, Thomas (* 1960), deutscher Cartoonist und Karikaturist
- Plassnegger, Gernot (* 1978), österreichischer Fußballspieler
- Plassnik, Ursula (* 1956), österreichische Diplomatin und Politikerin (ÖVP), Abgeordnete zum Nationalrat und AußenministerinUrsula Plassnik (* 1956)

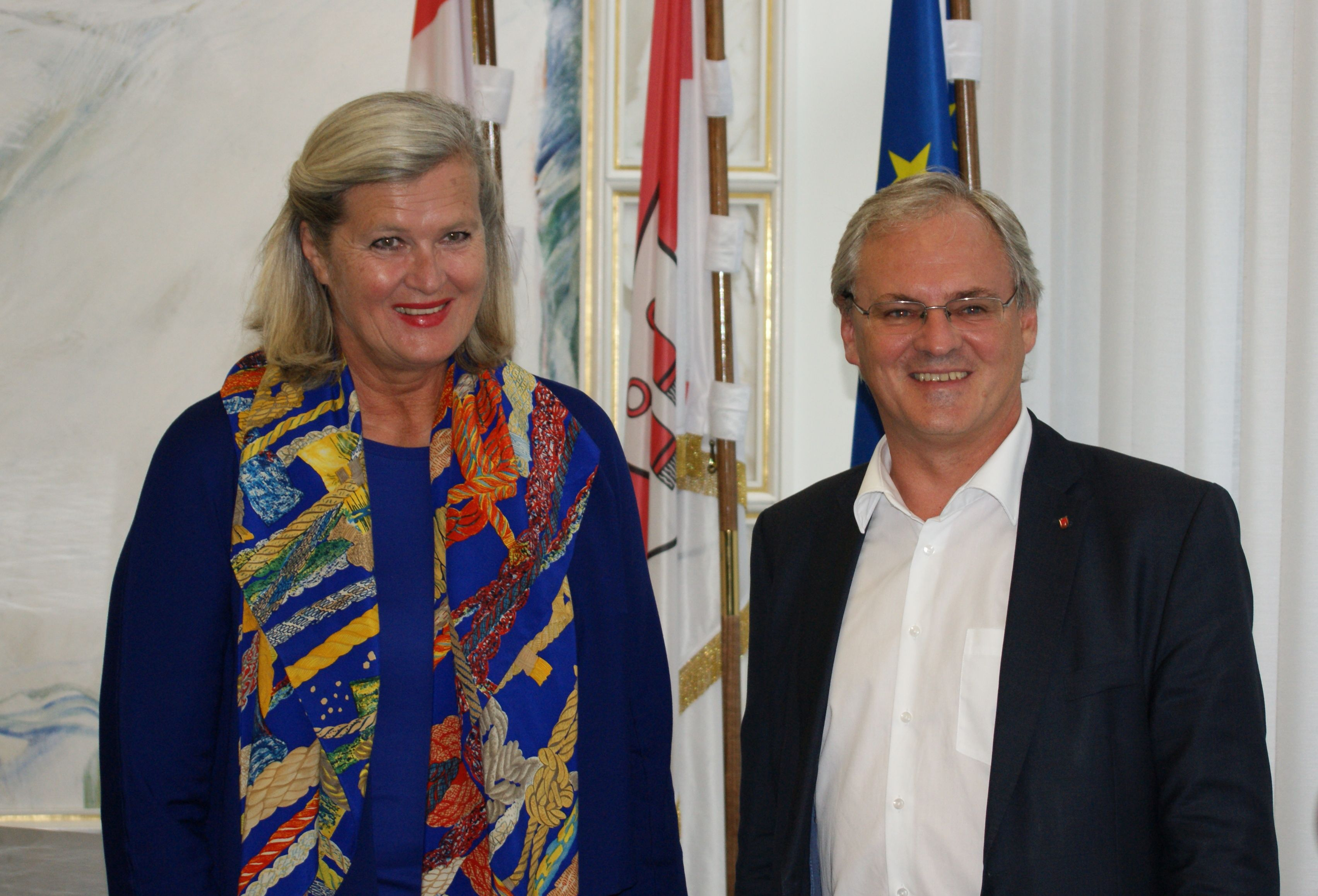
Ursula Plassnik (* 1956)

- Plasson, Michel (* 1933), französischer Dirigent
- Plastargias, Jannis (* 1975), griechisch-deutscher Pädagoge und Kulturaktivist sowie freier Autor und Blogger
- Plaster Caster, Cynthia (1947–2022), US-amerikanisches Groupie verschiedener Stars
- Plaster, Samuel (1618–1678), deutscher evangelischer Geistlicher und theologischer Schriftsteller
- Plasterk, Ronald (* 1957), niederländischer Mikrobiologe und Politiker
- Plastic Bertrand (* 1954), belgischer New-Wave-MusikerPlastic Bertrand (* 1954)

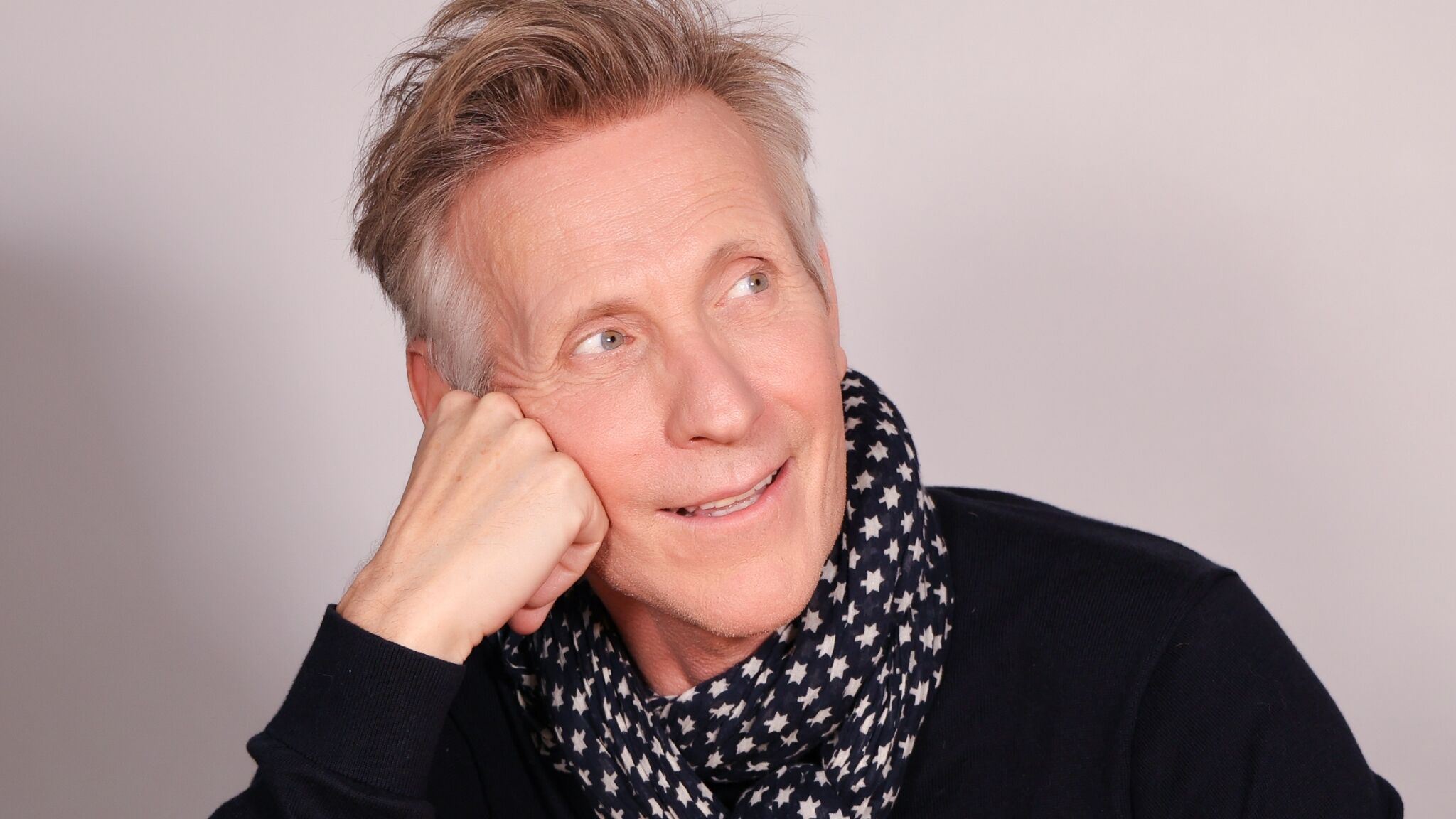
Plastic Bertrand (* 1954)

- Plastician, britischer Dubstep-Produzent
- Plastino, Al (1921–2013), US-amerikanischer Comiczeichner
- Plastino, Nick (* 1986), italo-kanadischer Eishockeyspieler
- Plastique, Fräulein (* 1986), deutsche Musikerin, Sängerin und Model
- Plastiras, Nikolaos (1883–1953), griechischer General, Politiker und Ministerpräsident
- Plastow, Arkadi Alexandrowitsch (1893–1972), russischer Künstler

### Plat
- Plat, Caesar du (1804–1874), dänischer, später preußischer Generalstabsoffizier
- Plat, Christian Friedrich Claude du (1770–1841), königlich dänischer Generalmajor
- Plat, Ernst du (1816–1892), dänischer Generalmajor
- Plat, Georg Carl August du (1770–1815), kurhannoverscher Oberst und Brigadier der deutschen Legion
- Plat, George Gustavus Charles William du (1796–1854), britischer Generalmajor
- Plat, Johan (* 1987), niederländischer Fußballspieler
- Plat, Peter Joseph du (1728–1782), kurhannoverscher Kartograf und Oberdeichgraf
- Plat, Pierre Joseph du (1691–1753), kurhannoverscher Kartograf
- Plát, Vojtěch (* 1994), tschechischer Schachgroßmeister
- Plat, Wolfgang (1923–1995), deutscher Historiker und Dokumentarfilmer

#### Plata
- Plata, Gonzalo (* 2000), ecuadorianischer Fußballspieler
- Plata, Manitas de (1921–2014), französischer GitarristManitas de Plata (1921–2014)

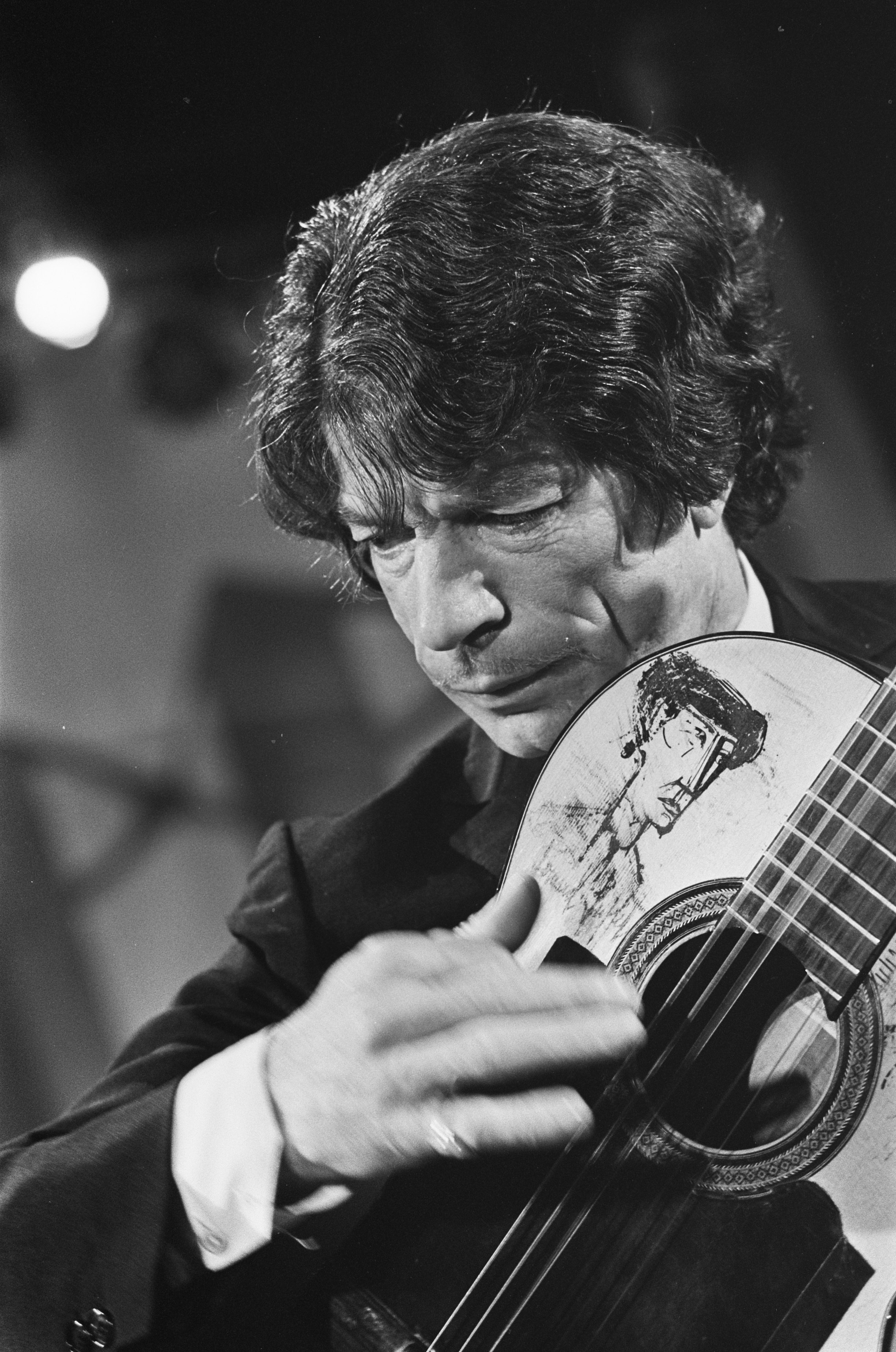
Manitas de Plata (1921–2014)

- Plata, Walter (1925–2005), deutscher Schriftsetzer und Typograf
- Platajs, Vinzenz (1899–1944), Zeuge Jehovas und NS-Opfer
- Platania, Giacinto (1612–1691), italienischer Maler
- Platania, Pietro (1828–1907), italienischer Komponist und Musikpädagoge
- Platanioti, Evangelia (* 1994), griechische Synchronschwimmerin und Olympiateilnehmerin
- Platanito, mexikanischer Fußballspieler
- Plătăreanu, Valentin (1936–2019), rumänisch-deutscher Schauspieler und Schauspiellehrer
- Platas, Fernando (* 1973), mexikanischer Wasserspringer

#### Plate
- Plate, Albert (1873–1908), deutscher Verwaltungsjurist
- Plate, Alfred Wilhelm Amandus († 1931), deutscher Fotograf in Ceylon
- Plate, Anna (1871–1941), deutsche Malerin
- Plate, Anna Lena (* 1998), deutsche Handballspielerin
- Plate, Anton (1950–2023), deutscher Komponist und Hochschullehrer für Musiktheorie
- Plate, Carsten (* 1972), deutscher Eishockeyspieler
- Plate, Christina (* 1965), deutsche SchauspielerinChristina Plate (* 1965)

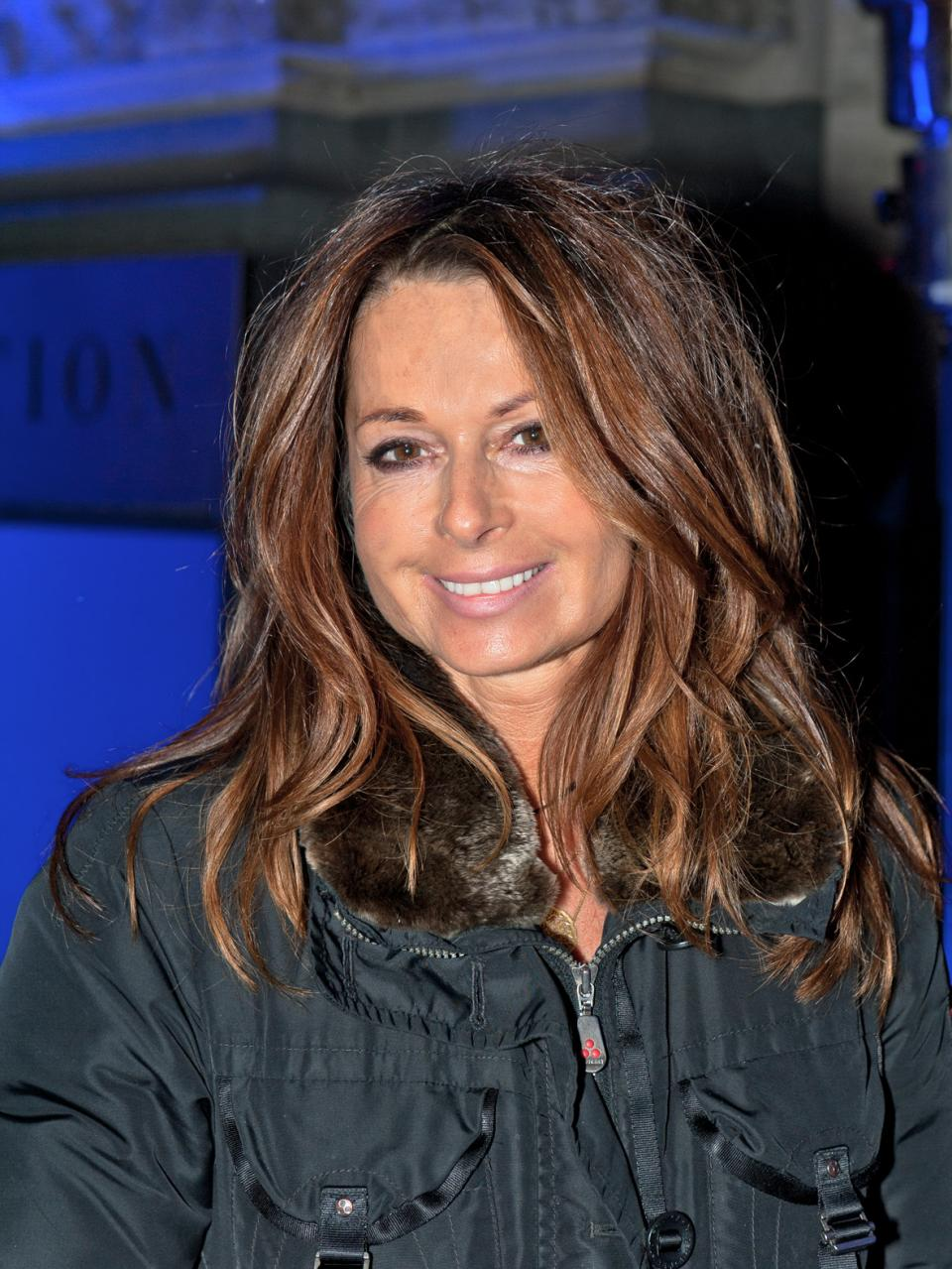
Christina Plate (* 1965)

- Plate, David (* 1971), deutscher Jazzmusiker (Gitarre, Komposition)
- Plate, Ernst (1900–1973), Hamburger Senator
- Plate, Geo Heinrich (1844–1914), deutscher Geschäftsmann
- Plate, Georg (* 1950), deutscher Ingenieur und Wirtschaftspädagoge
- Plate, Harry (1853–1939), deutscher Klempnermeister und Handwerksfunktionär
- Plate, Heinrich Friedrich (1824–1895), deutscher Lithograf und Fotograf
- Plate, Heinz (1914–2005), deutscher Schauspieler und Sänger (Bariton)
- Plate, Herbert (1918–2002), deutscher Schriftsteller
- Plate, Jeff (* 1962), US-amerikanischer Musiker
- Plate, Jochen (* 1963), deutscher Judoka
- Plate, Johann Diedrich (1816–1902), deutscher Lehrer und Autor
- Plate, Jürgen († 2018), deutscher Informatiker
- Plate, Ludwig (1862–1937), deutscher Zoologe und Sozialdarwinist
- Plate, Ludwig (1883–1967), deutscher Wasserbauingenieur
- Plate, Mathilde (1878–1963), deutsche Pädagogin und Politikerin (DNVP, CDU), MdBB
- Platé, Nikolai Alfredowitsch (1934–2007), russischer Chemiker, Polymerchemiker und Hochschullehrer
- Plate, Otto (1863–1930), deutscher Bibliothekar
- Plate, Peter (* 1967), deutscher Sänger und SongschreiberPeter Plate (* 1967)

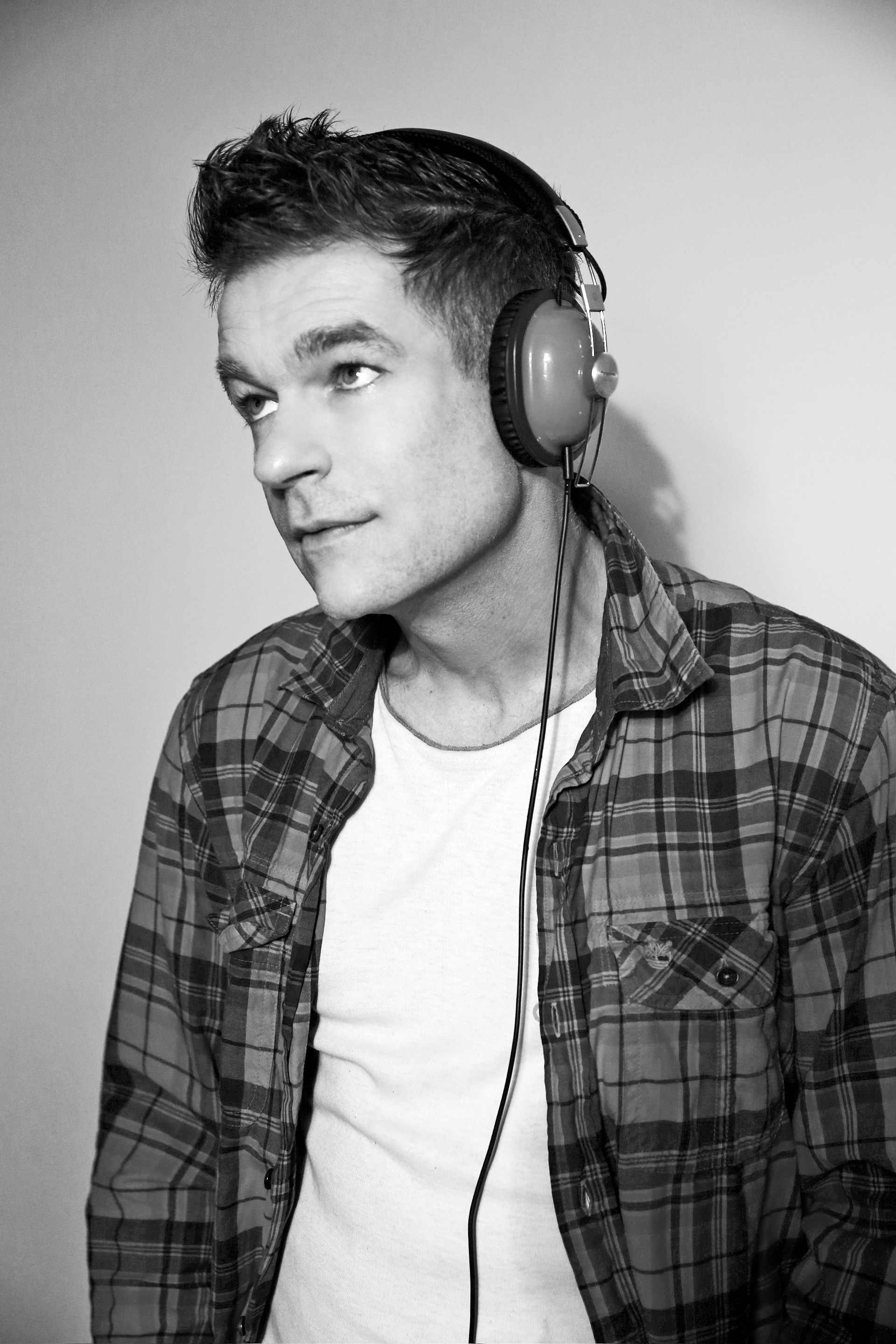
Peter Plate (* 1967)

- Plate, Roderich (1907–1993), deutscher Agrarökonom und Berater der Bundesregierung
- Plate, Sebastian (* 1979), deutscher Fußballspieler
- Plate, Sven (* 1966), deutscher Schauspieler und Synchronsprecher
- Platea, Philipp de († 1538), gewählter Bischof von Sitten
- Plateanus, Petrus († 1551), deutscher Pädagoge und Theologe
- Plateau, Brigitte (* 1954), französische Informatikerin und Universitätspräsidentin
- Plateau, Joseph Antoine Ferdinand (1801–1883), belgischer Physiker und Fotopionier
- Plateau, Pierre (1924–2018), französischer Geistlicher, römisch-katholischer Erzbischof von Bourges
- Plateis von Plattenstein, Johann Ernst (1586–1637), Bischof von Olmütz
- Platek, Felka (1899–1944), polnische MalerinFelka Platek (1899–1944)

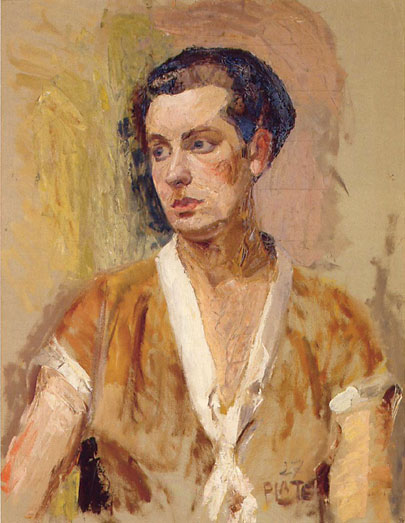
Felka Platek (1899–1944)

- Płatek, Zbigniew (* 1959), polnischer Radrennfahrer
- Platel, Alain (* 1959), belgischer Choreograph und Theaterregisseur
- Platel, Nicolas-Joseph (1777–1835), französisch-belgischer Cellist und Komponist
- Platelis, Kornelijus (* 1951), litauischer Dichter und Politiker
- Platelle, Henri (1921–2011), französischer Historiker
- Platen, Angelika (* 1942), deutsche Fotografin und Künstlerin
- Platen, Anna (* 1995), deutsches Model und Filmschauspielerin
- Platen, Axel von (1876–1928), deutscher Generalmajor der Reichswehr
- Platen, Balthasar Alexander von (1725–1757), preußischer Hauptmann und Adjutant
- Platen, Baltzar Achates von (1712–1782), schwedischer Oberst und Regimentschef
- Platen, Baltzar von (1766–1829), deutsch-schwedischer Offizier und Reichstatthalter von Norwegen
- Platen, Baltzar von (1804–1875), schwedischer Politiker, Außenminister (1871–1872)
- Platen, Baltzar von (1898–1984), schwedischer Erfinder
- Platen, Benno von (1846–1926), preußischer Generalmajor und Kommandeur der 10. Infanterie-Brigade
- Platen, Bernhard Ludwig von († 1774), preußischer Offizier und der erste wolgadeutsche Dichter
- Platen, Carl Constantin (1843–1899), deutscher Mediziner und zoologischer Sammler von Vögeln und Schmetterlingen
- Platen, Catharina von († 1632), Priorin des Klosters Uetersen
- Platen, Christoph von (1838–1909), preußischer Gutsbesitzer und Politiker
- Platen, Clara Elisabeth von (1648–1700), Mätresse und Drahtzieherin in der Königsmarck-AffäreClara Elisabeth von Platen (1648–1700)

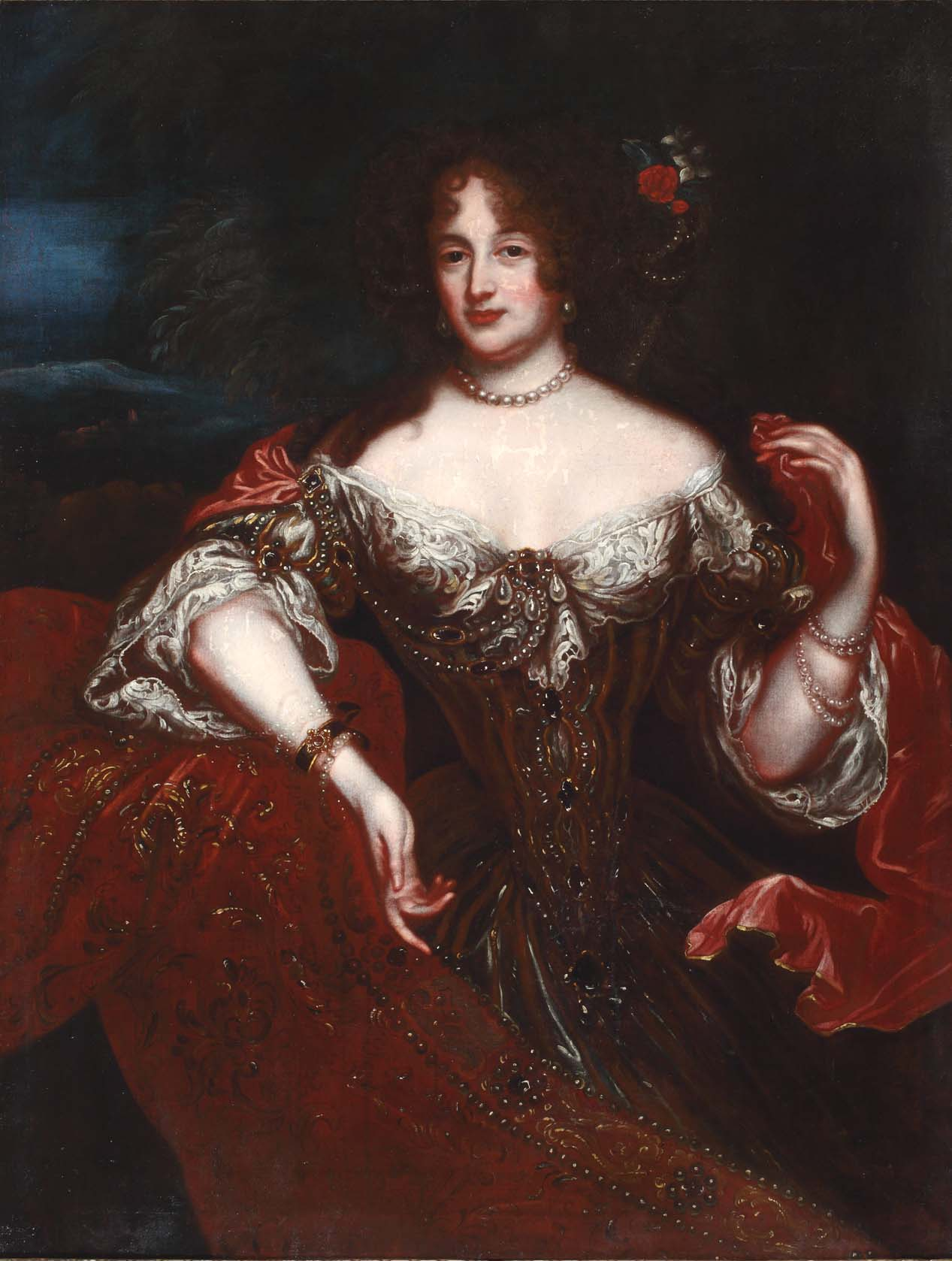
Clara Elisabeth von Platen (1648–1700)

- Platen, Claus von (1891–1964), deutscher Landwirt und Politiker (NSDAP), MdR
- Platen, Curt (1872–1941), deutscher Redakteur, Politiker (DDP), MdHB und Senator
- Platen, Dubislaw von (1714–1787), preußischer General der Kavallerie, Gouverneur von Königsberg
- Platen, Eckhard (* 1949), deutscher Mathematiker
- Platen, Emil (* 1925), deutscher Musikwissenschaftler und Dirigent
- Platen, Flockina von (1903–1984), deutsche Schauspielerin
- Platen, Franz Ernst von (1631–1709), Reichsgraf von Platen-Hallermund
- Platen, Gottlieb Wilhelm Christian von (1765–1819), preußischer Offizier, zuletzt Generalmajor
- Platen, Hans Friedrich von (1668–1743), königlich preußischer General der Kavallerie
- Platen, Hartwig von (1655–1727), preußischer Landrat
- Platen, Hartwig von (1875–1924), deutscher Landschaftsmaler
- Platen, Hartwig von (1878–1938), deutscher Generalmajor
- Platen, Heinrich Friedrich von (1728–1783), Domherr in Magdeburg
- Platen, Henrike von (* 1971), deutsche Betriebswirtin und frauenpolitische LobbyistinHenrike von Platen (* 1971)

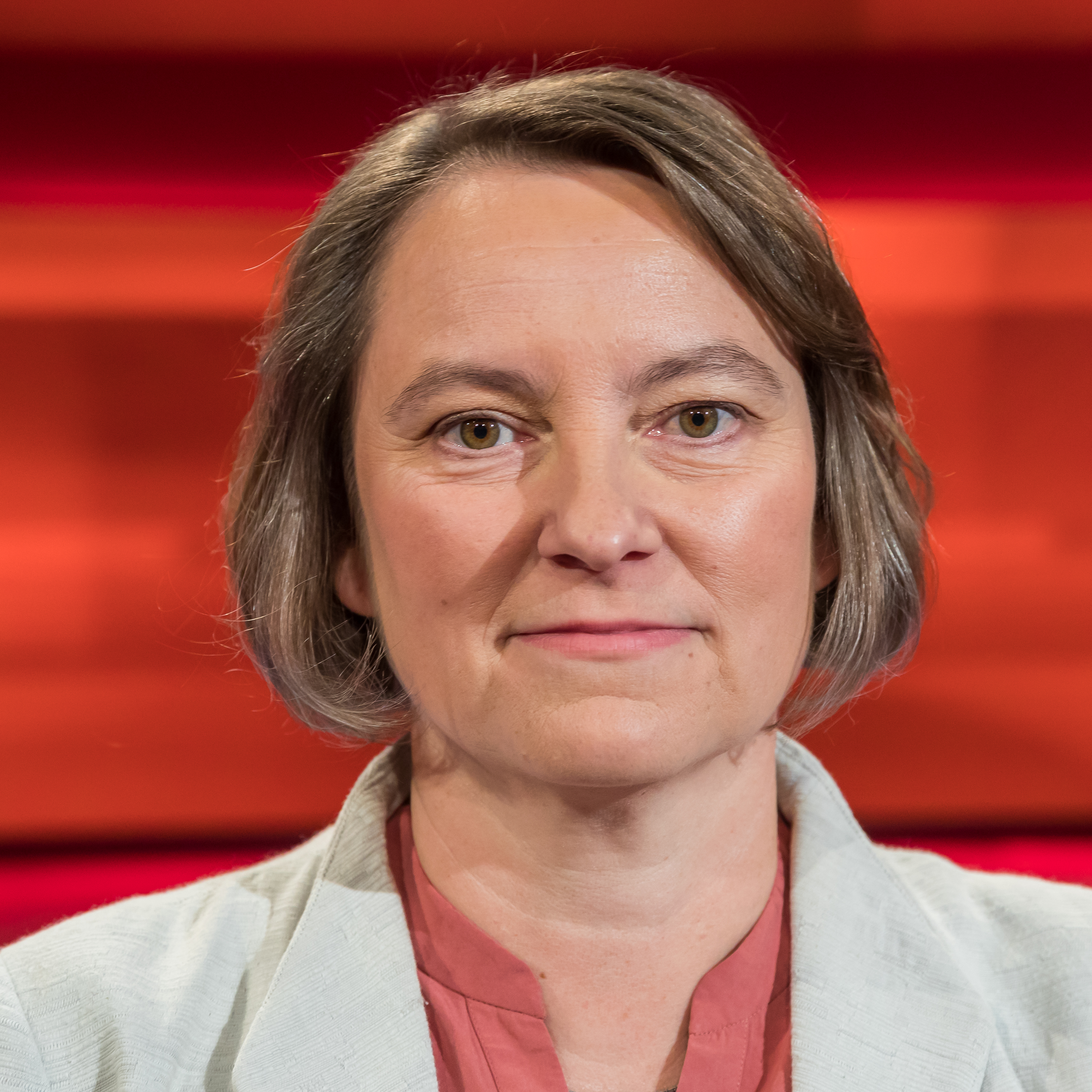
Henrike von Platen (* 1971)

- Platen, Horst (1884–1964), deutscher Komponist, Dirigent und Theaterintendant, sowie Sendeleiter des NORAG-Nebensenders Hannover
- Platen, Ilse Sophie von (1731–1795), Hofdame der Mutter Friedrichs des Großen, Sophie Dorothea von Preußen
- Platen, Julius von (1816–1889), Major, Flügeladjutant und Theaterintendant
- Platen, Julius von (1853–1922), preußischer Generalleutnant
- Platen, Karl (1877–1952), deutscher Schauspieler
- Platen, Klaus Ernst von (1612–1669), kurbrandenburgischer Geheimer Kriegsrat, Generalkriegskommissar und Hauptmann zu Lehnin
- Platen, Larissa (* 1996), deutsche Handballspielerin
- Platen, Leopold Johann von (1726–1780), preußischer Generalmajor
- Platen, Ludwig von (1804–1869), deutscher Jurist und Politiker
- Platen, Magnus von (1920–2002), schwedischer Literaturwissenschaftler, Schriftsteller und Übersetzer
- Platen, Paul (1890–1964), deutscher Geograph und Heimatforscher
- Platen, Peter (* 1969), deutscher Kanonist
- Platen, Petra (* 1959), deutsche Sportmedizinerin und Handballspielerin
- Platen, Philip Julius Bernhard von (1732–1805), schwedischer Politiker und Militär, Generalgouverneur in Schwedisch-Pommern
- Platen, Sigelind von (1914–1945), deutsche Schriftstellerin religiöser Literatur
- Platen, Wilhelm von (1816–1870), preußischer Landrat
- Platen-Hallermund, Adolf von (1814–1889), deutscher Staatsminister
- Platen-Hallermund, Christian von (1900–1976), deutscher Graf und Klosterpropst von Uetersen
- Platen-Hallermund, Ernst Franz von (1739–1818), kurpfälzischer Geheimrat und braunschweigisch-lüneburgischer General-Erbpostmeister
- Platen-Hallermund, Eva von (* 1965), deutsche Künstlerin und Hochschullehrer, Professorin für Bildende Kunst
- Platen-Hallermund, Georg von (1858–1927), deutscher Rittergutsbesitzer und Parlamentarier
- Platen-Hallermund, Inken von (* 1975), deutsche Vielseitigkeitsreiterin und Pferdesportfunktionärin
- Platen-Hallermund, Karl von (1857–1922), deutscher Verwaltungsjurist
- Platen-Hallermund, Oskar von (1865–1957), deutscher Vizeadmiral; Hofmarschall von Kaiser Wilhelm II.
- Platen-Hallermund, Sophia Charlotte von (1675–1725), deutsch-britische Adlige und Halbschwester des britischen Königs Georg I.
- Platen-Hallermünde, August von (1796–1835), deutscher DichterAugust von Platen-Hallermünde (1796–1835)

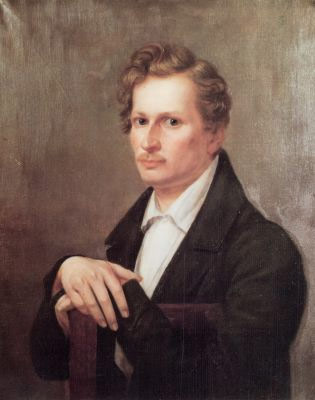
August von Platen-Hallermünde (1796–1835)

- Platenau, Fritz (* 1896), deutscher Autor und Heimatforscher
- Platenius, Helene (1874–1961), deutsche Politikerin (DDP), MdL
- Platenkamp, Josephus (* 1951), niederländischer Ethnologe
- Plater, Alan (1935–2010), englischer Dramatiker, Schriftsteller und Drehbuchautor
- Plater, Bobby (1914–1982), US-amerikanischer Jazz-Saxophonist
- Plater, Cezary (1810–1869), litauisch-polnischer Graf
- Plater, Emilia (1806–1831), polnisch-litauische Gräfin
- Plater, George (1735–1792), US-amerikanischer Politiker
- Plater, Kasimir Konstantin († 1807), litauischer Kanzler
- Plater, Kazimierz (1915–2004), polnischer Schachspieler
- Plater, Ludwig (1775–1846), polnischer Patriot
- Plater, Stanisław (1784–1851), litauischer Historiker
- Plater, Steve (* 1972), britischer Motorradrennfahrer
- Plater, Thomas (1769–1830), US-amerikanischer Politiker
- Plater, Władysław (1808–1889), polnisch-litauischer Graf
- Platero, Federico (* 1991), uruguayischer Fußballspieler

#### Plath
- Plath, André (* 1960), deutscher Journalist, Autor, Fotograf, Kulturmanager und Blogger
- Plath, August (1800–1870), deutscher Holzhändler
- Plath, Axel (1905–1962), deutschbaltischer Maler und Kunstlehrer
- Plath, Carina (* 1966), deutsche Kunsthistorikerin und Kuratorin
- Plath, Dietmar (* 1954), deutscher Luftfahrtjournalist
- Plath, Georg (1860–1948), deutscher evangelischer Geistlicher und Heimatforscher
- Plath, Helmut (1911–1990), deutscher Museumsdirektor und Archäologe
- Plath, Joachim (1893–1971), deutscher Admiral
- Plath, Johann Christian (1738–1817), deutscher Holzhändler
- Plath, Johann Christian (1790–1852), deutscher evangelisch-lutherischer Geistlicher
- Plath, Johann Heinrich (1802–1874), deutscher Historiker, Sinologe und Bibliothekar
- Plath, Karl Werner (1951–2006), deutscher Lyriker
- Plath, Kathrin (* 1969), deutsche Kostümbildnerin
- Plath, Konrad (1865–1927), deutscher Bibliothekar, Kunsthistoriker und Burgenforscher
- Plath, Maike (* 1970), deutsche Theaterpädagogin und Autorin
- Plath, Manfred (* 1961), deutscher Fußballspieler und Fußballtrainer
- Plath, Peter (1933–2017), deutscher Mediziner mit dem Fachgebiet Hals-Nasen-Ohren-Heilkunde
- Plath, Robert (* 1959), deutscher Indogermanist und Hochschullehrer
- Plath, Stephan (* 1971), deutscher Flottillenadmiral der Bundeswehr
- Plath, Sylvia (1932–1963), US-amerikanische Schriftstellerin
- Plath, Theo (* 1994), deutscher Fagottist
- Plath, Thoralf (1962–2017), deutscher Journalist und Sachbuchautor
- Plath, Tilman (* 1978), deutscher Osteuropahistoriker
- Plath, Ulrike (* 1972), deutsche Historikerin
- Plath, Werner (1902–1971), deutscher Versicherungsmanager
- Plath, Werner (1918–1945), deutscher Schwimmer
- Plath, Wilhelm (1795–1877), deutscher Mediziner
- Plath, Wolfgang (1930–1995), deutscher Musikwissenschaftler
- Plath-Langheinrich, Elsa (* 1932), deutsche Autorin und Historikerin
- Plathe, Walter (* 1950), deutscher Theater- und Filmschauspieler
- Plathner, Adolf (1861–1937), deutscher Jurist, Kommunalbeamter und Senator, Herausgeber und Leiter des Wohnungsamtes der Stadt Hannover
- Plathner, Andreas (1495–1557), deutscher Gold- und Waffenschmied, Gastwirt, Unternehmer und Bürgermeister
- Plathner, Christoph Friedrich (1671–1755), Syndikus in Goslar; Pfalzgraf und königlich preußischer Hofrat
- Plathner, Hermann (1818–1897), deutscher Baumeister
- Plathner, Hermann (1831–1902), deutscher Genremaler
- Plathner, Otto (1811–1884), deutscher Jurist und Politiker
- Plathner, Salomon († 1604), Kanzler der Grafen von Schwarzburg-Sondershausen
- Plathner, Tilemann (1490–1551), deutscher evangelischer Theologe und Reformator
- Plathow, Michael (* 1943), deutscher evangelischer Theologe

#### Plati
- Plati, Cristian (* 1969), argentinischer Handballspieler
- Platiel, Nora (1896–1979), deutsche Politikerin (SPD), MdL, Juristin und Widerstandskämpferin gegen den Nationalsozialismus
- Platikanow, Nikola (1898–1984), bulgarischer Zoologe
- Platil, Jan (* 1983), tschechischer Eishockeyspieler
- Platina, Bartolomeo (1421–1481), italienischer Humanist und Bibliothekar
- Platini, Michel (* 1955), französischer FußballspielerMichel Platini (* 1955)

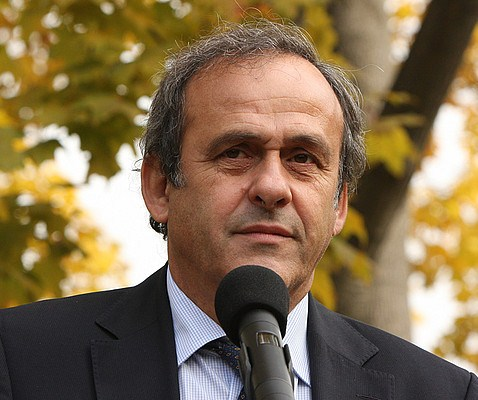
Michel Platini (* 1955)

- Platino, Elisa (* 1999), italienische Skirennläuferin
- Platins, Patrick (* 1983), deutscher Fußballtorhüter
- Platis, griechischer Sportschütze

#### Platj
- Platje, Melvin (* 1988), niederländischer Fußballspieler

#### Platn
- Platner, Eduard (1786–1860), deutscher Rechtswissenschaftler und Hochschullehrer
- Platner, Eduard (1894–1980), deutscher Politiker (CDU, DP), MdB
- Platner, Ernst (1744–1818), deutscher Anthropologe, Mediziner und Philosoph
- Platner, Ernst Zacharias (1773–1855), deutscher Diplomat, Maler und Schriftsteller
- Platner, Georg Zacharias (1781–1862), deutscher Kaufmann und Politiker, Initiator und Begründer der Ludwigseisenbahn von Nürnberg nach Fürth
- Platner, Johann Zacharias (1694–1747), deutscher Mediziner
- Platner, Paulina (* 2005), deutsche Fußballspielerin
- Platner, Samuel Ball (1863–1921), US-amerikanischer Klassischer Philologe und Archäologe
- Platner, Victor (1822–1888), deutscher Privatrechtler
- Platnick, Norman I. (1951–2020), US-amerikanischer Arachnologe
- Platnizki, Dsmitryj (* 1988), belarussischer Dreispringer

#### Plato
- Plato, byzantinischer Exarch von Ravenna (646–649)
- Plato von Tivoli, Mathematiker und Übersetzer
- Plato, Achim (1936–2022), deutscher Schauspieler und Intendant
- Plato, Alexander von (* 1942), deutscher Autor
- Plato, Anton Detlev von (1910–2001), deutscher Generalleutnant der Bundeswehr
- Plato, Dana (1964–1999), US-amerikanische SchauspielerinDana Plato (1964–1999)

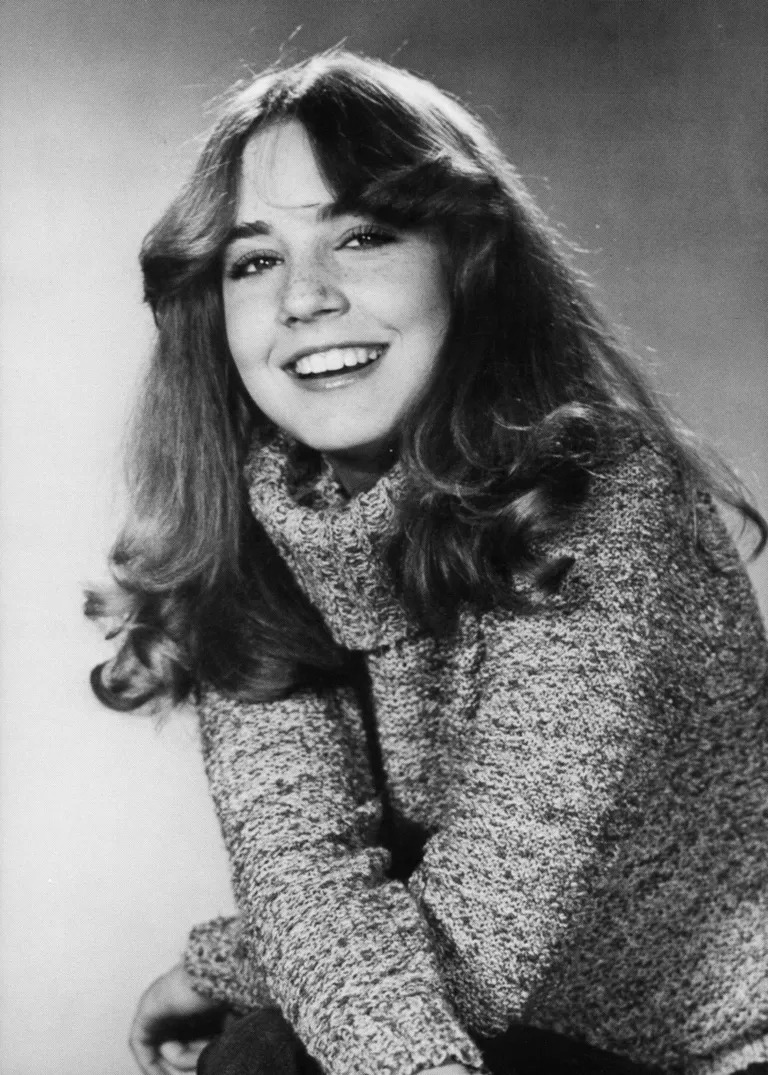
Dana Plato (1964–1999)

- Plato, Detlev von (1846–1917), Hofmarschall und Oberjägermeister in Württemberg
- Plato, Eberhard von (1867–1941), deutscher Rittergutsbesitzer
- Plato, Fritz (1858–1938), deutscher Chemiker
- Plato, Georg Gottlieb (1710–1777), deutscher Numismatiker, Historiker und Syndikus
- Plato, Gerald (* 1905), deutscher Komponist von Unterhaltungsmusik
- Plato, Heidi von (* 1944), deutsche Schriftstellerin
- Plato, Hirsch (1822–1910), deutscher Religionspädagoge und Rabbiner des orthodoxen Judentums
- Plato, Jan von (* 1951), finnischer Logiker, Wissenschaftshistoriker und Hochschullehrer
- Plato, Jason (* 1967), britischer Automobilrennfahrer
- Plato, Karin (* 1960), kanadische Jazzmusikerin (Gesang, Komposition)
- Plato, Karl Gottlieb (1757–1833), deutscher Pädagoge
- Plato, Kurt von (1840–1924), sächsischer Generalmajor
- Platon, indo-griechischer König
- Platon, athenischer Komödiendichter
- Platon, griechischer PhilosophPlaton

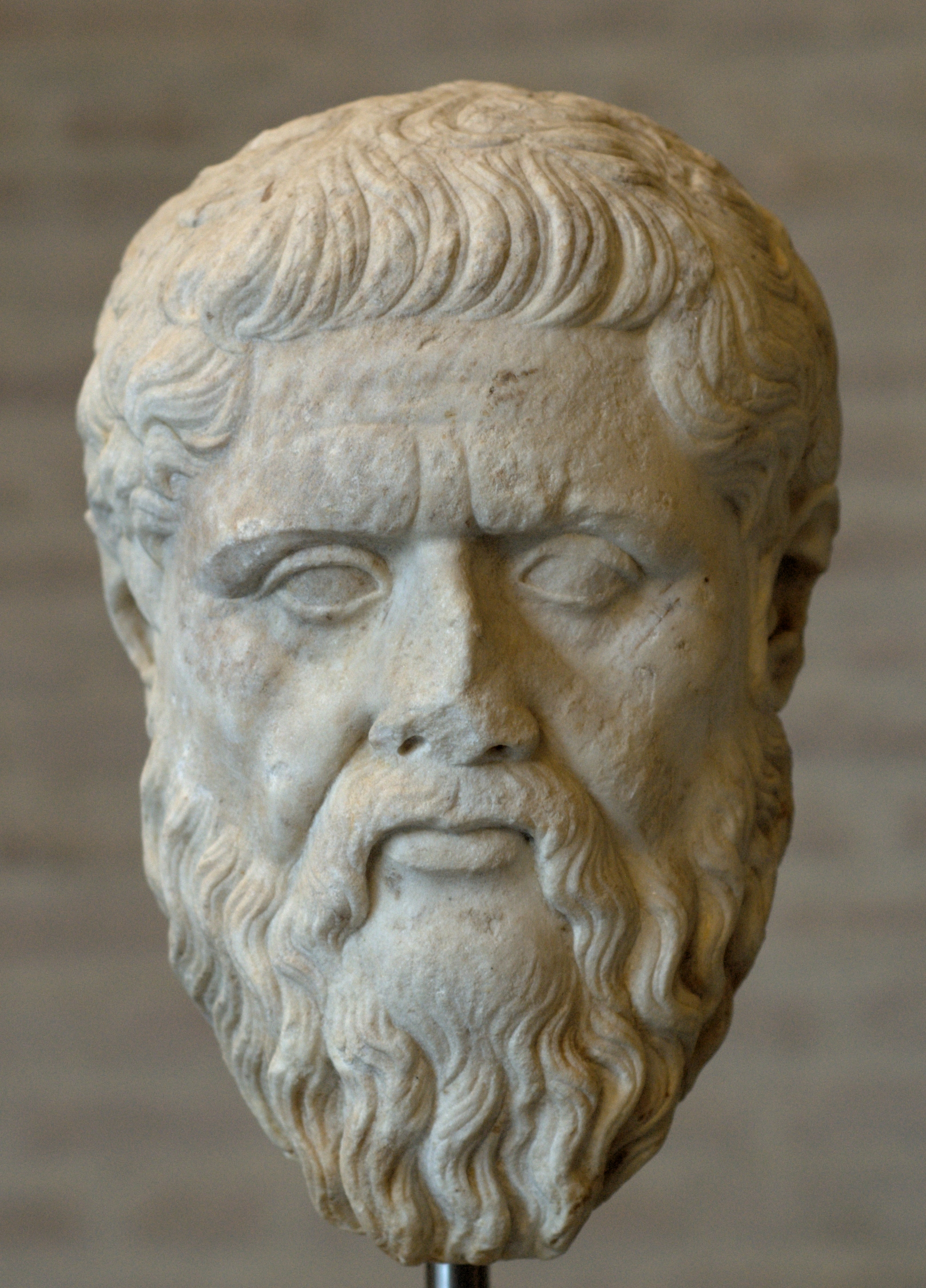
Platon

- Platon (1874–1941), serbisch-orthodoxer Bischof von Banja Luka
- Platon (* 1968), britischer Fotograf
- Platon Kulbusch (1869–1919), estnischer Bischof und christlicher Märtyrer
- Platon, Nikolaos (1909–1992), griechischer Archäologe, Ausgräber des minoischen Palastes auf Kreta
- Platonau, Pawel (* 1983), belarussischer Tischtennisspieler
- Platonau, Sjarhej (* 1990), belarussischer Mittel- und Langstreckenläufer
- Platonos, Lena (* 1951), griechische Pianistin und Komponistin
- Platonow, Andrei Platonowitsch (1899–1951), sowjetischer SchriftstellerAndrei Platonowitsch Platonow (1899–1951)

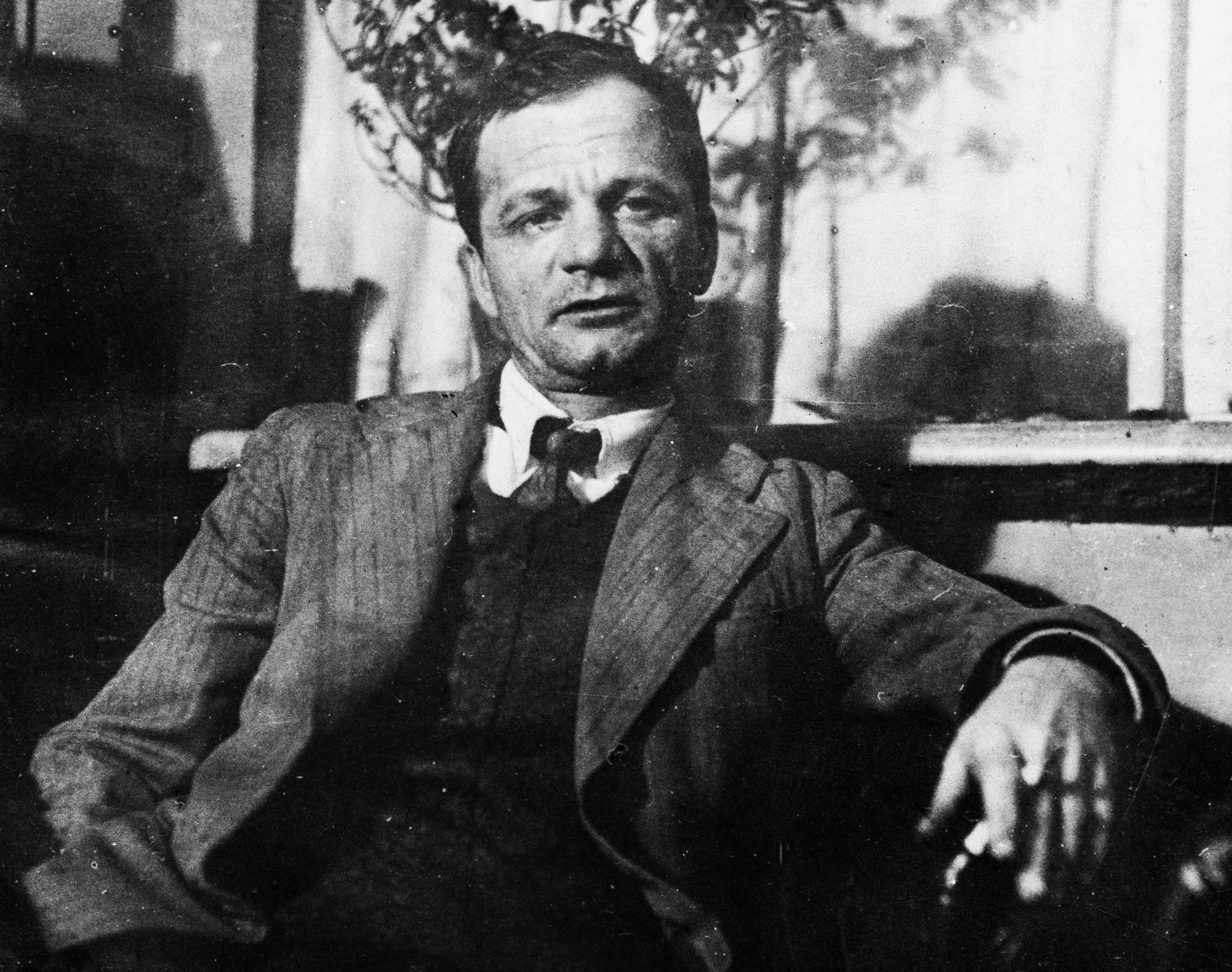
Andrei Platonowitsch Platonow (1899–1951)

- Platonow, Chariton Platonowitsch (1842–1907), russischer und ukrainischer Genremaler
- Platonow, Denis Alexandrowitsch (* 1981), russischer Eishockeyspieler
- Platonow, Nikolai Iwanowitsch (1894–1967), russischer Flötist, Komponist und Hochschullehrer
- Platonow, Sergei Fjodorowitsch (1860–1933), russischer Historiker
- Platonow, Wladimir Petrowitsch (* 1939), belarussischer Mathematiker
- Platonowa, Anastassija Alexandrowna (* 1986), russische Eistänzerin
- Platorius Nepos Calpurnianus, Aulus, römischer Suffektkonsul (160)
- Platorius Nepos, Aulus, römischer Politiker
- Platoschkin, Nikolai (* 1965), russisch-sowjetischer Diplomat, Politologe und Historiker
- Platou, Albrecht (1878–1948), grönländischer Landesrat
- Platou, Christian Alexander (1779–1827), dänischer Kaufmann und Inspektor in Grönland
- Platou, Karen (1879–1950), norwegische Politikerin der konservativen Partei Høyre
- Platou, Kunuk (* 1964), grönländischer Filmproduzent und Zeichner
- Platow, Alfred (* 1946), deutscher Kaufmann und Finanzberater
- Platow, Jewgeni Arkadjewitsch (* 1967), russischer Eiskunstläufer
- Platow, Matwei Iwanowitsch (1753–1818), russischer General und Ataman der Donkosaken
- Platow, Michail Nikolajewitsch (1883–1938), russischer Schachkomponist
- Platow, Oleh (* 1983), ukrainischer Schwergewichtsboxer
- Platow, Robert (1900–1982), deutscher Wirtschaftsjournalist
- Platow, Wassili Nikolajewitsch (1881–1952), lettischer Studienkomponist

#### Plats
- Platschek, Hans (1923–2000), deutscher Maler und Publizist
- Platschek, Johannes (* 1973), deutscher Rechtswissenschaftler

#### Platt
- Platt, Ben (* 1993), US-amerikanischer Schauspieler und SängerBen Platt (* 1993)

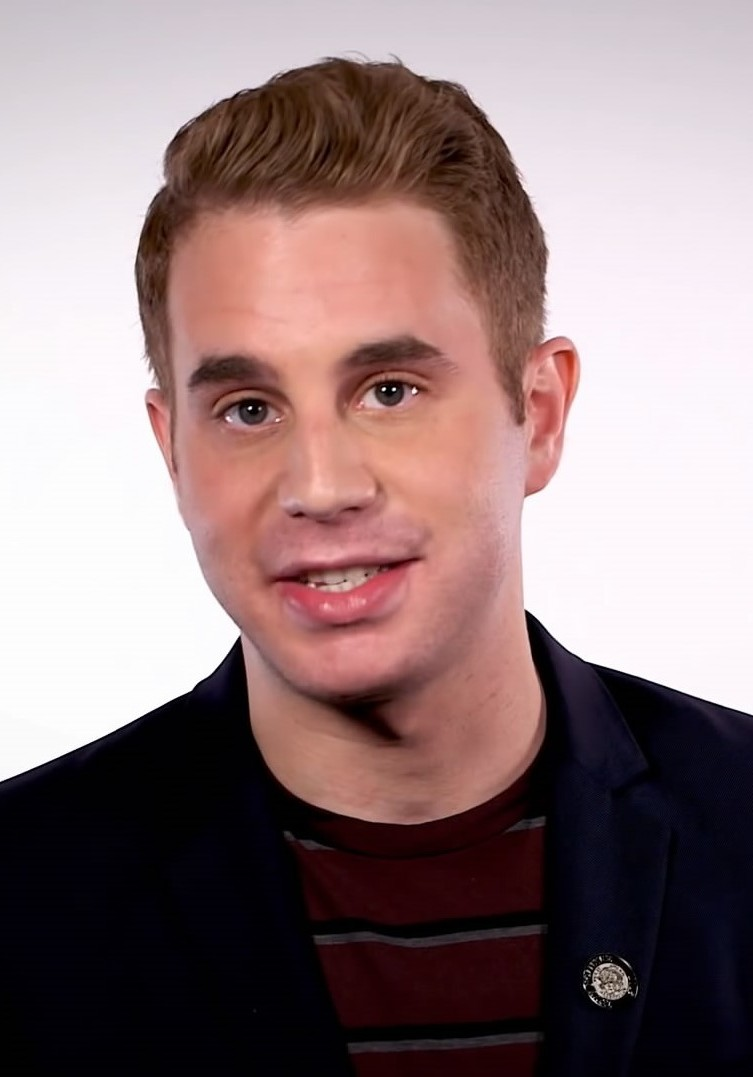
Ben Platt (* 1993)

- Platt, Beryl, Baroness Platt of Writtle (1923–2015), britische Politikerin (Conservative Party)
- Platt, Charles (* 1945), britisch-amerikanischer Science-Fiction-Autor
- Platt, Charles Z. (* 1773), US-amerikanischer Politiker (Föderalistische Partei)
- Platt, Clarence (1873–1941), US-amerikanischer Sportschütze
- Platt, Colin (1934–2015), britischer Mittelalterhistoriker
- Platt, David (* 1966), englischer FußballspielerDavid Platt (* 1966)

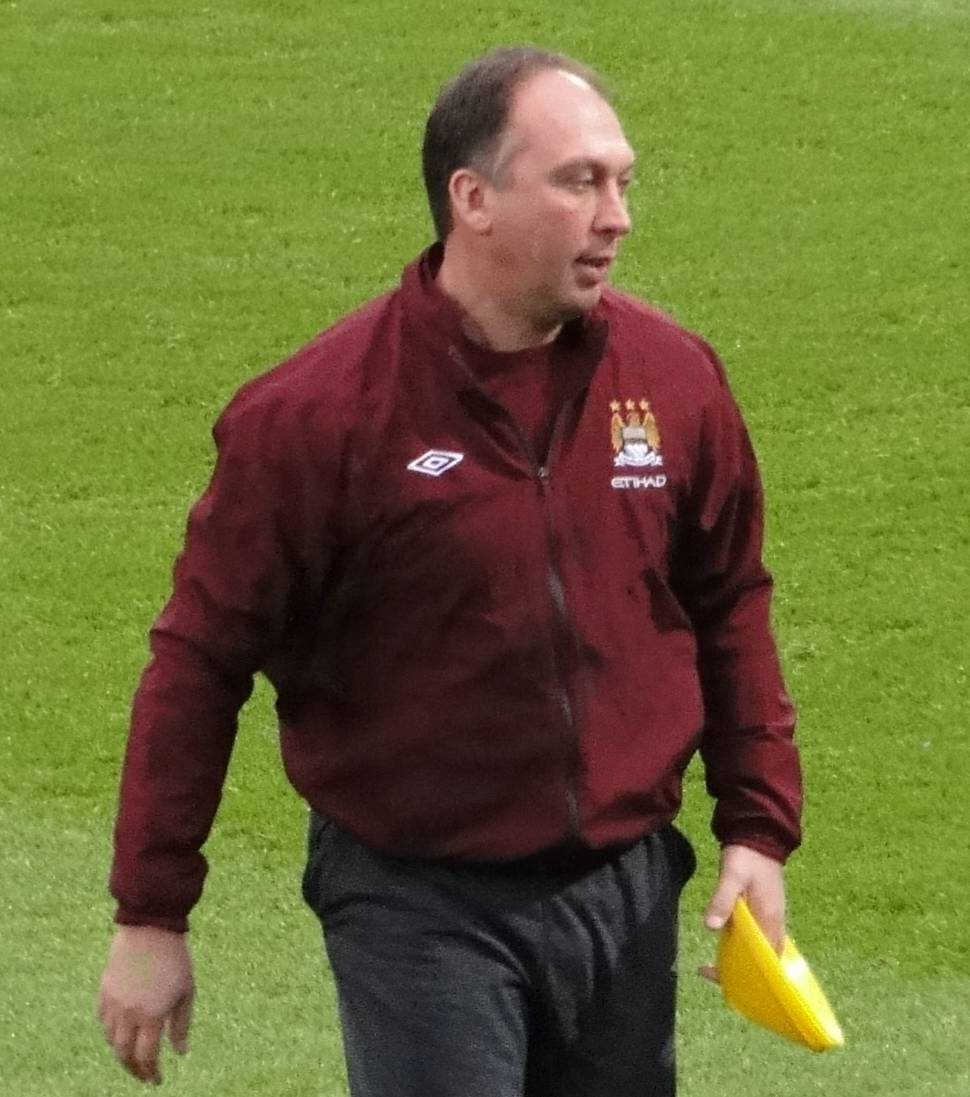
David Platt (* 1966)

- Platt, Edmund (1865–1939), US-amerikanischer Journalist und Politiker der Republikanischen Partei
- Platt, Edward (1916–1974), US-amerikanischer Schauspieler
- Platt, Ethel Bliss (1881–1971), US-amerikanische Tennisspielerin
- Platt, Geoff (* 1985), belarussisch-kanadischer Eishockeyspieler
- Platt, James H. (1837–1894), US-amerikanischer Politiker
- Platt, Jan, deutscher Rapper und Songwriter
- Platt, Janice L., Filmproduzentin und Oscarpreisträgerin
- Platt, Jim (* 1952), nordirischer Fußballtorhüter und -trainer
- Platt, John Edgar (1886–1967), englischer Maler und Holzschnitzer
- Platt, Jonas (1769–1834), amerikanischer Rechtsanwalt, Richter, General und Politiker
- Platt, Julia (1857–1935), US-amerikanische Wirbeltierembryologin und Politikerin
- Platt, Kalyar (* 1972), birmanische Ökologin und Naturschützerin
- Platt, Karl (* 1978), deutscher Mountainbiker
- Platt, Kin (1911–2003), US-amerikanischer Schriftsteller
- Platt, Kristin (* 1965), deutsche Sozialpsychologin
- Platt, Lenny (* 1984), US-amerikanischer Schauspieler
- Platt, Lew (1941–2005), US-amerikanischer Manager
- Platt, Louise (1915–2003), US-amerikanische Schauspielerin
- Platt, Marc (1913–2014), US-amerikanischer Tänzer, Choreograf und Schauspieler
- Platt, Marc (* 1957), US-amerikanischer Film-, Fernseh- und Theaterproduzent
- Platt, Michael (1954–1986), US-amerikanischer Schwerverbrecher
- Platt, Michael (* 1968), britischer Unternehmer und Hedgefondsmanager
- Platt, Oliver (* 1960), kanadischer SchauspielerOliver Platt (* 1960)

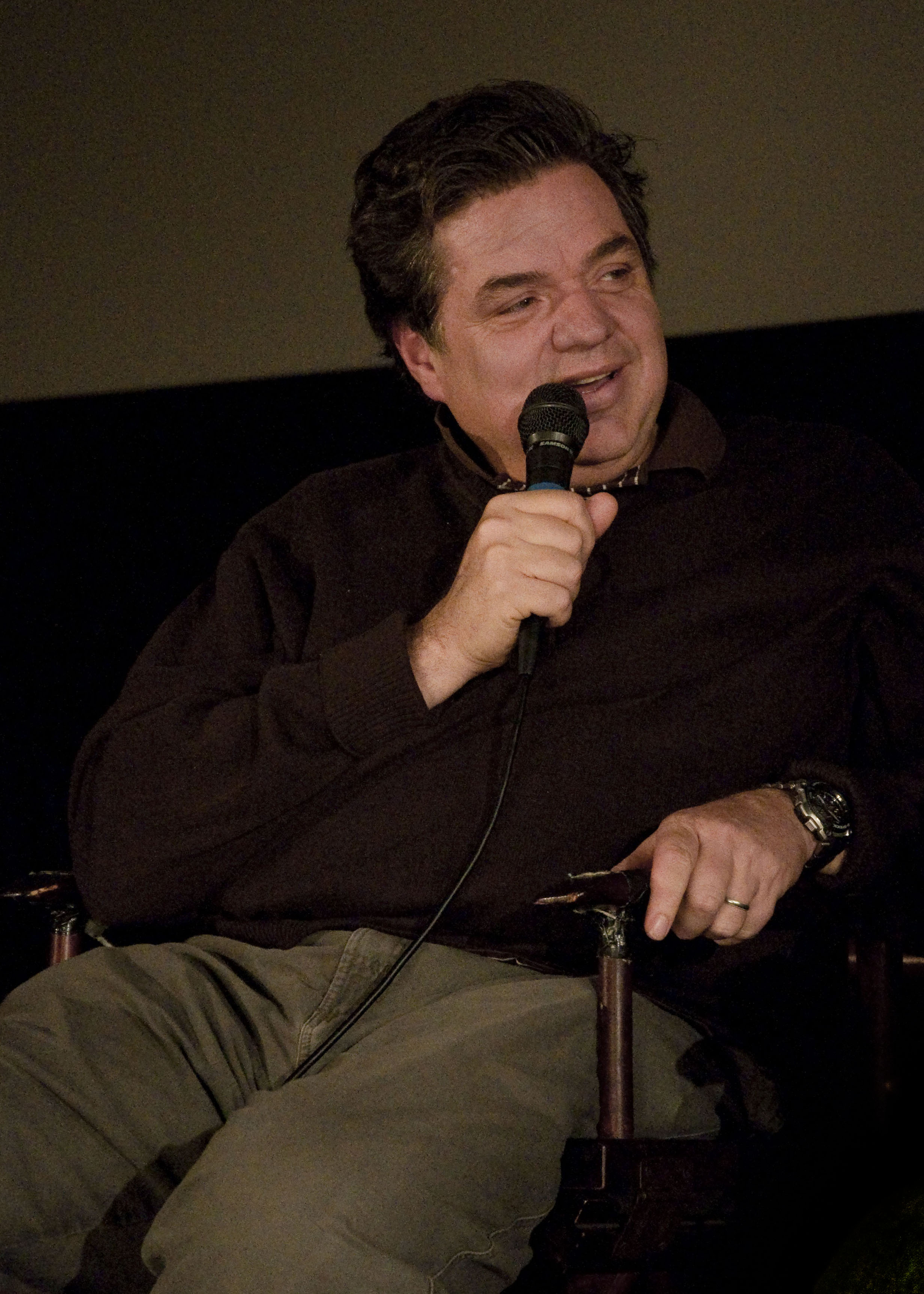
Oliver Platt (* 1960)

- Platt, Orville H. (1827–1905), US-amerikanischer Politiker
- Platt, Polly (1939–2011), US-amerikanische Filmproduzentin, Kostümbildnerin, Szenenbildnerin und Drehbuchautorin
- Platt, Robert, Baron Platt (1900–1978), britischer Arzt
- Platt, Steven G. (* 1961), US-amerikanischer Herpetologe und Naturschützer
- Platt, Sue (* 1940), britische Speerwerferin und Kugelstoßerin
- Platt, Ted (1921–1996), englischer Fußballtorwart
- Platt, Thomas (* 1952), deutscher Buch- und Filmautor, Gastrokritiker und Maler
- Platt, Thomas C. (1833–1910), US-amerikanischer Politiker
- Platt, Ulrich (* 1949), deutscher Physiker
- Platt, Victoria Gabrielle (* 1972), US-amerikanische Schauspielerin und Fernsehmoderatorin
- Platt, William (1885–1975), britischer General
- Platt, Zephaniah (1735–1807), US-amerikanischer Jurist und Politiker
- Platt, Zephaniah (1796–1871), US-amerikanischer Jurist und Politiker
- Platta, Marion (* 1960), deutsche Politikerin (Die Linke), MdA
- Plattard, Jean (1873–1939), französischer Romanist
- Platte, Ardeth (1936–2020), US-amerikanische Anti-Atom-Aktivistin
- Platte, Ewald (1894–1985), deutscher Künstler und Maler des Expressionismus
- Platte, Felix (* 1996), deutscher FußballspielerFelix Platte (* 1996)

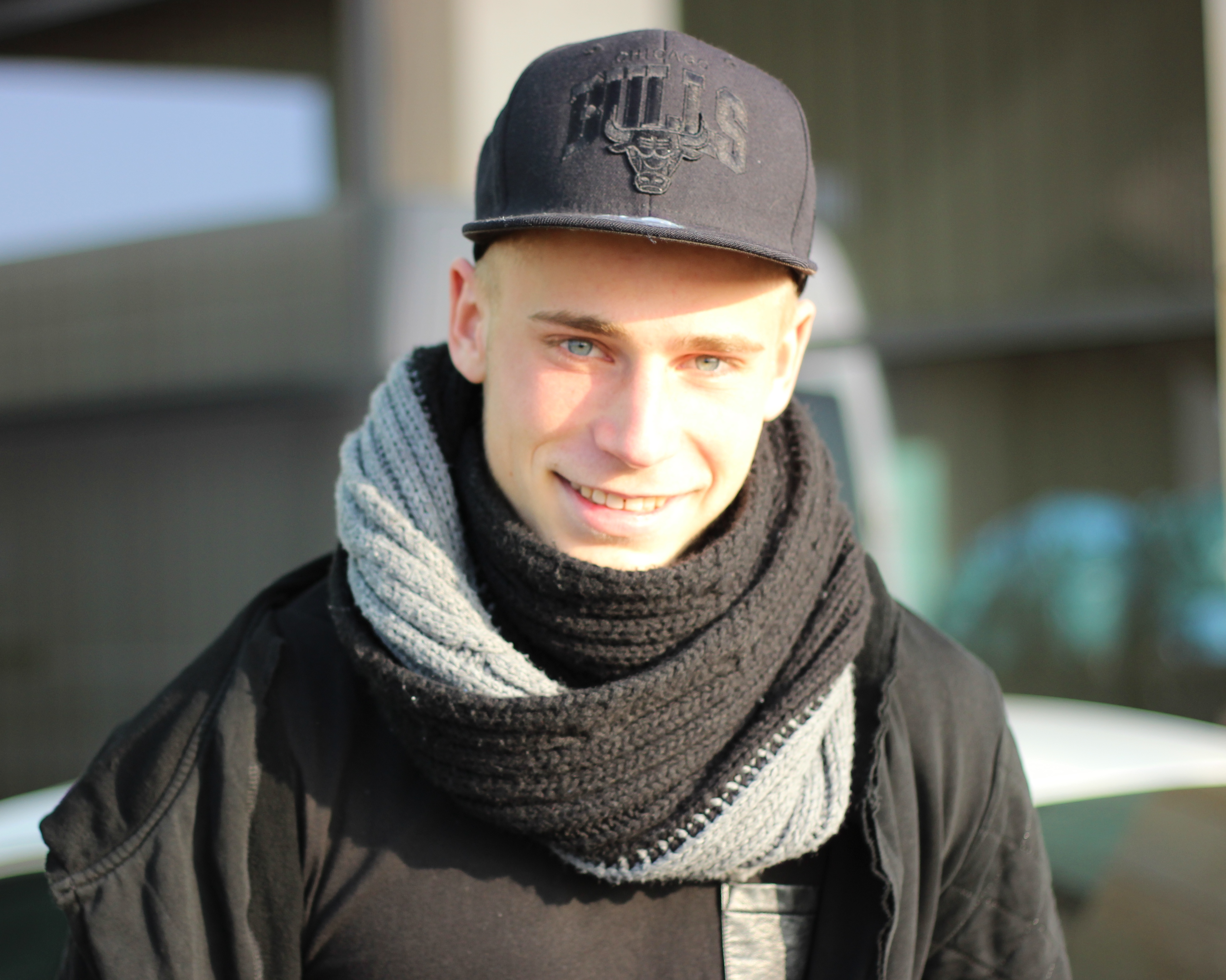
Felix Platte (* 1996)

- Platte, Friedrich (1917–2009), deutscher Politiker (SPD), Oberstadtdirektor
- Platte, Jan, deutscher Kommentator
- Platte, Johann (1894–1960), deutscher Gewerkschafter, Landesminister NRW
- Platte, Ludwig (1914–1975), deutscher Politiker (SPD), MdL
- Platte, Peter (* 1952), deutscher Diplomat
- Platte, Rudolf (1904–1984), deutscher SchauspielerRudolf Platte (1904–1984)

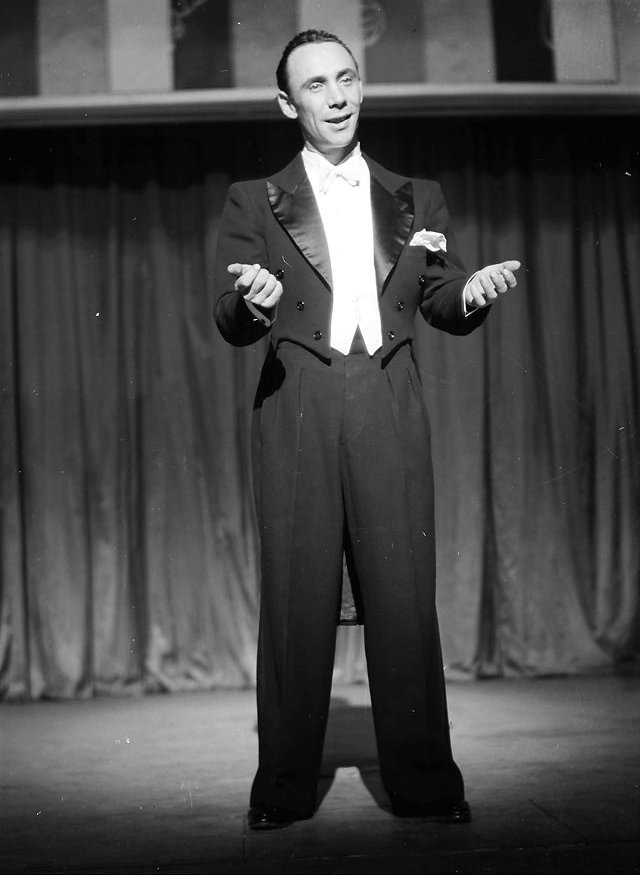
Rudolf Platte (1904–1984)

- Platten, Clemens (1893–1971), deutscher Landwirt und Politiker (Zentrum, CDU), MdL
- Platten, Fritz (1883–1942), Schweizer Kommunist
- Platten, Marion (* 1958), deutsche Schwimmerin
- Platten, Michael (* 1971), deutscher Mediziner und Hochschullehrer
- Platten, Rachel (* 1981), US-amerikanische R&B- und Popsängerin
- Platten, Sören (* 1988), deutscher Politiker (SPD), MdHB
- Platten, Stephen (* 1947), britischer anglikanischer Bischof
- Plattenhardt, Marvin (* 1992), deutscher Fußballspieler
- Plattenpapzt (* 1971), deutscher Künstler, DJ und Hip-Hop-Produzent
- Plattensteiner, Richard (1878–1956), österreichischer Schriftsteller
- Platter, Betty (1892–1979), österreichische Fotografin
- Platter, Bruno (* 1944), italienischer Geistlicher, emeritierter Hochmeister des Deutschen Ordens
- Platter, Enrico (* 1945), deutschsprachiger Fernsehredakteur und Medienberater
- Platter, Felix (1536–1614), Schweizer Mediziner und autobiographischer Schriftsteller
- Platter, Felix (1605–1671), Schweizer Mediziner und Naturforscher
- Platter, Günther (* 1954), österreichischer Politiker (ÖVP), Abgeordneter zum NationalratGünther Platter (* 1954)

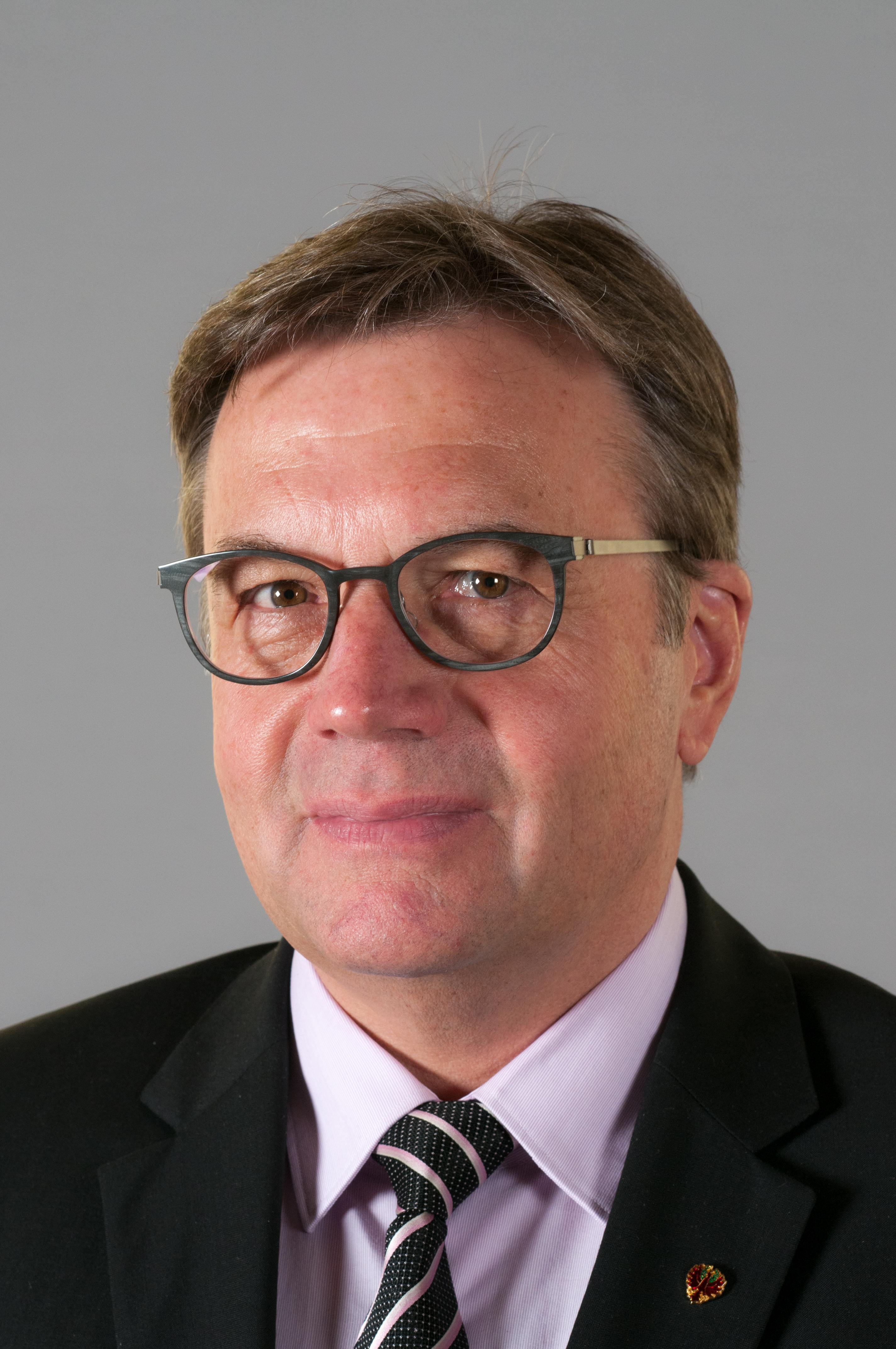
Günther Platter (* 1954)

- Platter, Josef Calasanz (1858–1905), Tiroler Schriftsteller und Fremdenverkehrsexperte
- Platter, Julius (1844–1923), Nationalökonom
- Platter, Thomas der Ältere (1499–1582), Schweizer humanistischer Gelehrter und autobiographischer Schriftsteller
- Platter, Thomas der Jüngere (1574–1628), Schweizer Botaniker, Mediziner und Schriftsteller
- Platthaus, Andreas (* 1966), deutscher Feuilleton-Journalist und Comics-Experte
- Platti, Giovanni Benedetto (1697–1763), italienischer Oboist und Komponist
- Plattig, Michael (* 1960), deutscher katholischer Theologe
- Plattkó Kopiletz, Ferenc (1898–1983), ungarischer Fußballspieler und -trainer
- Plättner, Anke (* 1963), deutsche Fernsehjournalistin
- Plattner, Anton (* 1967), deutscher Eishockeyspieler
- Plattner, Augustinus († 1626), deutscher Komponist
- Plattner, Bernhard (* 1950), Schweizer Informatiker und Hochschullehrer
- Plattner, Carl Friedrich (1800–1858), deutscher Hüttenkundler und Chemiker
- Plattner, Christian (1869–1921), österreichischer Bildhauer und Maler
- Plattner, Christian (* 1963), österreichischer Jazzmusiker
- Plattner, Claudia (* 1973), deutsche Mathematikerin und Präsidentin des Bundesamts für Sicherheit in der Informationstechnik (BSI)Claudia Plattner (* 1973)

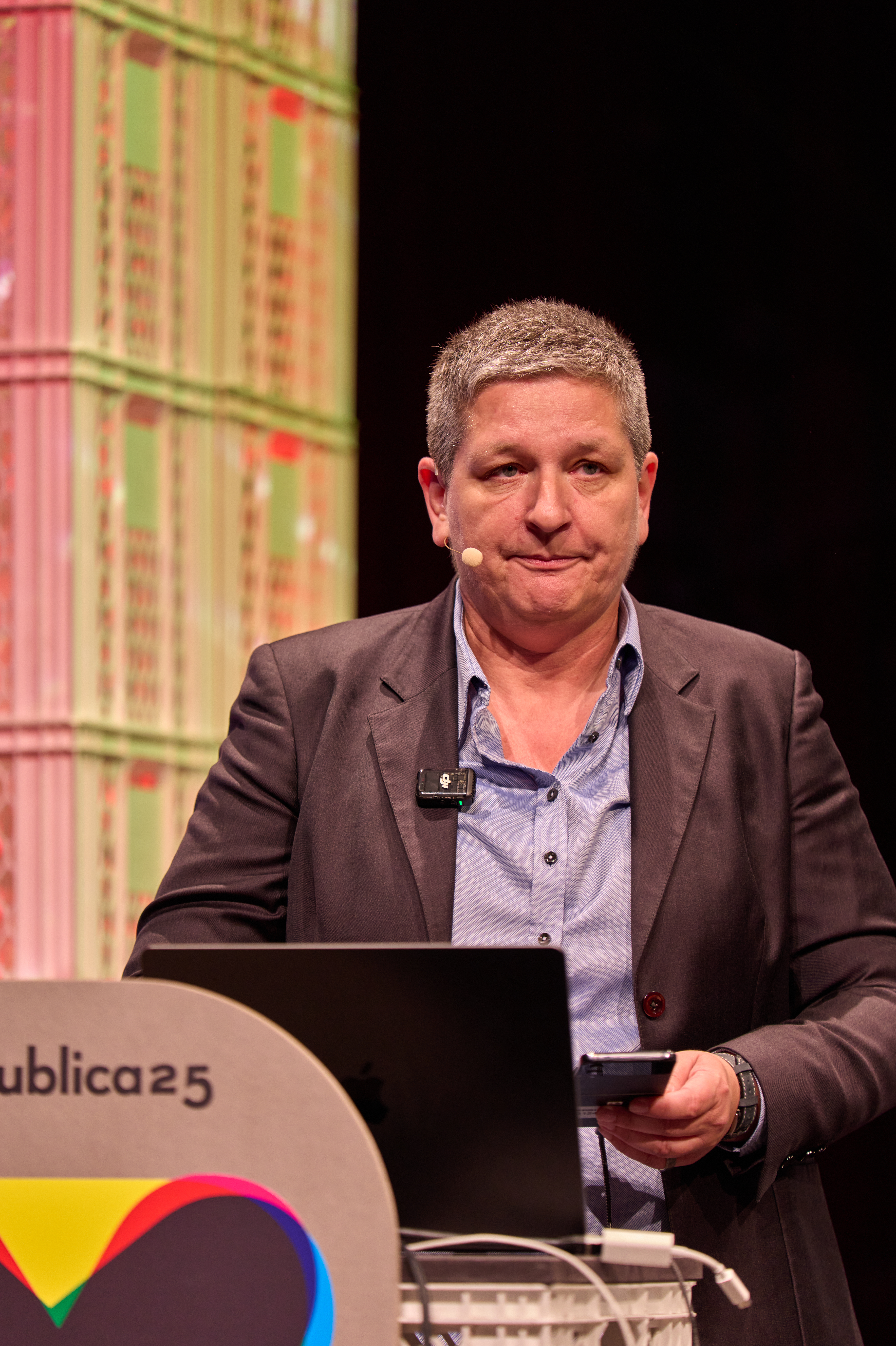
Claudia Plattner (* 1973)

- Plattner, Dominique (* 1990), österreichischer Tischtennisspieler
- Plattner, Edeltraud (* 1959), deutsche Politikerin (CSU), MdL
- Plattner, Elisabeth (1899–1994), deutsche Pädagogin
- Plattner, Emanuel (* 1935), Schweizer Radrennfahrer
- Plattner, Ernst (1880–1966), deutscher Architekt
- Plattner, Franz (1826–1887), österreichischer Kirchenmaler
- Plattner, Friedrich (* 1896), österreichisch-deutscher Physiologe, Hochschullehrer und Nationalsozialist
- Plattner, Fritz (1901–1960), deutscher Politiker (NSDAP), MdR
- Plattner, Gian-Reto (1939–2009), Schweizer Physiker und Politiker (SP)
- Plattner, Hans (1915–1964), österreichischer Politiker (WdU), Landtagsabgeordneter
- Plattner, Hasso (* 1944), deutscher UnternehmerHasso Plattner (* 1944)

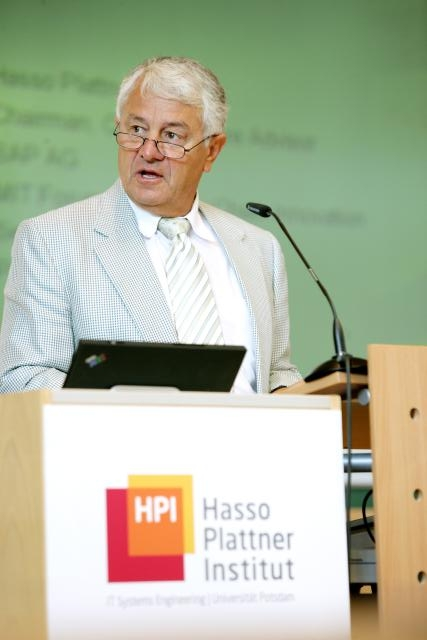
Hasso Plattner (* 1944)

- Plattner, Helmut (1927–2012), rumäniendeutscher Konzertorganist, Kirchenmusikdirektor
- Plattner, Helmut (1940–2016), österreichischer Jazzmusiker (Trompete, auch Sopransaxophon, Komposition)
- Plattner, Herbert (1966–1995), deutscher Eishockeyspieler
- Plattner, Hermann (1909–1997), Schweizer Grafiker, Zeichner und Maler
- Plattner, Johann Heinrich (1795–1862), Schweizer Politiker
- Plättner, Karl (1893–1945), deutscher Kommunist, Sozialrevolutionär und Autor
- Plattner, Karl (1919–1986), italienischer Maler und Freskant (Südtirol)
- Plattner, Luis (1901–1976), italienischer Architekt (Südtirol)
- Plattner, Maria (* 2001), österreichische Fußballspielerin
- Plattner, Martin (* 1975), österreichischer Dramatiker
- Plattner, Oscar (1922–2002), Schweizer Radrennfahrer
- Plattner, Otto (1886–1951), Schweizer Plakatgestalter, Maler, Grafiker und Glasmaler
- Plattner, Patricia (1953–2016), Schweizer Filmemacherin
- Plattner, Paul (1907–1980), Schweizer Psychiater und Sachbuchautor
- Plattner, Philipp (* 1847), deutscher Romanist und Grammatiker
- Plattner, Samuel (1838–1908), Schweizer Jurist, Journalist und Bühnenautor
- Platts, Mark (* 1979), englischer Fußballspieler
- Platts, Todd Russell (* 1962), US-amerikanischer Politiker
- Platts, Una (1908–2005), neuseeländische Kunsthistorikerin und Kuratorin

#### Platy
- Platyrachos, Nikos (* 1965), griechischer Komponist

#### Platz
- Platz, Bernhard (1898–1983), deutscher Verwaltungsjurist bei der Deutschen Reichsbahn, Ministerialbeamter in Bremen
- Platz, Christian Friedrich (1800–1876), deutscher Gymnasiallehrer, Übersetzer, Politiker und Archivar
- Platz, Ernst (1867–1940), deutscher Bergmaler und Alpinist
- Platz, Gerhard (1879–1963), deutscher Naturschützer und Autor
- Platz, Gertrud (1942–2019), deutsche Klassische Archäologin
- Platz, Gustav Adolf (1881–1947), deutscher Architekt
- Platz, Hans (* 1971), deutscher Gitarrist und MusikerHans Platz (* 1971)

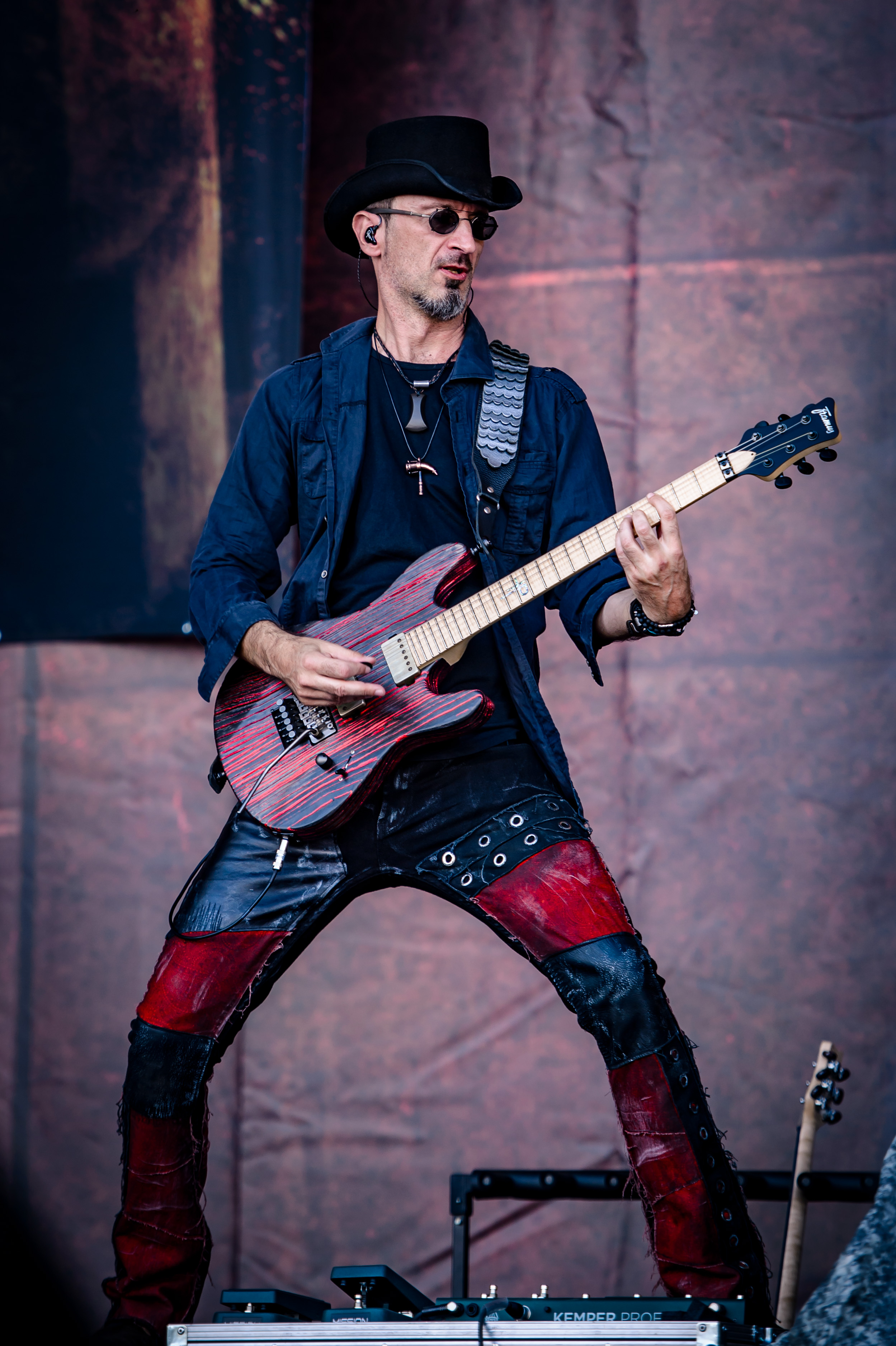
Hans Platz (* 1971)

- Platz, Hermann (1880–1945), deutscher Romanist und Kulturwissenschaftler
- Platz, Jeannine (* 1973), deutsche Malerin und Kalligrafin
- Platz, Joseph (1905–1981), deutschamerikanischer Schachspieler
- Platz, Kai Thomas (* 1965), deutscher Mittelalterarchäologe
- Platz, Knut Friedrich (* 1936), deutscher Verwaltungsbeamter und Kreisdirektor des Kreises Olpe
- Platz, Melanie, deutsche Mathematikdidaktikerin
- Platz, Norbert H. (* 1939), deutscher Anglist und Hochschullehrer
- Platz, Reinhold (1886–1966), deutscher Flugzeugkonstrukteur
- Platz, Richard (1867–1933), deutscher Kaufmann und Manager der Hackethal Draht- und Kabelwerke, Präsident der IHK Hannover
- Platz, Robert HP (* 1951), deutscher Komponist und Dirigent
- Platz, Sabine (* 1971), deutsche Fernsehjournalistin
- Platz, Tom (* 1955), US-amerikanischer Bodybuilder
- Platz, Wilhelm (1866–1929), deutscher Schriftsteller
- Platz, Wolfgang (* 1944), deutscher Fußballspieler
- Platz-Waury, Elke (* 1940), deutsche Literaturwissenschaftlerin, Autorin und Verlegerin
- Platzbecker, Arne (* 1972), deutscher Politiker (SPD)
- Platzbecker, Arno (1894–1956), deutscher Maler
- Platzbecker, Heinrich (1860–1937), deutscher Komponist und Pianist
- Platzbecker, Heinrich (* 1937), deutscher Radiologe
- Platzbecker, Uwe (* 1970), deutscher Hämatologe und Onkologe
- Platzeck, Matthias (* 1953), deutscher Politiker (SPD), MdV, MdL, Ministerpräsident von Brandenburg (2002–2013)Matthias Platzeck (* 1953)

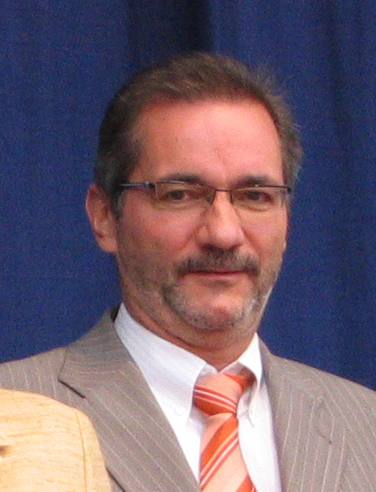
Matthias Platzeck (* 1953)

- Platzek, Günter (1930–1990), deutscher Musiker
- Platzek, Werner (1935–2005), deutscher Theaterschauspieler und -regisseur
- Platzer, Alexander (* 1963), österreichischer Militär
- Platzer, Alexandra (* 1986), österreichische Politikerin (ÖVP), Mitglied des Bundesrates
- Platzer, Birgit (* 1992), österreichische Rennrodlerin
- Platzer, Christian (* 1961), österreichischer Militär
- Platzer, Christian von († 1853), österreichischer Offizier (Genietruppe) und Direktor des k.k. Polytechnischen Instituts in Wien
- Platzer, Christoph (1659–1733), Historien- und Bildnismaler
- Platzer, Fini (1913–1993), österreichische Keramikerin und Künstlerin
- Platzer, Friedrich (1928–1975), österreichischer Politiker (ÖVP), Landtagsabgeordneter
- Platzer, Georg (* 1923), deutscher Fußballspieler
- Platzer, Heinrich, deutscher Skeletonsportler
- Platzer, Herbert (* 1943), österreichischer Politiker (SPÖ), Landtagsabgeordneter, Mitglied des Bundesrates
- Platzer, Ignaz (1974–1980), Mordopfer
- Platzer, Ignaz Franz (1717–1787), Bildhauer des böhmischen Spätbarocks
- Platzer, Ilona (1972–1980), Mordopfer
- Platzer, Inge (1930–2014), deutsche Malerin und Grafikerin
- Platzer, Johann (1880–1946), tschechoslowakischer Politiker, Mitglied des tschechoslowakischen Abgeordnetenhauses
- Platzer, Johann Georg (1704–1761), österreichischer Maler im Barock
- Platzer, Josef (1751–1806), österreichischer Architekt und Dekorationsmaler
- Plätzer, Kjersti (* 1972), norwegische Geherin
- Platzer, Martin (* 1963), österreichischer Eishockeyspieler
- Platzer, Patrick (* 1992), österreichischer Eishockeyspieler
- Platzer, Peter (1910–1959), österreichischer Fußballspieler
- Platzer, Peter (* 1954), schweizerischer Studentenhistoriker
- Platzer, Thomas, deutscher Skeletonpilot
- Platzer, Wilfried (1909–1981), österreichischer Diplomat
- Platzgumer, Hans (* 1969), österreichischer MusikerHans Platzgumer (* 1969)

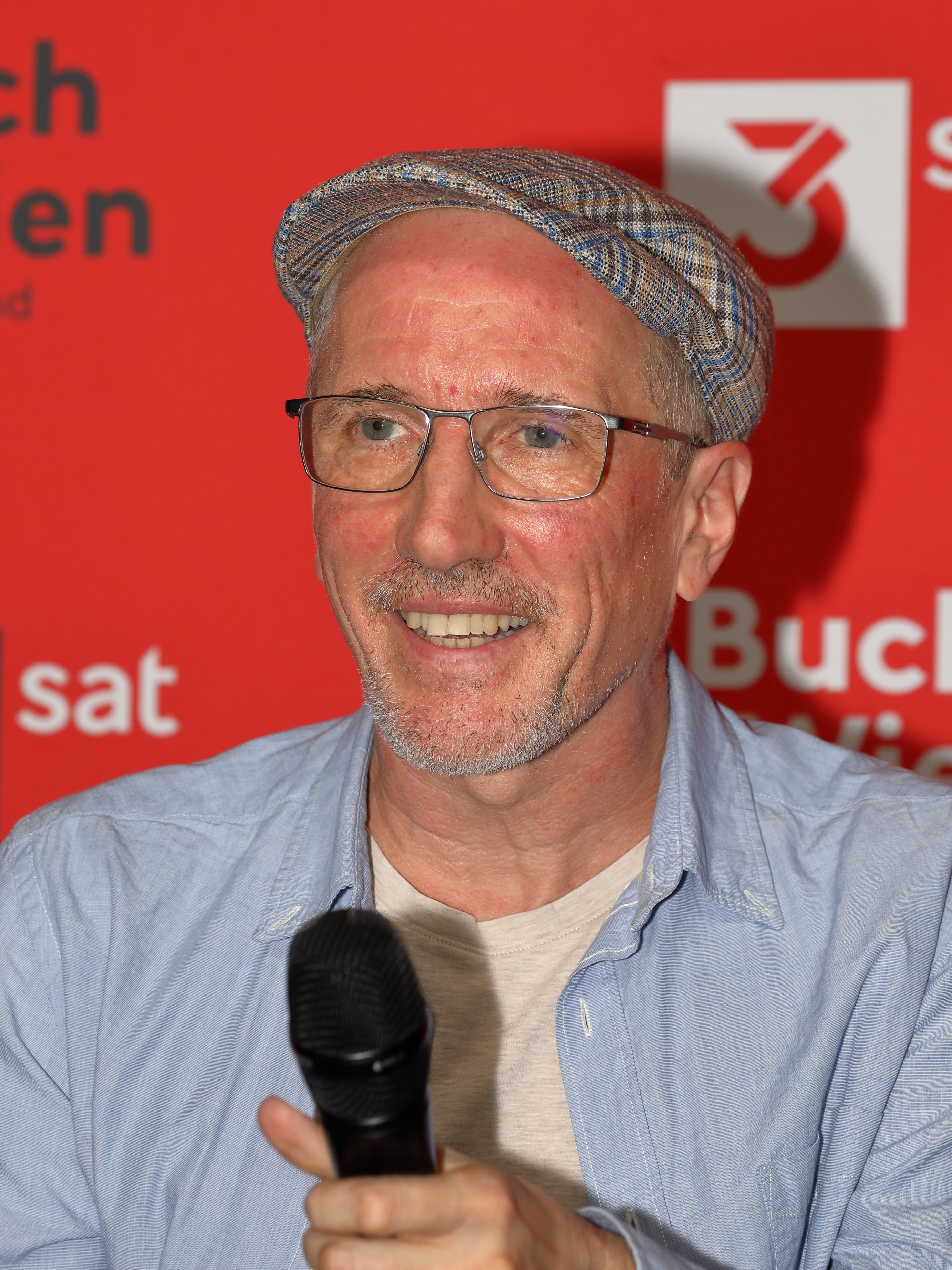
Hans Platzgumer (* 1969)

- Platzgummer, Adolf (1893–1951), österreichischer Politiker (ÖVP), Landtagspräsident in Tirol
- Platzgummer, Adrian (* 1995), österreichischer American-Football-Spieler und Bobsportler
- Platzgummer, Christoph (* 1961), österreichischer Politiker (ÖVP)
- Platzgummer, Johann († 1647), Bischof von Brixen
- Platzgummer, Sandro (* 1997), österreichischer American-Football-Spieler
- Platzgummer, Winfried (1930–2024), österreichischer Rechtswissenschafter und Hochschullehrer
- Platzhoff, Gustav (1821–1887), deutscher Kaufmann
- Platzhoff, Walter (1881–1969), deutscher Historiker und Hochschullehrer
- Platzmann, Conrad (1749–1812), deutscher Kaufmann und preußischer Diplomat
- Platzmann, Conrad (1775–1838), deutscher Kaufmann und Ratsherr der Hansestadt Lübeck
- Platzmann, Julius (1832–1902), deutscher Botaniker, Zeichner und Sprachforscher
- Platzmann-Scholten, Astrid (* 1959), deutsche Politikerin (Bündnis 90/Die Grünen)

### Plau
- Plauché, Jean Baptiste (1785–1860), US-amerikanischer Politiker
- Plauche, Vance (1897–1976), US-amerikanischer Politiker
- Plaude-Röhlinger, Ieva (* 1961), lettische Unternehmerin
- Plaue, Axel (* 1950), deutscher Politiker (SPD), MdL
- Plaue, Dominik (* 1995), deutscher Handballspieler
- Plauensteiner, Lieselotte (* 1941), österreichische Schauspielerin und Fernsehmoderatorin
- Plauert, Arno (1876–1937), Industrieller im Maschinenbau
- Plaugborg, Peter (* 1980), dänischer Schauspieler
- Plauger, Phillip J. (* 1944), amerikanischer Schriftsteller, Softwareentwickler und Unternehmer
- Plaul, Halka (* 1963), deutsche Tischtennisspielerin
- Plaul, Theo (1928–2017), deutscher Ingenieur
- Plaul, Wolfgang (1909–1945), deutscher Schutzhaftlagerführer im KZ Buchenwald
- Plaum, Ernst (* 1940), deutscher Psychologe
- Plaumann, Daniel, deutscher Algebraiker und Hochschullehrer
- Plaumann, Fritz (1902–1994), deutsch-brasilianischer Entomologe
- Plaumann, Gerhard (1887–1918), deutscher Papyrologe
- Plaumann, Reiner (* 1963), deutscher Autor
- Plaušinaitis, Sigitas (* 1941), litauischer Fachübersetzer und Linguist
- Plaut, Carl Hugo (1858–1928), deutscher Arzt
- Plaut, Fred (1907–1985), deutsch-amerikanischer Toningenieur und Fotograf
- Plaut, Gustav (1854–1928), deutscher Bankier, Mitglied des Provinziallandtages der Provinz Hessen-Nassau
- Plaut, Hans-Georg (1918–1992), deutscher Unternehmensberater
- Plaut, Henri-Charles (* 1819), französischer Fotograf
- Plaut, Hubert (1889–1978), deutsch-britischer Mathematiker
- Plaut, Jacob (1817–1901), deutsch-jüdischer Unternehmer und Bankier
- Plaut, James S. (1912–1996), amerikanischer Kunsthistoriker und Museumsbegründer
- Plaut, Joseph (1879–1966), deutscher Schauspieler, Rezitator und lippischer HeimatdichterJoseph Plaut (1879–1966)

Joseph Plaut (1879–1966)

- Plaut, Max (1888–1933), deutscher Rechtsanwalt und Opfer der nationalsozialistischen Gewaltherrschaft
- Plaut, Max (1901–1974), deutscher Rechtsanwalt, Ökonom und Verbandsfunktionär
- Plaut, Paul (1894–1960), deutscher Psychologe und Psychiater
- Plaut, Theodor (1874–1938), deutscher Mediziner
- Plaut, Theodor (1888–1948), deutscher Wirtschaftswissenschaftler
- Plaut, W. Gunther (1912–2012), kanadischer Rabbiner deutscher Herkunft
- Plaut, Werner (1898–1951), deutscher Schriftsteller, Herausgeber und Verleger
- Plauth, Karl (1896–1927), deutscher Pilot
- Plautia Urgulanilla, erste Frau des römischen Kaisers Claudius
- Plautian († 205), römischer Prätorianerpräfekt
- Plautilia, Heilige der christlichen Kirche
- Plautilla, Fulvia († 211), Frau des späteren römischen Kaisers CaracallaFulvia Plautilla († 211)

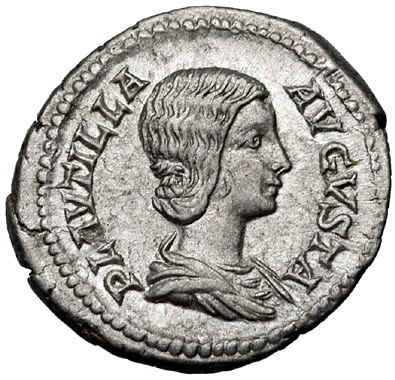
Fulvia Plautilla († 211)

- Plautius Aelianus, Lucius Aelius Lamia, römischer Politiker und Suffektkonsul im Jahre 80
- Plautius Aquilinus, Lucius Titius, römischer Konsul 162
- Plautius Lateranus († 65), römischer Politiker zur Zeit Neros
- Plautius Lycon, Marcus, griechischer Maler
- Plautius Pulcher, Publius, römischer Politiker und Feldherr
- Plautius Quintillus, römischer Konsul 159
- Plautius Silvanus Aelianus, Tiberius, römischer Senator
- Plautius Silvanus, Marcus († 24), römischer Senator, Praefectus urbi
- Plautius Silvanus, Marcus, römischer Politiker
- Plautius Silvanus, Marcus, römischer Politiker und Feldherr
- Plautius, Aulus, römischer Senator und Feldherr
- Plautius, Aulus, römischer Senator, Prätor 51 v. Chr.
- Plautius, Aulus, römischer Politiker und Suffektkonsul 1 v. Chr.
- Plautus, römischer Dichter
- Plautz, Gabriel († 1641), Hofkapellmeister und Komponist in Mainz
- Plautz, Justin (* 1999), deutscher Fußballspieler
- Plautz, Konrad (* 1964), österreichischer Fußballschiedsrichter und Politiker (ÖVP), LandtagsabgeordneterKonrad Plautz (* 1964)

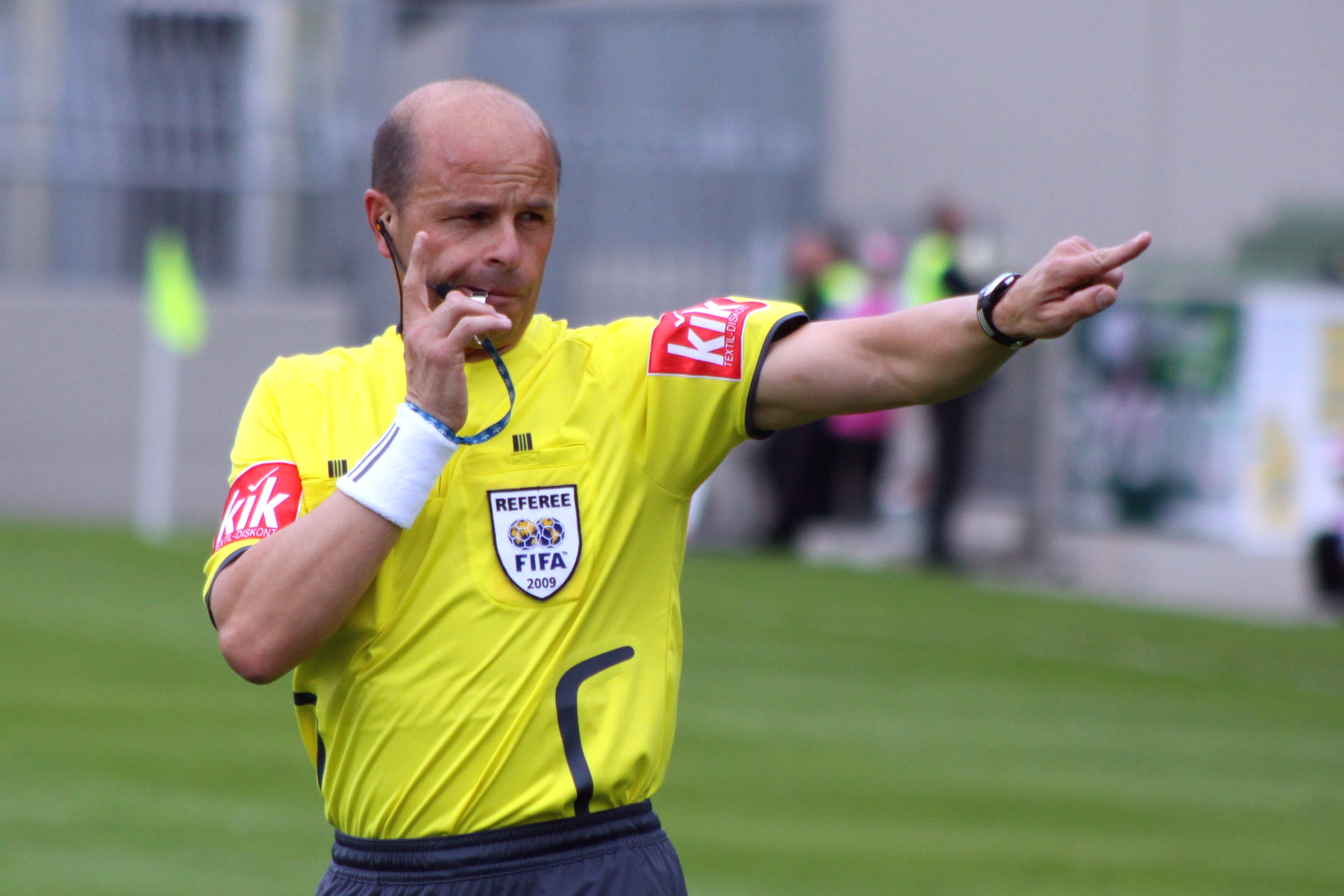
Konrad Plautz (* 1964)

- Plautz, Willi (1895–1978), deutscher Politiker (CDU), Abgeordneter der Hamburgischen Bürgerschaft (1949–1953)

### Plav
- Plăvan, Ioana (* 1998), rumänische Speerwerferin
- Plavčić, Valentin (* 1972), jugoslawischer Fußballtrainer
- Plavčić, Zvonimir (* 2004), bosnischer Fußballspieler
- Plavi, Esad (* 1965), bosnischer Turbofolk-Sänger
- Plavin, Alan (* 1993), litauischer Badmintonspieler
- Pļaviņš, Mārtiņš (* 1985), lettischer Beachvolleyballspieler
- Plavius, Heinz (1929–1985), deutscher Schriftsteller und Germanist
- Plavius, Johannes, deutscher Dichter
- Plavka (* 1968), US-amerikanische Sängerin
- Plavotić, Tin (* 1997), kroatischer Fußballspieler
- Plavsic, Adrien (* 1970), kanadisch-schweizerischer Eishockeyspieler und -trainer
- Plavšić, Biljana (* 1930), bosnisch-herzegowinische Politikerin in der Republika Srpska in Bosnien und HerzegowinaBiljana Plavšić (* 1930)

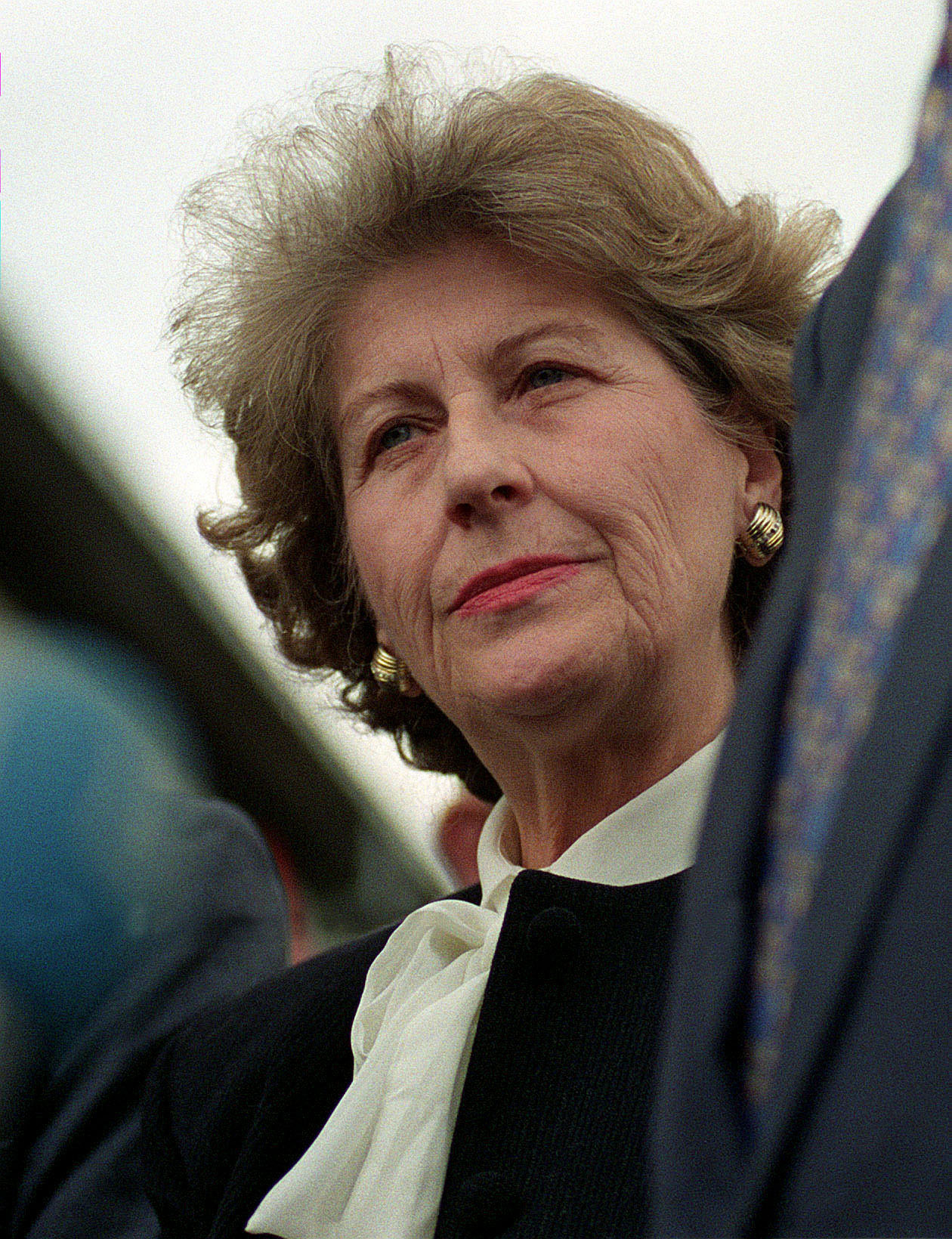
Biljana Plavšić (* 1930)

- Plavšić, Milena (* 1956), jugoslawisch-bosnisch-serbische Volksmusik- und Schlagersängerin
- Plavšić, Nataša (* 1978), serbische Juristin
- Plavucha, Vlastimil (* 1968), slowakischer Eishockeyspieler und -funktionär

### Plaw
- Pławczyk, Jerzy (1911–2005), polnischer Hochspringer und Zehnkämpfer
- Pławecki, Damian (* 1973), polnischer Badmintonspieler
- Plawecki, Kevin (* 1991), US-amerikanischer Baseballspieler
- Plawetz, Jakob (1838–1929), österreichischer Bauunternehmer, Gutsbesitzer und Politiker, Landtagsabgeordneter
- Plawgo, Marek (* 1981), polnischer Sprinter und Hürdenläufer
- Plawjuk, Mykola (1925–2012), ukrainischer Politiker und Schriftsteller
- Plawky, Hans (1926–2007), deutscher Fußballspieler

### Plax
- Plaxico, Lonnie (* 1960), US-amerikanischer Jazz-Bassist
- Plaxin, Gottlieb (* 1932), deutscher Badmintonspieler
- Plaxton, Herbert (1901–1970), kanadischer Eishockeyspieler
- Plaxton, Hugh (1904–1982), kanadischer Eishockeyspieler und Politiker
- Plaxton, Roger (1904–1963), kanadischer Eishockeyspieler

### Play
- Playboi Carti (* 1995), US-amerikanischer RapperPlayboi Carti (* 1995)

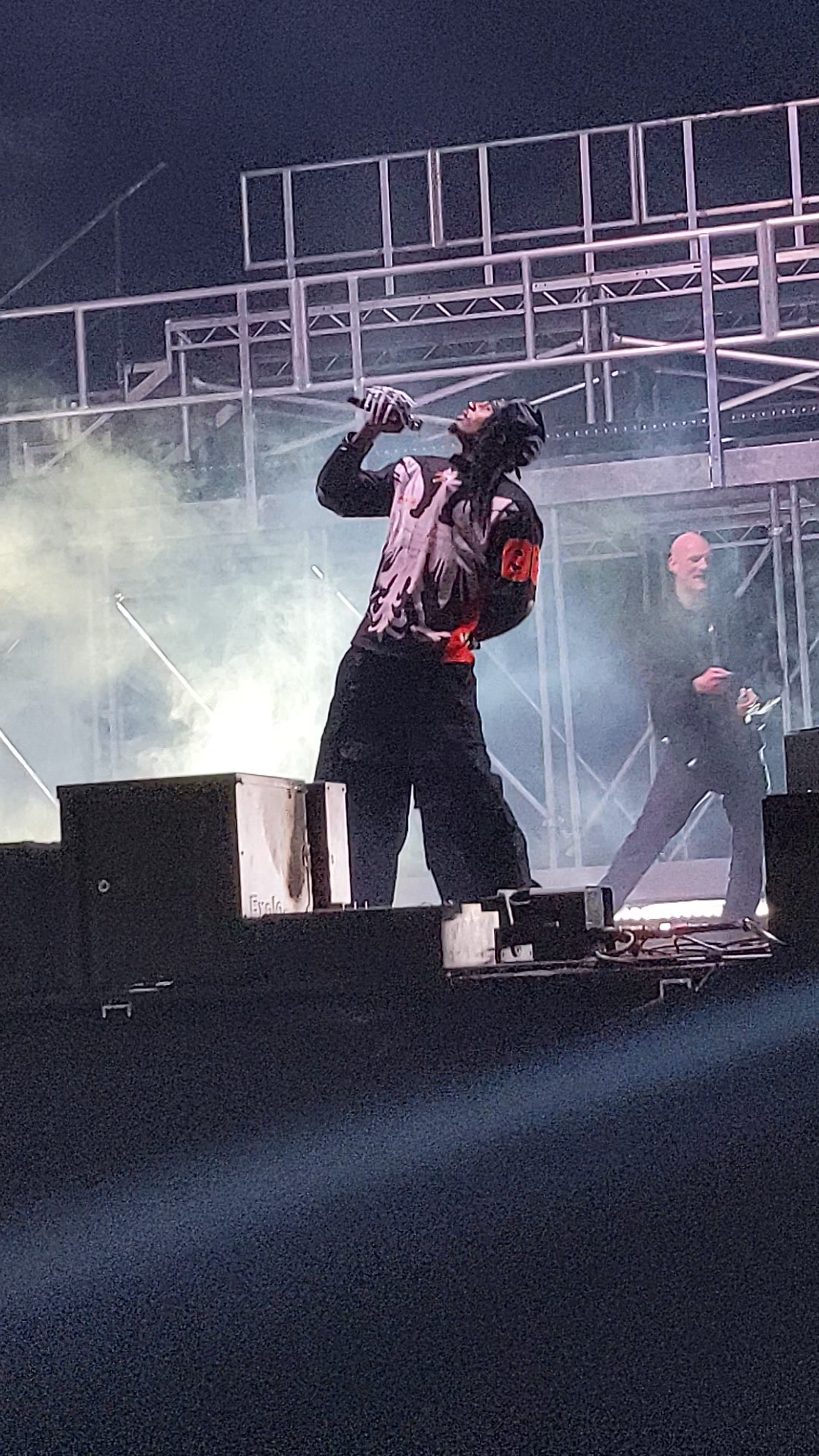
Playboi Carti (* 1995)

- Playboy 51 (* 1977), türkischer Kleindarsteller, Rapper
- Player, Gary (* 1935), südafrikanischer Golfspieler
- Player, John, englischer Cembalobauer
- Player, John (1839–1884), britischer Unternehmer
- Player, Scott (* 1969), US-amerikanischer American-Football-Spieler
- Playfair, George, 2. Baron Playfair (1849–1939), britischer Peer und Militär
- Playfair, Ian Stanley Ord (1894–1972), britischer General und Militärhistoriker
- Playfair, Jim (* 1964), kanadischer Eishockeyspieler und -trainer
- Playfair, John (1748–1819), schottischer Mathematiker und Geologe
- Playfair, Judy (* 1953), australische Schwimmerin
- Playfair, Larry (* 1958), kanadischer Eishockeyspieler
- Playfair, Lyon, 1. Baron Playfair (1818–1898), britischer Chemiker und Politiker
- Playfair, William (1759–1823), schottischer Ingenieur und Ökonom, Pionier der Infografik
- Playfair, William Henry (1790–1857), schottischer Architekt
- Playford, John (* 1623), englischer Musikverleger des Barock
- Playford, Thomas II (1837–1915), australischer Politiker, Bundessenator, Bundesminister und zweimaliger Premierminister von South Australia
- Playford, Thomas IV (1896–1981), australischer Politiker
- Playten, Alice (1947–2011), US-amerikanische Schauspielerin und Sängerin

### Plaz
- Plaz, Anton Wilhelm (1708–1784), deutscher Botaniker und Mediziner
- Plaz, Joseph Anton von (1677–1767), kaiserlicher Generalfeldzeugmeister
- Plaza Alford, Oriana, venezolanische Ballerina und Ballettlehrerin
- Plaza Gutiérrez, Leónidas (1865–1932), ecuadorianischer Politiker, zweimaliger Präsident von Ecuador
- Plaza Jiménez, Ignacio (* 1994), spanischer Handballspieler
- Plaza Lasso, Galo (1906–1987), ecuadorianischer Diplomat und Politiker, Präsident von Ecuador (1948–1952)
- Plaza, Alexandra (* 1994), deutsche Hochspringerin
- Plaza, Antonio José (1909–1987), argentinischer Geistlicher, Erzbischof von La Plata
- Plaza, Aubrey (* 1984), US-amerikanische Komikerin, Schauspielerin und FilmproduzentinAubrey Plaza (* 1984)

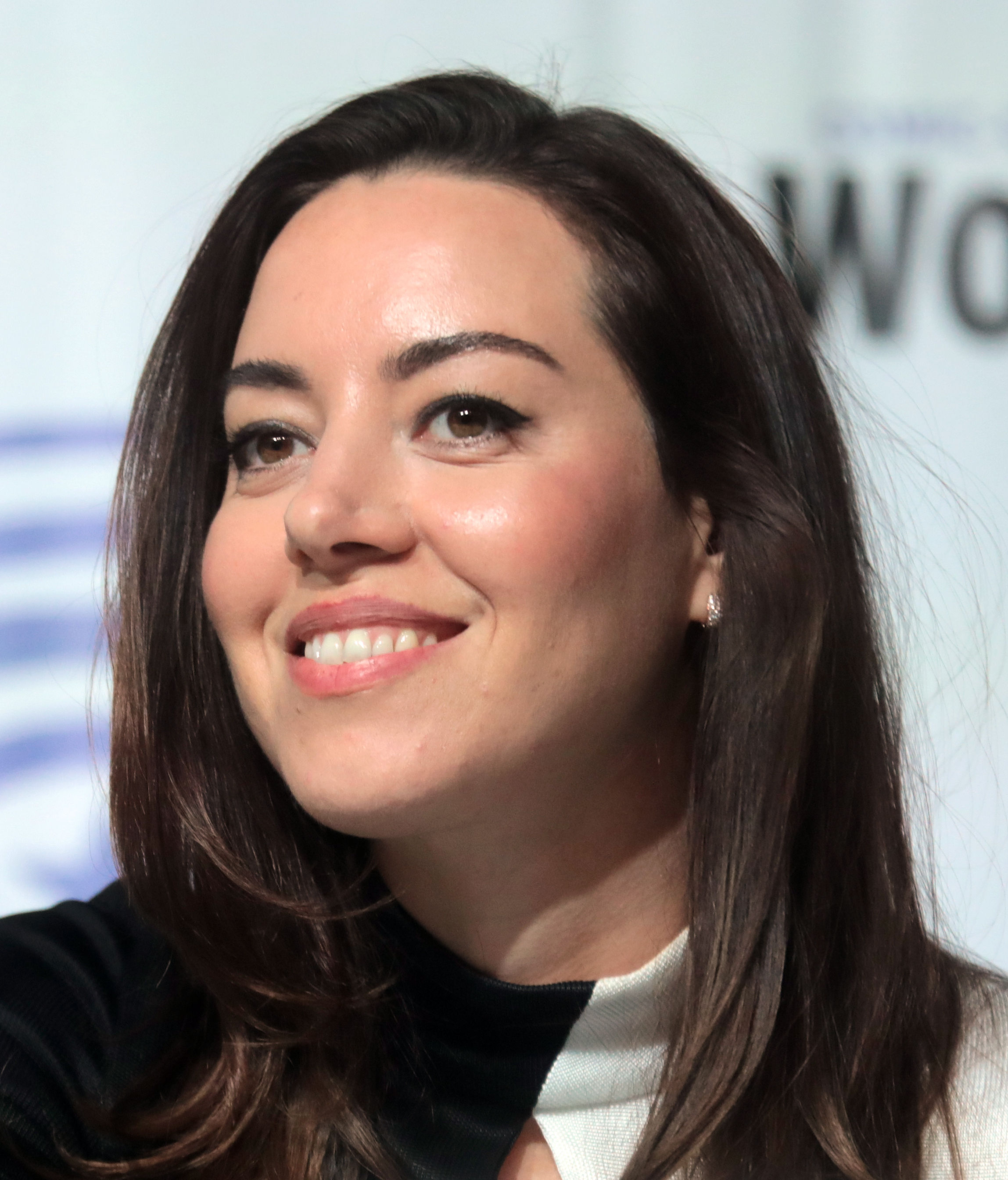
Aubrey Plaza (* 1984)

- Plaza, Bartolomé de la (1529–1600), spanischer römisch-katholischer Ordensgeistlicher, Bischof von Tui und erster Bischof von Valladolid
- Plaza, Daniel (* 1966), spanischer Geher und Olympiasieger
- Plaza, David (* 1970), spanischer Radrennfahrer
- Plaza, Diego (* 2001), chilenischer Fußballspieler
- Plaza, Ezequiel (1892–1947), chilenischer Maler
- Plaza, Heinrich (1912–1968), deutscher KZ-Arzt und SS-Hauptsturmführer
- Plaza, Joan (* 1963), spanischer Basketballtrainer
- Plaza, Juan Bautista (1898–1965), venezolanischer Komponist und Musikwissenschaftler
- Plaza, Julián (1928–2003), argentinischer Tangokomponist, Arrangeur, Bandoneonist und Pianist
- Płaza, Maciej (* 1976), polnischer Prosaschriftsteller und Literaturkritiker
- Plaza, Manuel (1900–1969), chilenischer Marathonläufer
- Plaza, Marco (* 1982), chilenischer Fußballspieler
- Plaza, Matías (* 2001), chilenischer Fußballspieler
- Plaza, Mélissa (* 1988), französische Fußballspielerin
- Plaza, Nicanor (1844–1918), chilenischer Bildhauer
- Plaza, Paco (* 1973), spanischer Filmregisseur und Drehbuchautor
- Plaza, Rubén (1959–2012), uruguayischer Fußballspieler
- Plaza, Rubén (* 1980), spanischer Radrennfahrer
- Plaza, Santiago (* 1938), mexikanischer Sprinter
- Plaza, Victorino de la (1840–1919), argentinischer Rechtsanwalt, Vizepräsident und Präsident Argentiniens
- Plazas, Jessica (* 2002), kolumbianische Tennisspielerin
- Plaziat, Christian (* 1963), französischer Zehnkämpfer und Europameister
- Plazibat, Stipe (* 1989), kroatischer Fußballspieler
- Płażyński, Maciej (1958–2010), polnischer Politiker, Mitglied des SejmMaciej Płażyński (1958–2010)

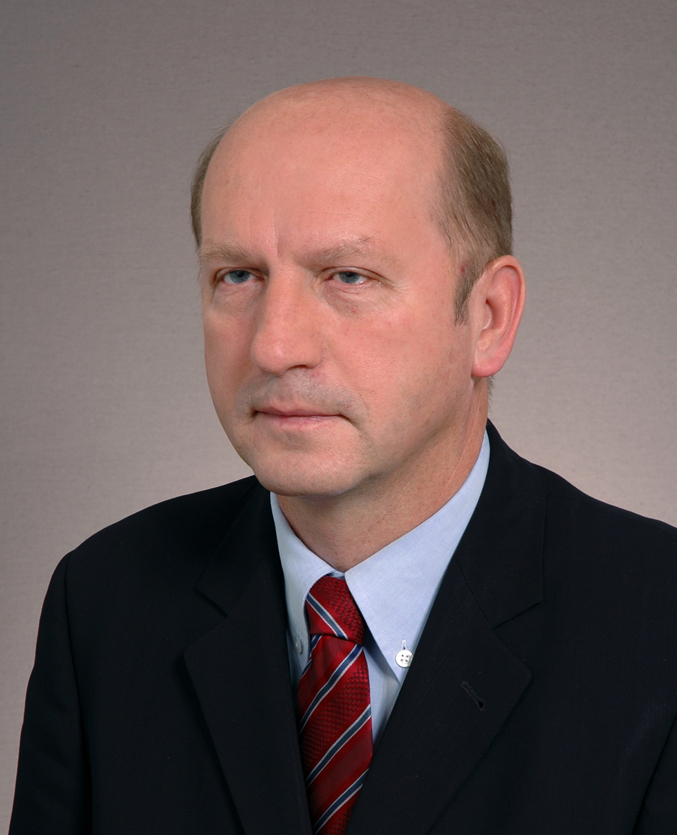
Maciej Płażyński (1958–2010)

- Plazzer, Giovanni (1909–1983), italienischer Ruderer